# エアランゲン
エアランゲンまたはエルランゲン（ドイツ語: Erlangen,  [ˈɛrlaŋən]）は、ドイツ連邦共和国バイエルン州ミッテルフランケン行政管区の郡独立市である。この街は大学都市であり、エアランゲン＝ヘーヒシュタット郡（1972年にエアランゲン郡とヘーヒシュタット・アン・デア・アイシュ郡とが統合されて成立した）の郡庁所在地である。エアランゲンの人口は1974年に10万人を超え、大都市となった。本市の人口は 117,806人（2023年12月31日現在）で、バイエルン州に8つある「大都市」のうち最小の市である。
エアランゲンは、ニュルンベルク、フュルト、シュヴァーバッハとともにバイエルン州に3つある大都市地区の1つを形成しており、上記4市に周辺地域を加えるとドイツに11ある欧州大都市圏の1つであるニュルンベルク大都市圏となる。ニュルンベルク、フュルトとともに、ニュルンベルク人口集中地域の中核をなす都市トライアングルを形成している。
歴史を大きく遡ると、今でも知覚できる街の要素が、1685年のナントの勅令撤回後のユグノー教徒の定住地である。現在この街は特にフリードリヒ＝アレクサンダー大学エアランゲン＝ニュルンベルクと技術コンツェルン・シーメンスで知られている。

## 地理
エアランゲンは、ミッテルフランケン盆地周縁部のレグニッツ川沿いに位置している。この川は市域を南から北に向かって流れ、街をほぼ同じ広さの2つの部分に分けている。街の西部に、レグニッツ川と並行にマイン＝ドナウ運河が設けられている。内市街の北側で東から流れてきたシュヴァーバッハ川が、市の南で西から流れてきたミットレーレ・アウラハ川がレグニッツ川に注いでいる。
エアランゲンと近隣の大都市との位置と距離を示す。距離は街の中核部間の直線距離である。
| シュヴァインフルト (100 km)                                   | バンベルク (40 km)                                                     | バイロイト (90 km)                 |
| フランクフルト・アム・マイン (220 km) ヴュルツブルク (100 km) |                                                                        | チェコ国境 ヴァイトハウス (140 km) |
| ローテンブルク・オプ・デア・タウバー (80 km)                  | ニュルンベルク (20 km) インゴルシュタット (120 km) ミュンヘン (190 km) | レーゲンスブルク (120 km)          |

* 距離は各都市の中心部への最適な道路距離である。

### 隣接する市町村
北から時計回りに以下の市町村あるいはそれに属さない地域がエアランゲン市と境を接している:
市町村に属さないマルク地域、メーレンドルフ、ブーベンロイト、マーロフシュタイン、シュパールドルフ、ブッケンホーフ、森林地域ブッケンホーフの森（以上いずれもエアランゲン＝ヘーヒシュタット郡）、ニュルンベルク、フュルト、オーバーミヒェルバッハ（フュルト郡）、ヘルツォーゲンアウラハ、ヘスドルフ（ともにエアランゲン＝ヘーヒシュタット郡）。

### 市の構成
エアランゲンは公式には9つの市区 (Stadtteil) と40の統計区域 (statistischer Bezirk) からなっている。この他に市域は、登記簿・測量法上関連した12のゲマルクング（Gemarkung = 領域）に分けられるが、その境界は統計区域のそれとはかなり異なっている。ゲマルクングと統計区域の一部はかつて独立した町村であった。一方、それには新しい住宅地も含まれており、市区名としてその名称が用いられてもいる。しかし伝統的で、主観的に認識されている境界は公的に取り決められた境界から逸脱している場合が多い。

#### 市区と統計区域

市区と統計区域地図

| - ツェントルム（中央） - 01: アルトシュタット（旧市街） - 02: マルクグラーフェンシュタット - 03: ラートハウスプラッツ - 04: タール - レグニッツ - 10: ハイリゲンロー - 11: アルトエアランゲン - 12: シュタインフォルスト - ノルト（北） - 20: ブルクベルク - 21: マイルヴァルト - 22: ジークリッツホーフ - 23: レーヴェニヒ - 24: ブッケンホーファー・ジートルング - 25: シュトゥーベンロー | - オスト（東） - 30: レーテルハイム - 32: ゼバルドゥス - 33: レーテルハイムパルク - ジュート（南） - 40: アンガー - 41: ラーテナウ - 42: シェーンフェルト - 43: フォルシュングスツェントルム - 44: バッハフェルト - 45: ビールラハ - ジュートオスト（南東） - 50: エルタースドルフ - 51: ザンクト・エギディーン - 52: テネンローエ | - ジュートヴェスト（南西） - 60: ノイゼス - 61: フラウエンアウラハ - 62: クリーゲンブルン - 63: ヒュッテンドルフ - ヴェスト（西） - 70: コスバッハ - 71: イン・デア・ロイト - 73: ホイスリング - 74: シュトイダハ - 75: インドゥストリーハーフェン - 76: ビューヒェンバッハ・ドルフ - 77: ビューヒェンバッハ・ノルト - 78: ビューヒェンバッハ・ヴェスト - ノルトヴェスト（北西） - 80: デクゼンドルフ・ヴェスト - 81: デクゼンドルフ・オスト - 82: メーナウ |

#### ゲマルクング

ゲマルクング地図

エアランゲン市は以下のゲマルクングからなる。
- ビューヘンバッハ
- ブルック
- エルタースドルフ
- エアランゲン
- フラウエンアウラハ
- グロースデクゼンドルフ
- ヒュッテンドルフ
- クロスターヴァルト
- コスバッハ
- クリーゲンブルン
- メーナウ
- テネンローエ

### 習慣的な地名
習慣的に用いられている歴史的な地名がいくつかあるが、これらは公的には用いられない。たとえば以下のものがある:
- ブルッカー・ヴェルクジードルング（ゲマルクング・ブルック内）
- エルバ＝ジードルング（ゲマルクング・ブルック内、アム・アンガー）
- エッセンバッハ（アム・ブルクベルク、シュヴァーバッハ川の北）
- ホイステーク（ゲマルクング・グロースデクゼンドルフ内）
- ケーニヒスミューレ（ゲマルクング・エルタースドルフ内）
- パプリカ＝ジードルング（ゲマルクング・フラウエンアウラハ内、シャラースホーフ近郊旧放牧地）
- シャラースホーフ（ゲマルクング・フラウエンアウラハ内）
- ジードルング・ゾネンブリック（ゲマルクング・ビューヘンバッハ内）
- シュタットラントジードルング（ゲマルクング・ビューヘンバッハ内）
- ザンクト・ヨハン（アルトエアランゲン統計区域内）
- ヴェルカー（アム・ブルクベルク、レグニッツ川の東）
- ツォルハウス（内市街東部）

### 気候
エアランゲンは、海洋性気候から大陸性気候への移行部に位置している。この街は、他の大陸性気候の街と同様に、比較的降水量が少なく（年間 650 mm）、年間平均気温は 8.5 ℃と比較的暖かである。特にブルクベルクが、街の中核地域を、北極付近の冷たい空気から護っている。これに対して、レグニッツ川付近ではしばしば霧が発生する。

## 歴史

### 市の歴史

#### 先史時代から古代

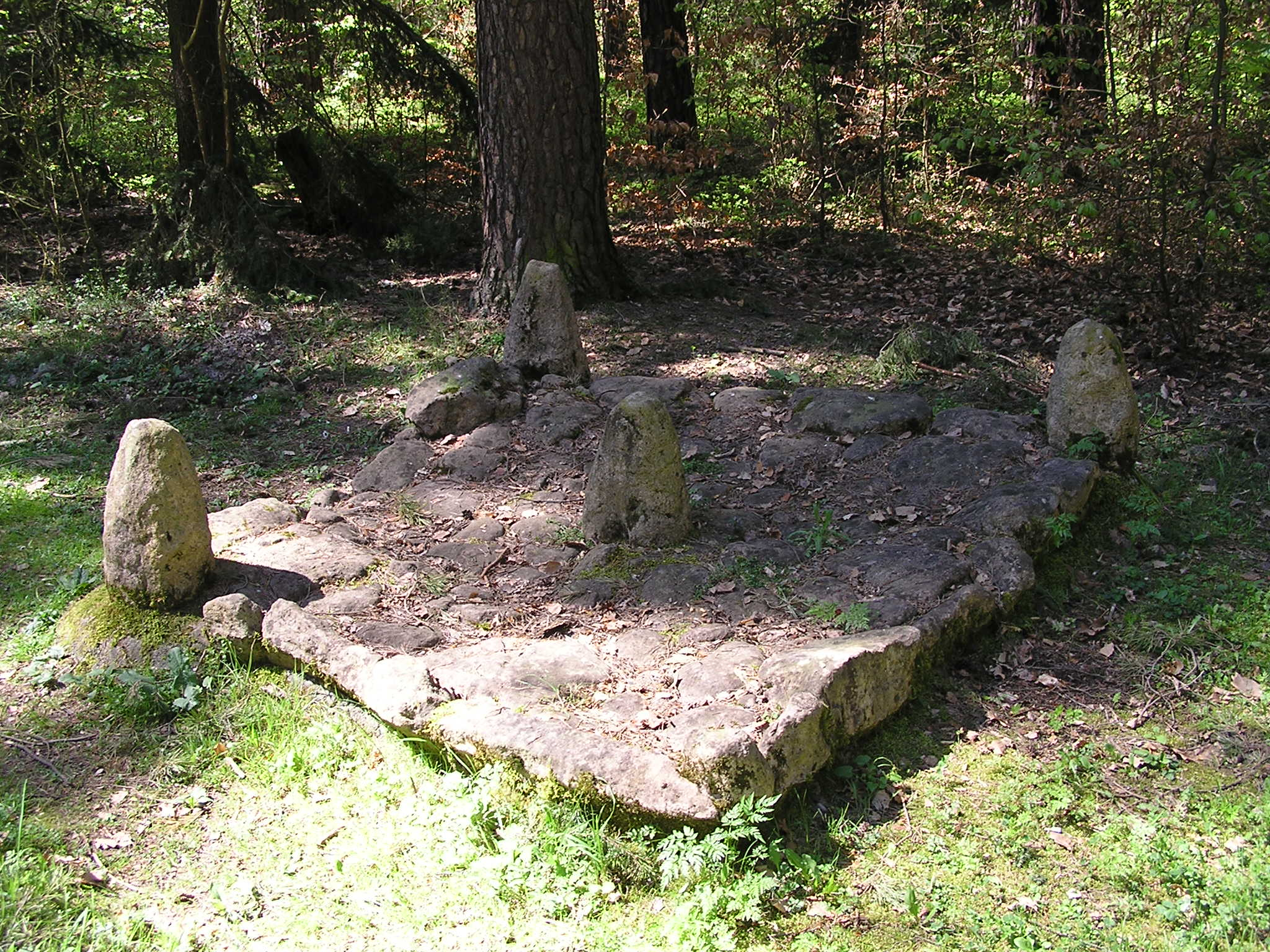
コスバッハの祭壇

先史時代のバイエルンでは、南北に通っているレグニッツタール（レグニッツ川の谷）は古くから重要な役割を担っていた。シュパールドルフでは、黄土の中からスクレーパーが発見された。これはグラヴェット文化、すなわち約25,000年前のものと推定された。比較的痩せた土壌であるため、エアランゲン地域では新石器時代の終わり（紀元前2800年から2200年頃）にやっと農耕とそれに伴う集落が形成されたことが示されている。この時代から、市の北側、マルク＝フォルストの「エアランゲンの標識石」（ペトログリフが刻まれた石板）が創られた。これは骨壺埋葬文化時代（紀元前1200年から800年）に墓地の囲いとして再利用された。
1913年に調査がなされたゲマルクング・コスバッハの墳丘から、骨壺埋葬文化およびハルシュタット文化、ラ・テーヌ文化時代の遺物が出土した。丘陵の麓にはハルシュタット時代後期（紀元前500年頃）のいわゆる「コスバッハの祭壇」が設けられていた。これは四角形に石を配置し、4つの角と中央にに直立した柱を暗示する石を置いたもので、他に類のない形態をしている。この施設の復元がこの場所で見ることができ、中央の見張り像はエアランゲン市立博物館に展示されている。

### ヴィラ・エアランゲンから三十年戦争まで

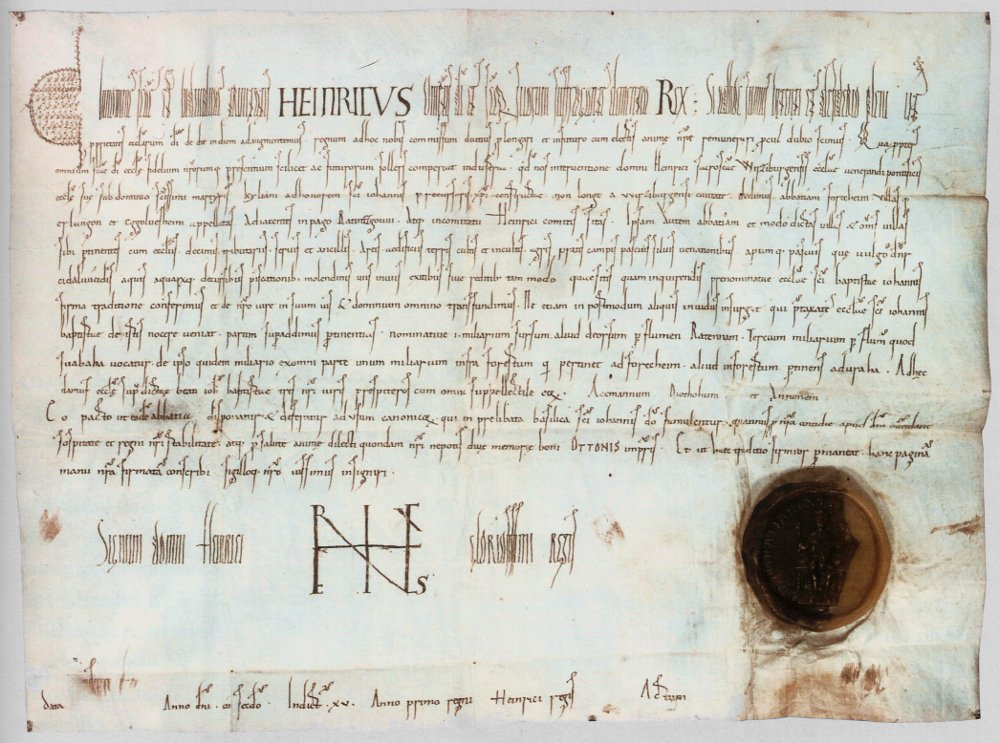
エアランゲンが初めて記録された1002年のハインリヒ2世の文書

エアランゲンは、1002年の文献に初めて名前を挙げて記録されている。この地名の由来は明らかでない。Erlen（ハンノキ）と Anger（牧草地）が一体化したものという郷土研究家の説は、地名研究家の支持を得られていない。
皇帝オットー2世は、976年に、フォルヒハイムの聖マルティン教会をその付属する諸々とともにヴュルツブルク司教区に寄進した (MGH, D. O. II., 132)。ハインリヒ2世は、1002年にこの寄進の正当性を確認し (MGH, D. H. II., 3)、これを司教区から新たに設立されたハウク修道院に移管することを許した。オットー2世の文書とは対照的に、この文書には付属するものが詳述されている。この中に、ラーデンツガウに位置する「villa erlangon」（villa = 村落）も記載されている。当時、バイエルンのノルトガウは、西はレグニッツ川まで、北はシュヴァーバッハ川まで広がっていた。ヴィラ・エアランゲンはこの境界の外側に位置したはずであり、現在のエアランゲン旧市街はこれにあたらない。レグニッツ川の西に位置し、現在はエアランゲンに統合されているアルト＝エアランゲンの他にエアランゲンという集落名はドイツでは2つと存在しないので、「erlangon（中略）in pago Ratintzgouui」という記述は古エアランゲンを意味していると考えられる。この文書は別の証拠をも提供している。ハインリヒ2世は1002年に、これに加えてレグニッツ川の東に位置する別の地域も寄進した。シュヴァーバッハ川の河口から東に1マイル、この河口からレグニッツ川の上流および下流にそれぞれ1マイルがその土地である。この2平方マイルの土地（マイレンクアドラート）は、距離と2本の河川の名称で記述されているだけで、集落との関係は記述されていない。この土地は villa erlangon を含む聖マルティン教会の付属の土地は無関係である。したがって聖マルチンの土地とマイレンクアドラートとは空間上、分離されて存在していたと考えられる。2平方マイルという広さは、当時の村落が必要とした広さと概ね一致する。この文書作成時に建設中であった、この寄進で言及されているレグニッツ川東側の開墾入植地が、他の場合と同じように、母体となった集落の名前を引き継いだと考えることで、この推定は補強される。新しい入植地は西向きの洪水の心配がない、現在のハウプト通り、シュール通り、ラツァレット通りに囲まれた三角形の砂丘の上に建設された。
わずか15年後の1017年に、ハインリヒ2世は聖マルティン付属地（エアランゲンを含む）を新たに設けられたバンベルク司教区に移管する交換協定 (MGH, D. H. II., 372) を通告した。この状態は1361年まで存続した。この間、この集落の名前は史料に散発的に現れるだけであった。
1063年8月20日、行軍中のハインリヒ4世は2つの文書に actum Erlangen と記している (MGH, D. H. IV., 109 および 110)。このことから郷土史家は「エアランゲンは、1063年にはハインリヒ4世が多くの諸侯や司教を伴って滞在できるほど、その規模において重要な街となっていた」、すなわち王の宮廷所在地であったと推測した。この王宮はバイロイター通り8番地の地所にあったと考えられた。王領はその後マイレンクアドラートの南に移され、1002年の文書で言及されることなく寄贈されたのであろう。他にもこうした施設の文献的証拠がない場合がある。おそらくハインリヒ4世は「新しい」エアランゲンを記述したのではなく、古い「villa erlangon」を記録したのであった。南から北への谷の通りは、ブルック付近ででレグニッツ川の左岸に渡り、北のアルトエアランゲン、クラインゼーバッハ＝バイアースドルフ方向へ向かっており、エアランガー・ブルクベルクの征服を助長することはなかった。
エアランゲンはもっぱら、司教が財政難のために質入れするときにのみ言及された。この村がどのように発展していったかは不明である。1348年の司教の土地台帳にある「grozzenerlang」という記述が、司教の村が元の villa erlangon を凌駕したことを示す証拠である。

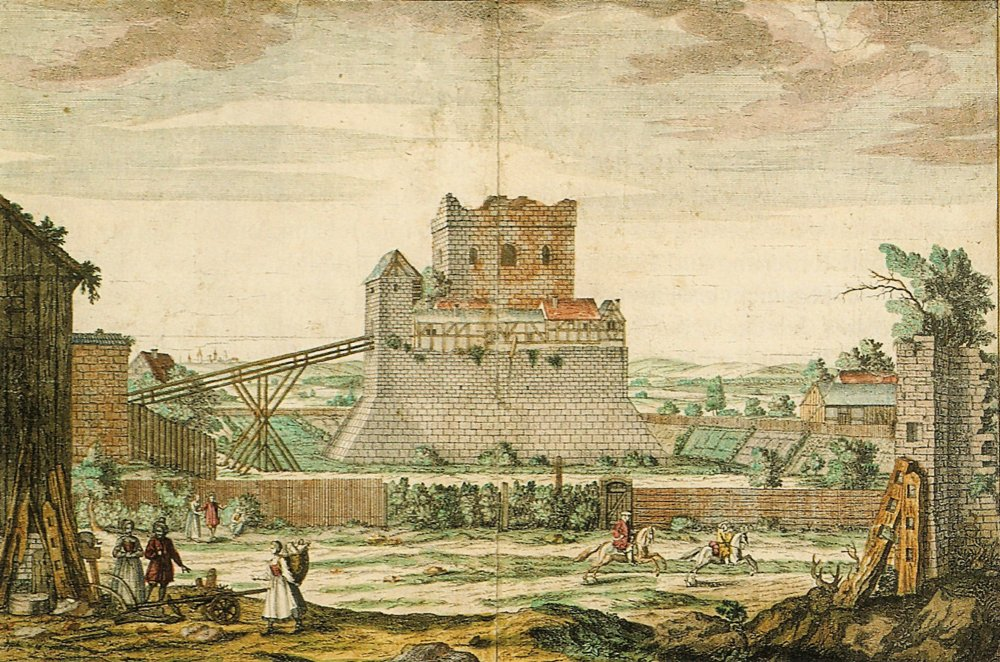
1730年頃のエアランゲン城砦

1361年12月に皇帝カール4世は、バンベルク司教ルポルト・フォン・ベーベンブルクから「エアランゲン村をすべての権利、付属する動産および不動産とともに」2,225プフント・ヘラーで購入し、ベーメン王国のレーエンである「ノイベーメン」と呼ばれる地域と統合した。この村はベーメン王の下で急速に発展した。1367年、皇帝は3日間エアランゲンに滞在し、帝国林における放牧権をエアランゲンの住民に与えた。1374年には、カール4世はエアランゲン住民に7年間の免税権を与えた。同時に市場開催権も授与した。おそらく1361年以後の早い時期に、新しい領主は獲得した所領の運営を行うために集落の西にエアランゲン要塞を建設し、ここに住んだ。ヴェンツェル王は貨幣鋳造所を建設し、1398年にエアランゲンを「市」とした。そのために残りの特権を授けた: 通行税の徴収権、パン屋や肉屋を含む商店の建設、市壁の建設である。
2年後の1400年に選帝侯はヴェンツェルを再選しなかった。ヴェンツェルは資金不足のため、1402年にエアランゲンを含むフランケンの所領を義兄弟にあたるニュルンベルク城伯ヨハン3世に売却した。フランケンの城伯の所領分割により、エアランゲンはオーバーベルギシャー侯領、後のバイロイト侯領に含まれた。エアランゲン硬貨は、鋳造マイスターが貨幣偽造でニュルンベルクで処刑されたため、廃止された。
フス戦争により、この小都市は1431年に初めて完全に破壊された。アルブレヒト・アヒレス辺境伯のニュルンベルク市に対する宣戦布告で1449年に第一次辺境伯戦争が起こった。アルブレヒト軍はこの帝国都市を完全に包囲することができなかったため、ニュルンベルク軍は辺境伯の都市や村を繰り返し攻撃し、荒廃させた。都市が復興するとすぐに、バイエルン＝ランツフート公ルートヴィヒ（富裕公）は、1459年に辺境伯を攻撃した。エアランゲンは、今度はバイエルン軍による奇襲と略奪にさらされた。その後この街は復興した。1525年のドイツ農民戦争では、エアランゲンは被害を免れた。1528年の宗教改革の影響も穏やかに過ぎ去った。しかし、1552年にアルブレヒト・アルキビアデス辺境伯が第二次辺境伯戦争を引き起こし、エアランゲンはニュルンベルク軍に攻撃され、一部が破壊された。皇帝カール5世はアルブレヒトに対して帝国アハト刑を宣言し、ニュルンベルク領のエアランゲンを自らの直轄に移管した。アルブレヒトは1557年に死亡した。その後継者ゲオルク・フリードリヒ1世は、クルムバッハ侯領に関する皇帝の財産の接収を願い出て、早くも1月後には再び統治を始めた。彼の統治下で、この街は戦争の被害から立ち直り、三十年戦争が進行するまで煩わされない状態が保たれた。この時代の街や、そこに住む人については、ほとんど伝えられていない。
1129年に「フォン・エアランゲン」貴族家の構成員が証人として文献に登場する。1288年にもこの名を持つ証人が登場する。彼らはおそらく、グリュンドラハのミニステリアーレであった。この家門は、グリュンドラハの陪臣レーエンとしてエアランゲンやその周辺に多くの所領を有していた。何度も文献にその名が登場するにもかかわらず、家系をたどることはできない。15世紀初めにこの家系は断絶した。
1328年の寄進状には「heinrich der alt smit」が住む農場が記載されており、20年後の1348年の司教の土地台帳には利息の支払い義務を有する土地所有者7人の名前が記されている。1497年のゲマイナー・プフェニヒ（税）のリストにこの街の人口が 92戸、成人（15歳以上）212人と記されている。1戸あたり1.5人の子供（15歳未満）がいると仮定すると、この街には約350人の住民が住んでいたことになる。この数値はその後もほとんど変わらなかった。1528年の土地台帳には83人の納税義務を課された戸主が記されており、1567年のトルコ税リストには97人の戸主と5人の後見付きの子供が記されている。通りごとに整理されたすべての戸主（間借り人を含む）の完全なリストは旧市街の司祭ハンス・ハイリヒによって1616年に作成された。この三十年戦争が始まろうとしている時代にこの街には、118戸、約 500人が住んでいた。
エアランゲン旧市街は繰り返し完全に破壊された。最後は1706年の火災によるものであった。北シュタットマウアー通りの市壁の一部と旧バートハウス（西シュタットマウアー通り 31番地）の1階裏側だけが中世後期の時代にまで遡ることができる。道路の構成を含む都市景観は、1706年の大火後に新しく設けられ1797年の行政改革まで存在した独自の行政機関「クリスティアン＝エアラング」（司法と立法の合議体）が策定した規則的な道路スキームに忠実に従って整備された。シュール通り、ラツァレット通り、アドラー通りだけが旧来通り遺された。深く掘られた地下倉庫は、破壊や火災をほとんど無傷で乗り越えた。これらの上に新しい建物が建設された。このため、1988年から郷土歴史協会の依頼で二人のエアランゲン建築家が旧市街の地下倉庫を測量している。同じ頃、エアランゲン都市考古学会は市立博物館の中庭で発掘調査を行った。両活動によって、中世後期から近世の街の広範な様子が得られた。

#### 1686年、新市街の創設
三十年戦争後、この小都市は比較的早く復興された。早くも、1655年12月2日に教区教会が聖三位一体教会という名称で献堂された。1685年にフランス王ルイ14世がナントの勅令を撤回して、反対派から「ユグノー教徒」と呼ばれたカルヴァン派臣下の1598年から続く信仰の自由が失われたことで状況が変わった。これにより、約18万人のユグノー派亡命者の波が、オランダ、ブリテン島、スイス、デンマーク、スウェーデン、ドイツのいくつかの領邦へ押し寄せた。宗教難民の少数はロシアへ、あるいはオランダやイギリスの植民地にまで達した。
クリスティアン・エルンスト辺境伯もこの状況を利用して、三十年戦争の結果荒廃した自分の領邦に居住する権利を与え、その入植者によって近代産業を推進して重商主義経済に対応しようとした。これによって彼は、領邦内にカルヴァン主義を受け容れ、その宗教活動を容認したドイツで最初のルター派諸侯の一人となった。1686年5月17日に最初6人のユグノー教徒が到着し、その後約1,500人がこれに続いた。この他に数百人のヴァルド派も流入したが定着できず、再び移っていった。どれほどの難民が流入するかの予測がつく以前から、辺境伯はエアランゲン旧市街の南に、法的に独立した街として「ノイシュタット・エアランゲン」（エアランゲン新市）と呼ばれる小都市を建設することを決めていた。都市建設者と呼ばれる栄誉への欲求は、典型的な絶対主義の流儀で、自国経済を促進するという合理的な動機と結びついていた。

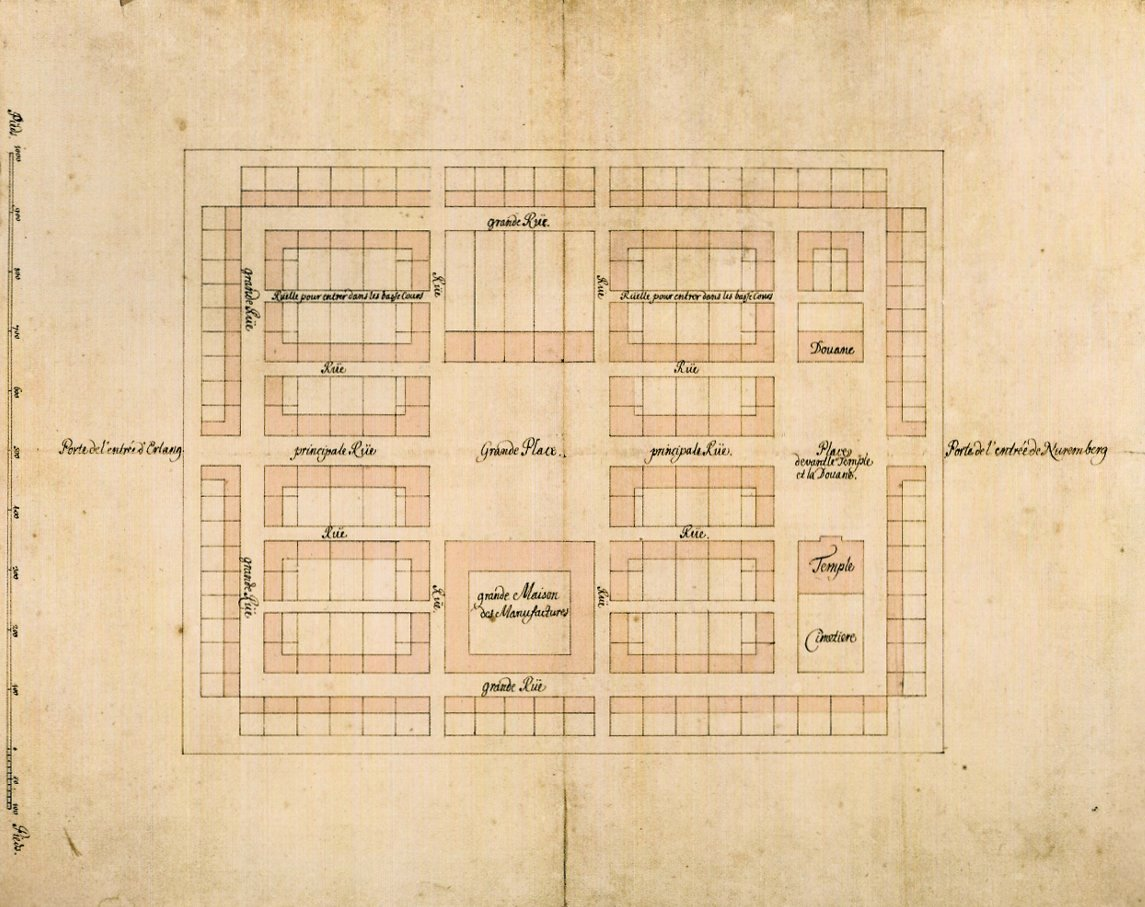
ヨハン・モーリッツ・リヒターによるノイシュタット・エアランゲンの現存する最古の設計図（1686年）

新しい街は、ニュルンベルクに往来する最も重要な広域通商路の1つに面した極めて有利な場所に位置していた。特定の産業のために近くのレグニッツ川から運河を引いて水を得ようとしたが、砂地のために失敗した。辺境伯の上級建築官ヨハン・モーリッツ・リヒターは、「ゴールデン・シュニッツ」を利用して、一見シンプルだが実際には極めて差別化され、技術的要求度の高い平面図に基づき理想的に構築された計画都市を設計した。長方形の都市は、不均等な広さの2つ広場を配し、対称軸として拡張されたハウプト通りと、中核市部を内包する「グランデ・ルー」によって特徴付けられる。グランデ・ルーは、閉じた角が直角で構成されており、ヒンジのように機能して、都市全体に強度と一体感をもたらしている。設計が示す通り、それぞれの建物が異なった外観を持つのではなく、都市全体の一体感が優先された。現在も歴史的中核部は、統一された、比較的装飾の少ないファサードを持つ3階から4階建ての建物が、通りに軒側を向けて真っ直ぐに並んでいる。都市の建設は1686年7月14日にユグノー派教会の礎石を設置することから始まった。最初の都市には、計画された200軒のうち、50軒が完成した。ユグノー教徒の流入は計画に満たず、フランスへの帰還を阻んでいたスペイン継承戦争後に平和条約が結ばれたことで1715年以降、難民のメンタリティーから移民のメンタリティーに変化したことや、フランスを相手にした1688年から1697年のプファルツ継承戦争で最高司令官となった辺境伯が彼らを雇用したことで、さらなる拡張が停止した。1700年から辺境伯の城館が建設され、エアランゲンの宮廷都市への発展が興り、6つある首都の1つとなったことが新たなインパクトを与えた。1706年8月14日、大火によりエアランゲン旧市街のほぼ全域が破壊された後、新市をモデルにして、直線化された道路や広場に、3階建てのやや個性的な家屋形式で復興がなされた。隣接する2つの計画都市から形成されたエアランゲンは、ヨーロッパの理想都市の歴史においてもユニークな特例である。本来はより古く、1812年までは独立して運営されたエアランゲン旧市街は建築史的にはエアランゲン新市街よりも新しいのである。

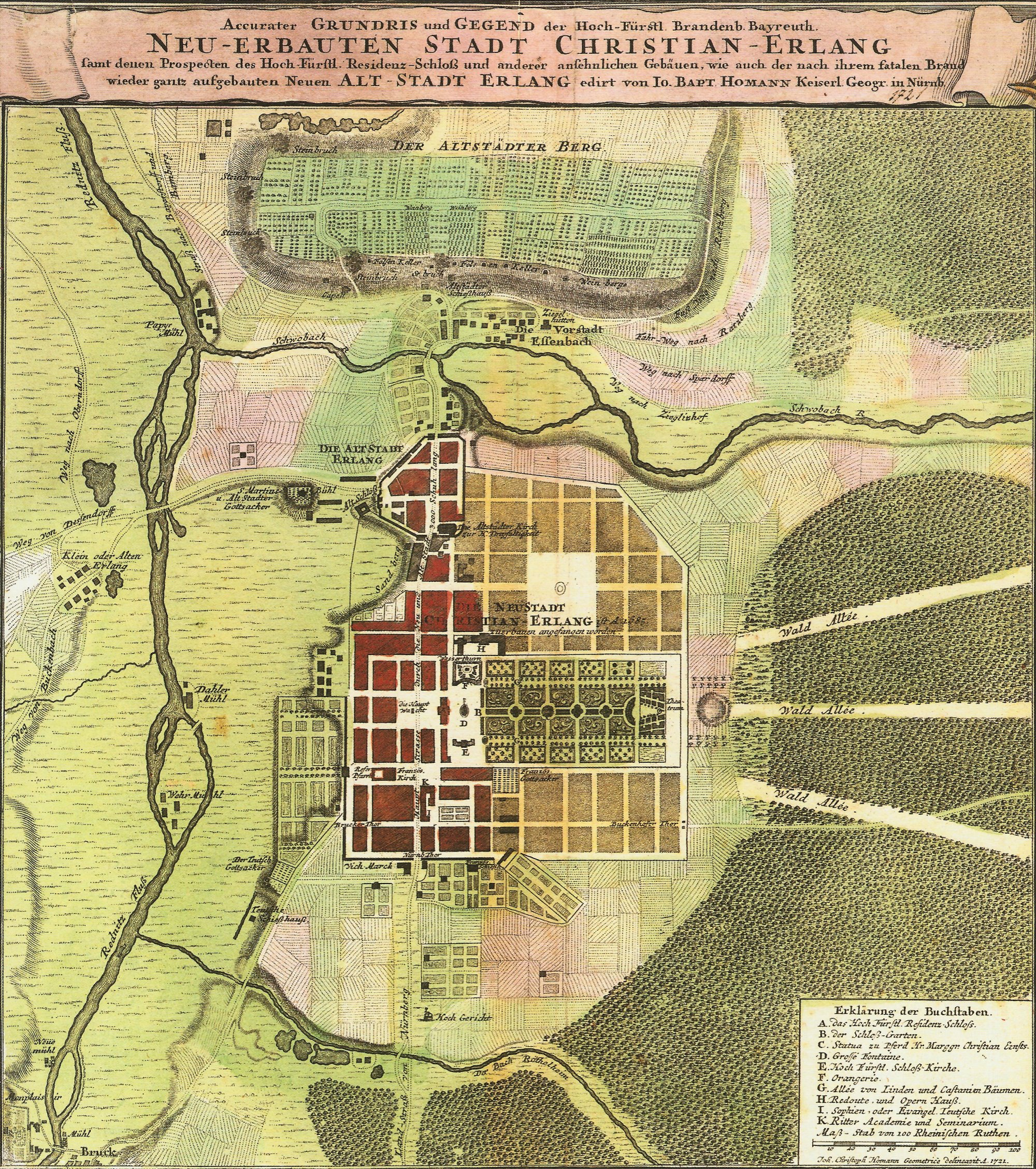
1721年の新旧エアランゲンおよびその周辺地域地図

1701年から創設者にちなんで「クリスティアン＝エアラング」と呼ばれた新市街は、ユグノー教徒の移住地というだけでなく、ルター派の人々やドイツ改革派の人々にもユグノー教徒と同様の特権が与えられた街であった。1698年、エアランゲンには1000人のユグノー教徒と317人のドイツ人が住んでいた。しかし移住者であるユグノー教徒は、ドイツの街ではフランス語を話す少数派であった。フランスの影響はその後の時代に払拭された。ユグノー教徒の教会でフランス語による神事が行われたのは1822年が最後であった。

#### バイエルン王国時代
エアランゲンは、1792年にバイロイト侯領とともにプロイセン王国領となり、1806年のイエナ・アウエルシュタットの戦いでのナポレオンの勝利によりフランス支配下の県となった。バイロイト侯領は、1810年に1500万フランで同盟関係にあったバイエルン王国に売却された。旧市と、それまで「クリスティアン＝エアラング」と呼ばれていた新市は、1812年に1つの市に統合され、「エアランゲン」という名称を名乗った。その後この街とそのインフラは急速に拡充された。特に、ルートヴィヒ＝ドナウ＝マイン＝運河と鉄道の開通、および兵舎や大学の開設が街の発展に大きな刺激となった。
1818年のバイエルンの地域再編によってこの街は独自の行政権を獲得した。これは後に「クライスフライ」（郡独立市）と呼ばれるようになった。1862年にエアランゲン県が設けられ、これからエアランゲン郡が成立した。

#### ヴァイマル共和国時代
第一次世界大戦後の高いインフレ、賠償金の支払い、世界経済危機が、エアランゲンにおいても、労働者志向の政党である NSDAP、DNVP、KPD へと人々を駆り立てた。二階級社会が形成され、工業進出によりさらに強化された。市議会選挙、地方議会選挙、国会選挙では、当初は SPD が 40 % 程度の比較的安定な多数を保持した。これに反発したのが、中間層、大学、公務員などの中道および右派勢力であった。NSDAP は1924年から市議会選挙に参加し、1929年からドイツの高等教育社会内で初めて大学の学生指導者を支配した。当時、これが国家社会主義と反民主主義の中心となった。多くの学生や教授が国家社会主義の精神的パイオニアとなった。1930年からは、世界経済危機によって引き起こされた大量失業に煽られて、政治状況がエスカレートした。右派や左派のグループによるデモ行進や市街戦が起こった。NSDAP への強い流れにもかかわらず、1933年3月の国会議員選挙では、SPD が 34 % の票を獲得して勝利した（ドイツ全土での得票率は 18.3 %）。

#### 国家社会主義

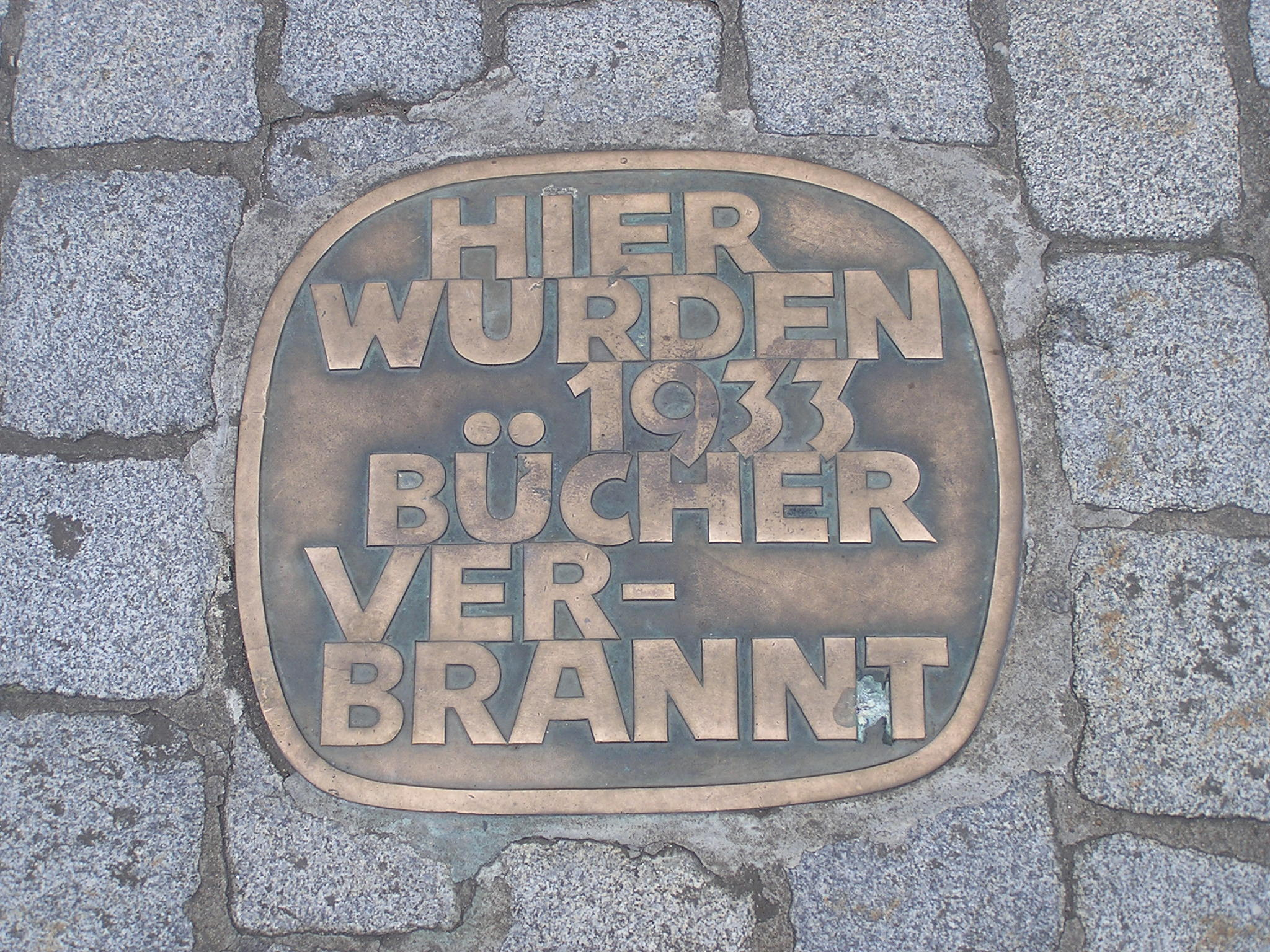
1933年の焚書の記念プレート

NSDAP の権力掌握後、エアランゲンでもユダヤ人商店に対する不買運動が起こり、ユグノー広場にあったユダヤ人の教授でエアランゲン名誉市民であったヤーコプ・ヘルツの記念碑が毀損・破壊され、著書が燃やされた。NSDAP に支配された市議会は、帝国宰相ヒトラー、帝国大統領ヒンデンブルク、ガウ指導者シュトライヒャーを名誉市民とし、ハウプト通りをアドルフ＝ヒトラー通りと改名した。水晶の夜、エアランゲン（42人から48人）、バイアースドルフ（3人）、フォルト（7人）のユダヤ人家族が、当時の市庁舎（シュトゥッターハイム宮殿）の中庭に集められ、侮辱され、その住居や家具が一部破壊され、略奪された。女性と子供はヴェールミューレ（水車小屋）に、男性は区裁判所の監獄に入れられ、後にニュルンベルクの監獄に連行された。その後はドイツを出国することは許されず、強制収容所に送致され、ほとんどがそこで死亡した。1944年に市は「ユーデンフライ」（ユダヤ人がいないこと）を宣言した。ただし、警察署長によって保護された「半ユダヤ人」が終戦までいた。
アカデミー階級は大部分が国家社会主義を支持し、大学の表だった抵抗はなかった。健康・保護施設（現在はクリニークム・アム・オイローパカナールの一部）では強制断種や、国家社会主義による「安楽死殺害」（T4作戦）の患者の選別が行われた。
1940年から戦争捕虜や強制労働者がエアランゲンで軍需産業に従事させられた。1944年にはすでにエアランゲン住民の 10 % がこうした人々になっていた。バラックの収容所やそこでの取り扱いは、非人道的であった。エアランゲンは、国家社会主義の歴史の総括を1983年に市立博物館に展示したバイエルン州で最初の都市の1つである。同じ年に、アドルフ・ヒトラーとユリウス・シュトライヒャーは、元々死亡とともに失効していた名誉市民号を、決別を象徴する行為として改めに公的に剥奪された。

#### 第二次世界大戦後
第二次世界大戦でエアランゲンは、爆撃によって 4.8 % が破壊された。445棟の住居が跡形なく破壊された。圧倒的なアメリカ軍の侵攻により、1945年4月16日にこの街の防衛指揮官であったヴェルナー・ロルレベルク国防軍中佐は戦闘することなく降伏した。この街は損失ばかりが大きい市街地戦のような望みのない戦いを回避できた。最後まで国家社会主義体制に属したロルレベルク自身は、その日のうちにレグニッツ川の河川敷へ向かい、そこの水車施設をなお守備していた友軍を説得した後で死亡した。彼に同伴して現地に赴き、戸外で待っていた警察官の証言によると、ロルレベルクが建物を出ようとした際に一発の銃声が聞こえたという。ロルレベルクが降伏を受け入れた友軍に依頼して自らを射殺させたのか、自殺を遂げたのか、あるいは友軍や警察官に殺されたのかは明らかでない。エアランゲンには、彼を追悼し、その名にちなんで命名されたロルレベルク広場がある。広場に設置されたロルレベルクに関する案内文は、彼の死によってエアランゲンは全滅を免れたとだけ説明している。

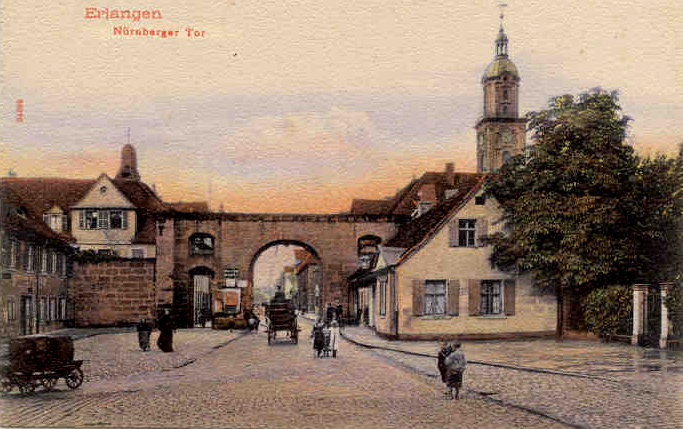
ニュルンベルガー門を描いた1900年頃の絵はがき

市の依頼により、まずアメリカ軍戦車が最後に遺っていた市門（1717年に建設されたニュルンベルガー門）に甚大な損傷を与え、その直後に爆破した。これにはおそらく、通過するアメリカ軍と同じく、通路が比較的細いためにこのバロック様式の門が通行の障害になっていると感じていたハウプト通りにあった企業オーナーの要請もあったものと考えられている。他の市門は19世紀にはすでに解体されていた。
1972年の郡および市町村再編によってエアランゲン郡はヘーヒスト・アン・デア・アイシュ郡と統合された。エアランゲン自身は郡独立市の地位を保持し、新しい郡の郡庁所在地となった。周辺町村を合併して市はかなり拡大し、1974年に人口10万人の基準を超えて、大都市となった。エアランゲンは、2002年に千年祭を祝った。
この街は、2009年5月25日に「多様性の街」の称号を授与された。これは連邦政府主導で2007年に組織された連邦家族･高齢者･女性･青少年省、連邦内務省、連邦政府の移民・難民・統合担当代表者の枠組みによる、地方自治体の文化多様性に対する取り組みを強化するためのものである。また、エコノミーとエコロジーのバランスをとる極めて成功した政策に基づき、エアランゲンは1990年と1991年に「自然・環境保護の連邦首都」という称号を得た。ドイツで最初の受賞者として、また最初の地域団体として、この街は1990年に国際連合環境団体の栄誉リストに登録された。人口との比較で平均以上に多くの医薬品・医療技術機関や企業が立地していることを背景に、1996年にジークフリート・バライスは上級市長に就任する際、2010年までにエアランゲンを「医学研究、医薬品製造、医療サービスの連邦首都」に発展させるビジョンを公表した。

### エアランゲン兵舎の歴史

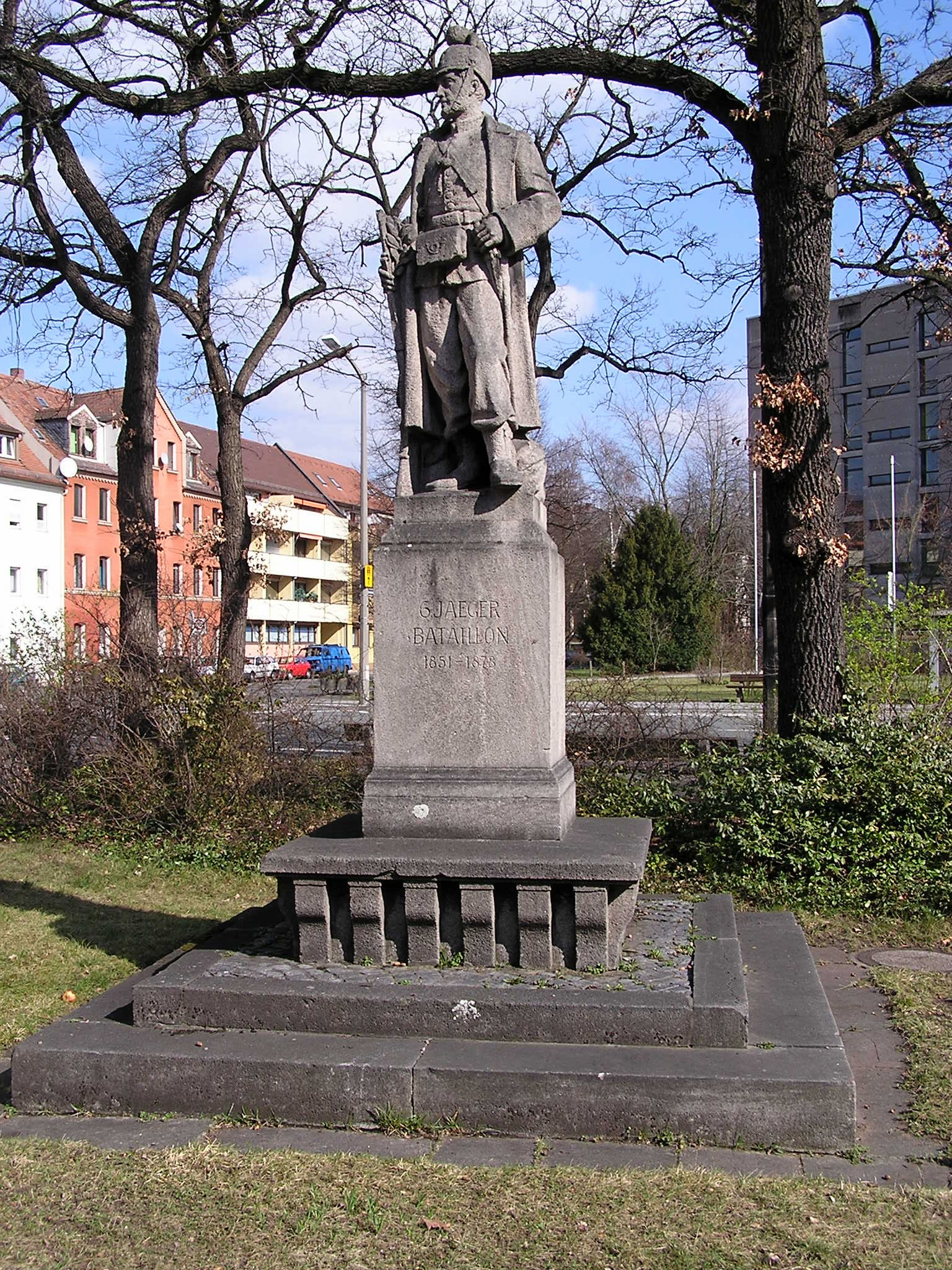
第6猟兵大隊を記念したイェーガー記念碑

18世紀になるまで辺境伯の兵士は、エアランゲン地域へ出動の際には民間人の家屋に宿営した。1810年にバイエルン王国に移管された後、主に経済的な理由から兵舎の開設に向けて何度も努力したが、実を結ばなかった。1868年に施行された一般兵役義務制度では、軍役と同時に大学への通学を可能にするというオプションが設定され、兵舎は町と、とりわけ大学にとって死活に関わる要素となった。新たに嘆願がなされ、1868年3月12日に第6猟兵大隊がエアランゲンに配置された。バイエルン軍は市内の様々な建物に宿泊し、現在のテアター広場を演習に利用した。さらにマイヴァルトに射撃演習場が設けられた。
1877年、ビスマルク通りに最初の兵舎（イェーガー兵舎）が完成した。翌年、猟兵大隊に替わって、バイエルン王国第5歩兵連隊「ヘッセン大公」の第3大隊が入営した。1890年に第19歩兵連隊全体が駐屯することとなり、歩兵兵舎と練兵場の建設がなされた。1893年に練兵場の北西角に「バラッケンカゼルネモン」が建設され、1897年から兵営の病院として用いられた。1901年10月1日、第10野戦砲連隊もこの街に配置され、そのために砲隊兵舎が設けられた。この頃の市の人口は約 24,600人であったが、学生が 1,160人、兵士は合わせて 2,200人であった。住民達は、特に1870年/1871年のフランスに対する軍事的成功後、兵士達を高く評価した。
第一次世界大戦で、エアランゲンに駐屯する2個連隊はバイエルン第5歩兵師団の隷下に置かれ、終戦まで西部戦線で戦った。3,000人以上の兵士が命を落とした。戦後もエアランゲンは兵営都市の状態を保持した。ヴェルサイユ条約が将兵を10万人まで削減することを規定したため、新たに組織された共和国軍の第21（バイエルン）歩兵連隊の教育大隊だけが本市に留まった。
国家社会主義の時代、1935年に一般徴兵制度が復活し、国防軍の再軍備化がエアランゲンにおいても軍事施設の大きな拡張をもたらした。様々な歩兵部隊が次々に駐屯するラインラント兵舎、1937年から第25機甲連隊が駐屯する機甲兵舎、食料補給所、弾薬・機材保管所、さらにはテネンローエ近郊のライヒスヴァルトに駐屯地練兵場が設けられた。
1945年4月16日のアメリカ陸軍第7軍の入城は、エアランゲンにとって第二次世界大戦の終結だけでなく、ドイツ軍駐屯地の終焉をも意味した。アメリカ軍部隊が破壊されずに遺った軍事施設を接収し、1950年/1951年の第7軍再開以降、少なからぬ拡張がなされた。フェリス兵舎（1943年にチュニジアで亡くなったジェフリー・フェリス少尉にちなんで命名された）は 128 ha、兵士や関係者の居住地域は 8.5 ha、テネンローエ練兵場は 3240 ha という規模になった。1980年代には、平均で約 2,500人の兵士と 1,500人の関係者がエアランゲンに駐留していた。
エアランゲンの住民達は、初めから複雑な気持ちでアメリカ人達と接していた。冷戦時代の防衛機能や、駐留に関係した雇用といった点では歓迎されたが、兵士と民間人との間で衝突が頻発し、また頻繁な軍事演習も常に争いの種となった。最初の公然とした抵抗はベトナム戦争の期間に起こった。核兵器の存在が推測されたテネンローエの演習地や射撃練習場、ライヒスヴァルトの弾薬掩蔽壕が非難の的となった。アメリカ軍演習地の森林管理官を長年にわたって務めたヘルムート・ホルンエーバーは1993年に、アメリカ軍がいかに模範的に森林を保護したかを言明した。
多くの問題を抱えたことから、1980年代にはすでに兵舎を市内から移転させることが検討された。1989年に東西ドイツ国境が開放されると、撤退が間近であることの兆しが濃厚となった。1990年/1991年にエアランゲン駐留部隊（アメリカ軍第7軍隷下）は湾岸戦争に派兵された。この戦争終了後、駐屯地の解体が始まり、1993年7月までに完了した。1994年6月28日に関係する土地と建物は公式に連邦へ移譲された。これにより、126年にわたるエアランゲンの軍事都市としての歴史は幕を閉じた。

### エアランゲン大学の歴史

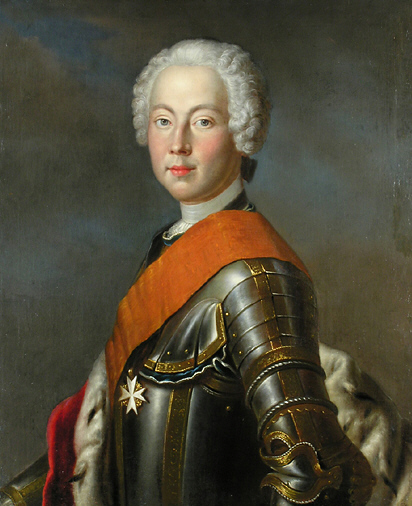
エアランゲン大学の創設者フリードリヒ辺境伯

新市街の建設に次いで、エアランゲンの発展に決定的であった2番目の出来事が大学の開設であった。すでに宗教改革の時代にはこれにつながる計画があったのだが、1742年に初めてブランデンブルク＝バイロイト辺境伯フリードリヒが宮廷都市バイロイトに大学を設立し、早くも1743年にエアランゲンにこれを移転した。乏しい資金で造られた施設は当初共感を得られなかった。ブランデンブルク＝アンスバッハ＝バイロイト辺境伯カール＝アレクサンダーの時代（18世紀末）に、潤沢な経済基盤が形成され、学生数は徐々に増加していった。しかし学生数は200人を超えず、辺境伯領がバイエルン王国に編入されたことで約 80人にまで減少した。王国で唯一のルター派神学部であったため、かろうじて閉鎖の危機は回避された。
ドイツの他の大学と同じように、1880年代半ばに躍進が起こった。学生数は、1869年/70年冬学期末で 374人となり、1890年には 1,000人に達した。創設初期には法学部の学生数が先行したが、バイエルン時代の初めからは神学部が最も人気であった。1890年になって医学部がこれを追い越した。正規の教授数は、1796年の 20人から、1900年には 42人まで増加した。このほぼ半数が哲学部に籍を置いていた。ただし、自然科学もその一部であった。自然科学は1928年にやっと独自の学部となった。2011年/12年の冬学期現在、5つの学部合わせて、生徒数約 33,500人、講座数 312、教授数 293人である。これにより、エアランゲン大学は、2011年/12年冬学期の始め時点で、初めてドイツの12大大学の1つに加わった。
1897年に初めて女子に入学が許された。最初の学位授与は1904年に行われた。大学の創設者であるフリードリヒ辺境伯と中興の功労者であるアレクサンダー辺境伯にちなんで、この大学はフリードリヒ＝アレクサンダー大学を名乗っている。

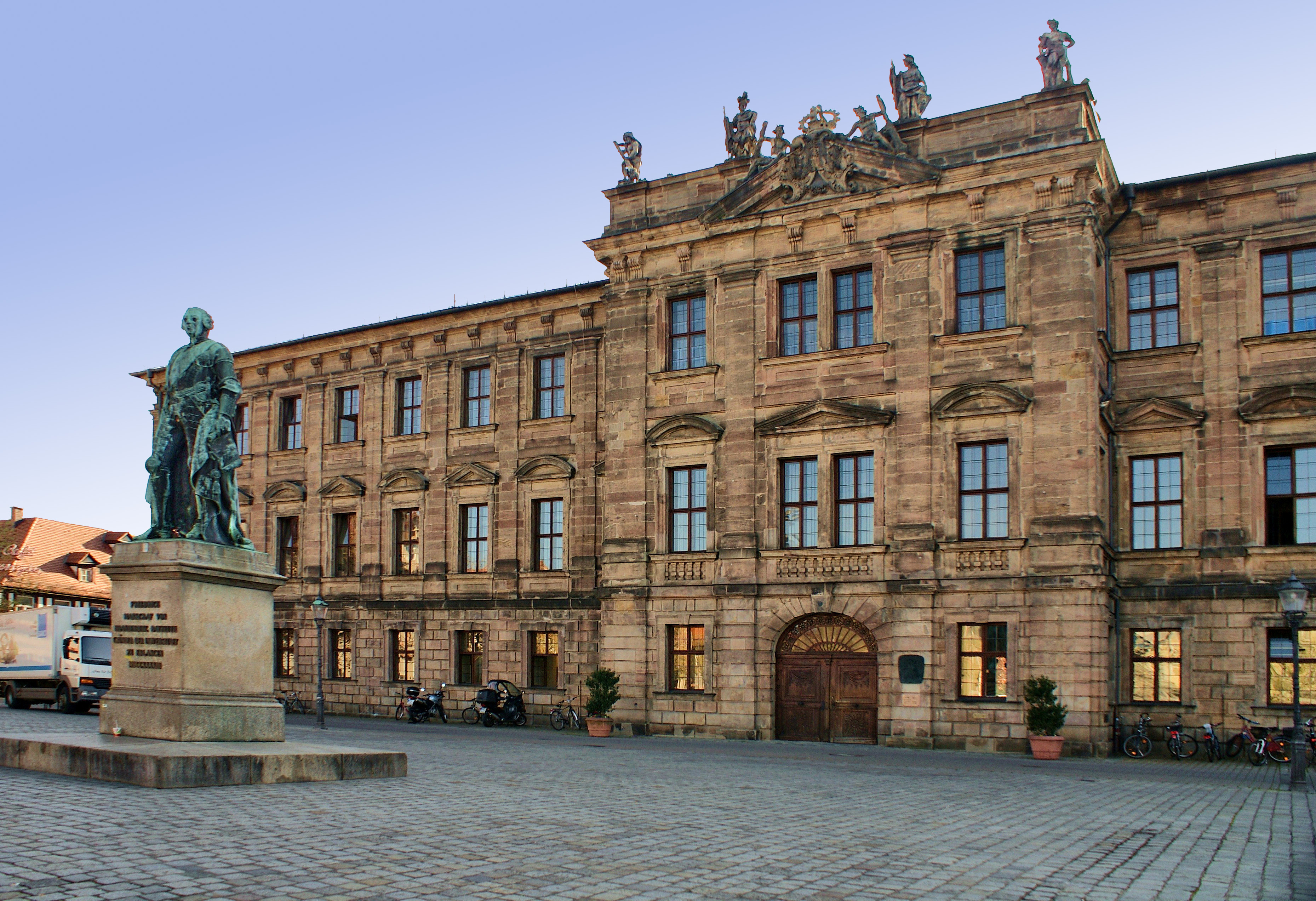
現在はエアランゲン大学本部が入居しているエアランゲン城

城館庭園を付属した辺境伯の城館は、1818年に大学の所有となった。19世紀後半から城館庭園の周囲に、多くの大きな大学の建物が建設された。コレギエンハウスや大学病院などがこれにあたる。
大学は、建物の損害が比較的少ない状態で世界大戦を切り抜けた。アメリカ占領軍により行われた非ナチ化により戦後数多くの大学教師が罷免された。この空席には旧ドイツ東部領土からの教授が補充された。これは主にプロテスタントの教員からカトリック多数への変化をもたらした。
戦後、学生数のみならず講座数もさらに拡大した。エアランゲンに移転したシーメンス AG との共同作業はさらなる拡充に決定的な刺激を与えた。特に技術・自然科学系学部のための南キャンパスの建設などである。1961年にはヒンデンブルク大学ニュルンベルクが経済・社会学部として、1972年には教育大学が教育学部として統合された。これ以後大学名は、フリードリヒ・アレクサンダー大学エアランゲン＝ニュルンベルクと改名された。
1960年代の学生運動は、やや遅れて、かなり弱体化してエアランゲンに及んだ。

### 市町村合併
エアランゲン市に合併した、かつて独立していた町村は以下の通りである:
- 1919年5月1日: ジークリッツホーフ（シュパールドルフ）
- 1920年4月1日: アルトエアランゲン（コスバッハ）
- 1923年8月1日: ビューヒェンバッハ、小集落ノイミューレ
- 1924年9月15日: ブルック[46]
- 1960年: エルタースドルフの一部
- 1967年1月1日: コスバッハ（ホイスリンゲンとシュトイダハを含む）[46]
- 1972年7月1日: エルタースドルフ、フラウエンアウラハ、グロースデクゼンドルフ、ヒュッテンドルフ、クリーゲンブルン、テネンローエ[46]
- 1977年7月1日: ケーニヒスミューレ（フュルト市）

特に1972年の市町村再編は、エアランゲンが1974年に人口10万人を超えて公式に大都市となることに大きく寄与した。

## 住民

### 人口推移

エアランゲンの人口推移

中世から近世にかけて、エアランゲンには数百人が住んでいるだけであった。数多くの戦争、疫病、飢餓が人口増加をゆっくりとしたものにしていた。三十年戦争による破壊の結果、1634年にこの集落は完全に荒廃した。エアランゲンは1655年になってやっと人口 500人となり、戦前と同じレベルに回復した。1708年3月8日、エアランゲンは領邦第6の主要都市に昇格した。人口は、1760年までに 8,000人を超えた。1770年から1772年までの凶作により、1774年の人口は 7,724人にまで減少した。1800年までに人口1万人に達したが、ナポレオン戦争の結果1812年の人口は 8,592人に後退した。
19世紀の間に人口は倍増し、1890年の人口は 17,559人となった。多くの合併により、1925年までに3万人、1956年には倍の6万人に達した。1972年の郡および地域再編によって、1974年の本市の人口は10万人を超えて、大都市となった。

### 宗教

#### 宗教統計
2016年12月31日現在、人口の 28.6 % が福音主義、28.1 % がローマ＝カトリックを信仰している。43.3 % は他の宗教を信仰しているか、または無宗教である。

#### 福音主義教会

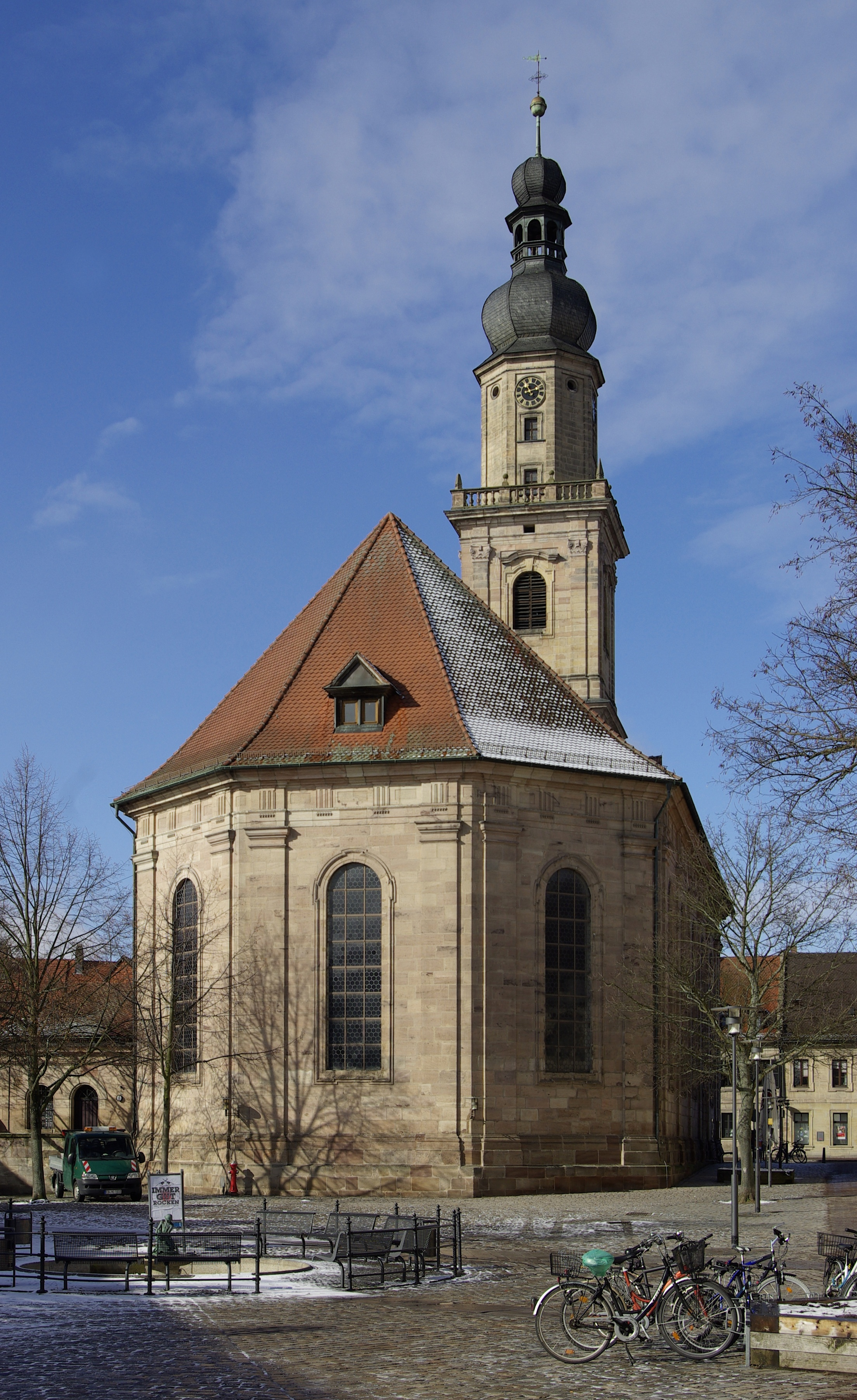
ルター派アルトシュテッター教会

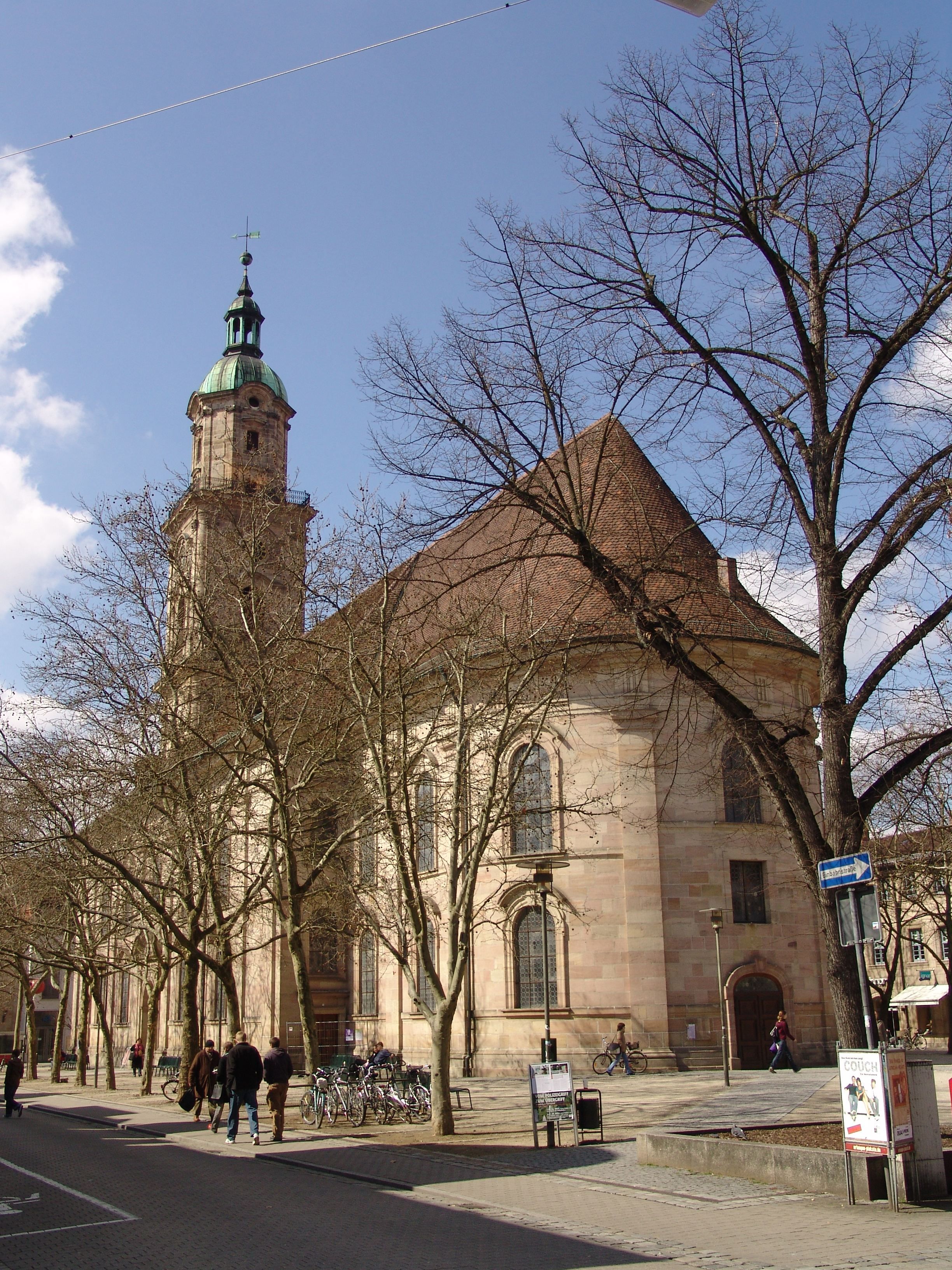
ルター派ノイシュテッター教会

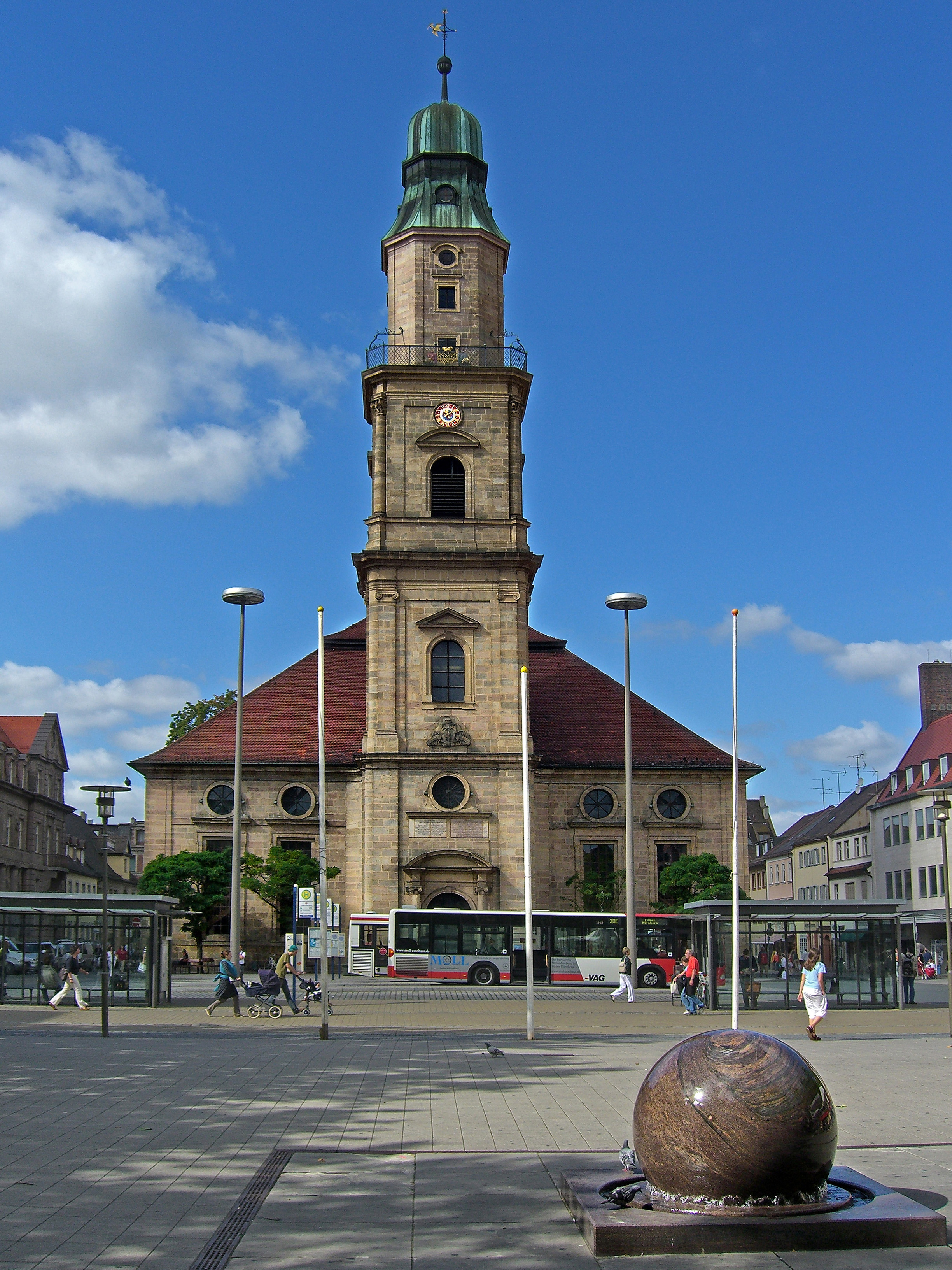
ユグノー派教会

エアランゲンの住民は初めはヴュルツブルク司教区に、1017年からはバンベルク司教区に属した。1528年に市長と市議会は初めてルター派の牧師を指名し、これにより宗教改革がなされた。エアランゲンは長らく福音主義の街であった。1686年にクリスティアン・エルンスト辺境伯がフランス人宗教亡命者のために建設した新市は改革派の街となった。このフランス改革派の街は、1686年からドイツ語圏のスイスやプファルツからの改革派難民が住み着いたことから1693年にドイツ改革派教会も組織された。
エアランゲンの福音主義教会は、1802年にプロイセン宗務局アンスバッハの下部組織となり、市がバイエルン王国に移管されたのに伴ってバイエルン福音ルター派教会の一部となった。これは当初ルター派と改革派を包含した。同時にエアランゲンは、すべての教会組織を統轄する教会監督官の所在地となった。
バイエルンの改革派教会は1853年に独自の教会会議を開催し、1919年に正式にバイエルン福音主義教会から分離した。これ以後バイエルンには2つの福音主義地方教会が存在する。「バイエルン福音主義ルター派教会」と「ライン右岸バイエルン福音主義改革派教会」で、後者は1949年以降「バイエルン福音主義改革派教会」と称している。ドイツ改革派教会と旧フランス改革派教会の統合により、1920年以降エアランゲンには改革派教会は1つだけになったが、ルター派教会は多く存在する。ルター派教会は現在エアランゲン教区監督管区に属す。これは両宗派のための監督区として創設されたが、1919年からはルター派教会のみがこれに属している。これはニュルンベルク教会クライスの一部である。
エアランゲン改革派教会は福音主義改革派教会バイエルンおよび北西ドイツ福音主義改革派教会会議の一部である。これは教会会議連合 XI に属す。
ルター派教会には、特別な形態の教会として、独自の神事や宗教サービスを行う地方教会が存在する。ELIA組織は1993年から存在している。この組織は、ブルックのカリスマ運動をめぐる対立から成立した。ELIA は当初は「Erlanger Laien im Aufbruch（目覚めたエアランゲンの平信徒）」の略であったが、現在では「Engagiert, Lebensnah, Innovativ, Ansteckend（真剣に打ち込み、生活に密着し、革新的で、伝播する）」の意味であるとされている。この組織は、協定により地方教会と結びついているが、財政上および組織上は共同生活のように独立している。ELIA は、宗教プロジェクト「レーベンスアルト」によって、2002年に EDK から「信仰のファンタジー」賞を授与された。
この他にエアランゲンには、フックゼンガルテンに自由福音主義教会、オイセラー・ブルッカー通りに福音主義自由教会（バプテスト）が存在する。1984年にテネンローエで「ゲマインデ・アム・ヴェッタークロイツ」が結成された。これは自由教会プフィングストゲマインデン連合およびプフィングスト運動に属している。「ゲマインデ・アム・ヴェッタークロイツ」には、キリスト教ボーイスカウト団のエアランゲンにおける本隊である「ロイヤル・レンジャーズ」が属している。

#### カトリック教会

##### 宗教改革以前
郷土史家は、長年にわたって、エアランゲンの最も古い教会は、最初の文献記録が遺されている1002年よりも何世紀も前からマルティンスビュールに建っていたと信じていた。この説には裏付けとなるいかなる根拠もない。現在の市域内で、文書によって確認される最も古い教会は、996年頃の記録が遺るビューヒェンバッハの王の館の教会である。
エアランゲン自体では、1288年の土地取引が教会生活の最初の証拠となっている。なぜならこの土地は「in cimiterio」（墓地）と記されているからである。当時、墓地は常に教会の周りに設けられており（キルヒホーフ）、この教会は（後の史料によれば）現在のマルティン＝ルター広場の旧市街教会の場所にあった。2003年のマルティン＝ルター広場改造工事の地下工事によって出土した骨は、ここが中世のキルヒホーフであったことを示している。その後多くの証拠が、この教会の魂の「救済と忍耐」について述べている。その守護聖人は1424年の寄付について「フラーヴェンキルヒェン」（フラウエン教会、すなわち聖マリアに捧げられている）と記されていることから判断できる。
1435年、それまでフォルヒハイムの聖マルティン教会の支教会であったこの教会は、独自の、教区教会に昇格した。エアランゲンの司祭の主要な職責は、エアランゲン市の司牧であった。この時にマルティンスビュールの聖マルティンス礼拝堂が初めて明記されている。この昇格文書の記述からは、フラウエン教会には教区教会への昇格以前から、少なくとも代理司祭がいたことが判る。当時の教会生活は強固で多彩であった。司祭の他に、2人の代理司祭がいた。財政的基盤が整っていない司祭の座が常に埋まっていたかどうかは判っていない。宗教改革の実施に伴い、ゲオルク辺境伯は1528年にエアランゲンでのカトリック教会の活動を完全に停止させ、長年その状態が続いた。当時から現在まで引き継がれているものはほんのわずかである: 現在旧市街三位一体教会の北の祭壇の壁に取り付けられている旧マリエン教会の5体の聖像、聖杯、毎年11月11日にマルティンビューラー教会に設置される聖マルティヌスの騎馬立像である。

##### 三十年戦争から 第1回礼拝まで
ヴェストファーレン条約の締結によって、エアランゲンは三十年戦争終結後も福音主義の領域に留まった。「クリスティアン・エアラング」、すなわち新市の建設によって初めて、新しい都市建設に貢献するのであればカトリック住民も移住できるようになった。彼らには1711年に、ヴェストファーレン条約で保証された最小限の宗教上の権利である「ゲヴィッセンフライハイト」（良心に従って行動する自由）が辺境伯によって認められた。洗礼、結婚、葬儀は福音主義の儀礼に則って行われ、子供達は福音主義の信仰の下で教育された。カトリック信者は、人口が増えるにつれ、1730年頃からより多くの宗教上の権利を求めるようになっていった。フリードリヒ3世辺境伯によって何度か約束された礼拝所の建設は、その都度、市参事会および福音主義やフランス改革派の聖職者による必死の抵抗によって頓挫した。
フリードリヒ大王の即位によって、啓蒙専制主義の時代が始まった。フリードリヒ王の寛容政策の影響下で、辺境伯の立場も次第に変化した。1781年にフランスの騎士クライスの統治権がエアランゲンに移されると、アレクサンダー辺境伯はカトリック貴族に私的な礼拝の許可を与えた。貴族の従者たちも同じ権利を請願した。1783年1月16日、アレクサンダー辺境伯はエアランゲンにカトリックの私的な礼拝施設を建設することを決定した。1784年4月11日、旧市街市庁舎の大ホールで、250年以上ぶりにミサが挙行された。同じ年に礼拝所建設の許可が下りた。

##### 礼拝所からヘルツ・イェズ教会区へ

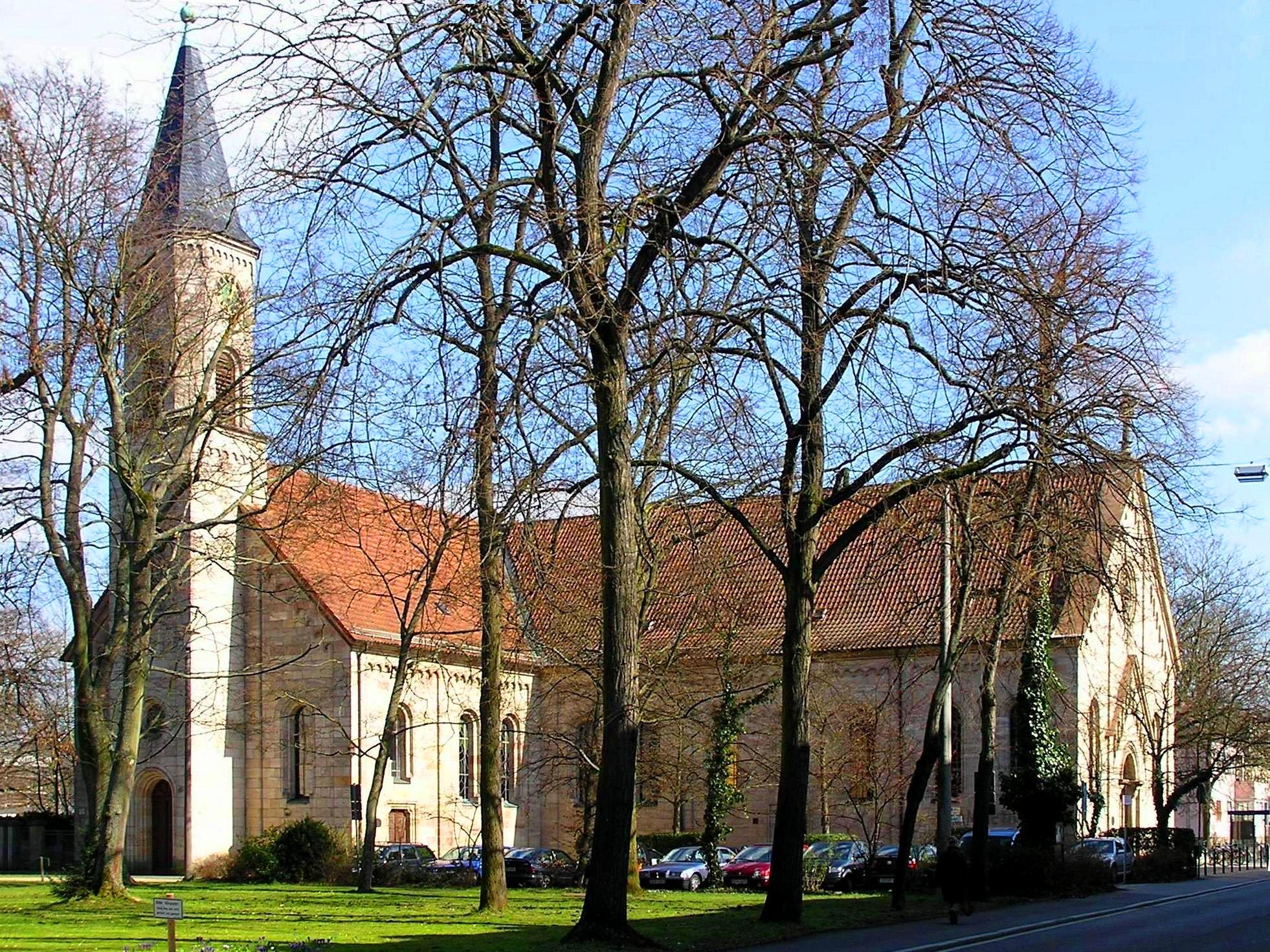
カトリックのヘルツ＝イェズ教会

教会の建設許可は、重い負担を伴った。塔も鐘もオルガンもない簡素な礼拝堂が設けられた。礼拝は扉を閉じた状態でのみ行うことが許され、洗礼、結婚、葬儀は従来通り福音主義聖職者が執り行った。礼拝所は市の外側遠く、現在のカトリック教会広場に設けられ、1790年のペーターおよびパウロの日に開所した。
フランス革命を逃れたフランス人によって大きく成長したカトリック組織は、しかし、絶えず変化する政治情勢のために経済的窮地に追い詰められた。エアランゲンのカトリック組織の上位組織にあたるバンベルク大司教区は1803年からバイエルン選帝侯領に属した。エアランゲンは1806年まではプロイセン、その後4年間フランスに属した。エアランゲンの聖職者は、外国に雇われている人物として、バンベルクから給料を受け取ることができなかった。エアランゲンがバイエルンに編入されてやっとこの問題は解消された。
1813年にそれまでのエアランゲン支教会区は教会区に昇格した。この頃、宗派間の関係は完全に緩和した状態にあった。1843年にカトリックのレプハーン・ツー・グラーベ司祭が葬られた際には、福音主義および改革主義の聖職者全員が葬列についた。後継者のディンケル司祭（後のアウクスブルク司教）は、1850年に教会堂（現在の翼廊）を現在の姿にし、西のファサード前に塔を建立した。19世紀後半にカトリック信者は約6,000人にまで拡大した。これは新しい兵舎によるものでもあった。このため別の新しい建物が必要となり、古い建物に対して直交する形で建設された。これにより、教会堂は1895年に現在の姿となった。この改築に伴って、守護聖人が「悲しみの聖母」から「聖心（ヘルツ・イェズ）」に変更された。ヘルツ＝イェズ教会の内部はこれ以後何度も改装された。洗礼盤と善き羊飼いの木像だけが、かつての礼拝所を現在に伝えている。

##### 20世紀の発展
1895年の改築で古い礼拝所の拡張は限界となった。エアランゲンのカトリック信者の数は、特に第二次世界大戦後の移住者や市町村合併によって増加した。現在ではプロテスタントの有意はわずかである。1928年以降エアランゲンの教区数は、70年間で1から12にまで増加した。
新しく設けられた教区は以下の通り:
- 1928年: 聖ボニファツ教会　当時の市域の南東部
- 1967年: 聖十字架教会　ブルック
- 1968年: 聖ゼーボルト教会　ゼーバルドゥスジートルングとレーテルハイムパルクの一部
- 1970年: 聖ハインリヒ教会　アルトエアランゲン
- 1973年: 聖テレージア教会　ジーグリッツホーフ
- 1979年: 聖家族教会　テネンローエ
- 1998年: 聖使途教会　ビューヒェンバッハ

市町村合併により市内の教会区となったのは以下の通り:
- 1923年: 聖キストゥス教会　ビューヒェンバッハ（フラウエンアウラハのアルベルトゥス・マグヌス支教会を含む）
- 1924年: 聖ペーターおよびパウル教会、ブルック
- 1972年: 聖クニグント教会　エルタースドルフ
- 1972年: 我らが聖母教会　デクゼンドルフ

エアランゲンは1937年から首席司祭所在地となっている。1974年11月1日の市町村再編により、首席司祭区も新たに整理された。この首席司祭区には、エアランゲン＝ヘーヒシュタット郡やフォルヒハイム郡の近隣町村が含まれる。

#### ユダヤ教
エアランゲンでは、1408年に初めてユダヤ人が記録されており、1478年にはラビも記録されている。1515年3月26日に辺境伯領の領邦会議はユダヤ人追放を決議した。おそらくエアランゲンのユダヤ人コミュニティもこれにより失われたと考えられる。クリスティアン・エルンスト辺境伯は1711年にノイシュタットのユグノー住民にユダヤ人の定住と営業を約束した。その後エアランゲンのユダヤ人の生活は、隣接町村ブルック、バイアースドルフ、ビューヒェンバッハに限定された。
- ブルックでは1431年にユダヤ人、1604年に「ユーデンハウス」（ユダヤ人の館）が記録されている。後者は構成員 6家族（1619年）だけの小さなユダヤ人コミュニティーにシナゴーグとして利用された。しかしこのコミュニティは、その後急速ににまで拡大したため（1763年に37家族）、1707年に新しいシナゴーグが建設された。1811年にはコミュニティの成員は 184人（当時の住民の約 15 %）となり、1859年にも 108人が存在していた。
- バイアースドルフでは、1473年に初めてユダヤ人コミュニティが記録されている。しかしその成立はこれより以前であると推測されている。ユダヤ人墓地の最も古い墓石は14世紀初めのものであることがその根拠である。この墓地はフォルヒハイムやフュルトの人も利用していた。1515年に決定した辺境伯領からのユダヤ人追放以後、バイアースドルフにはユダヤ人は1家族しか住んでいなかったにもかかわらず、1530年にはすでにシナゴーグが存在した。シナゴーグは三十年戦争で破壊された後、1651年に再建された。1619年に9家族、1771年に83家族がこのコミュニティに加わり、拡大した。ブランデンブルク＝バイロイト辺境伯領で2番目に大きなコミュニティとなり、領邦のラビ管区本部もここに設けられた。1827年には、ユダヤ人コミュニティは 440人（人口の 30 %）となり、構成員数はピークとなった。
- ビューヒェンバッハには、1681年にバンベルク聖堂参事会首席がユダヤ人を住まわせた。ここからユダヤ人コミュニティが形成され、1811年には成員 74人を数え、1813年にシナゴーグが建設された。1833年には103人のユダヤ人がこの集落に住んでいた。

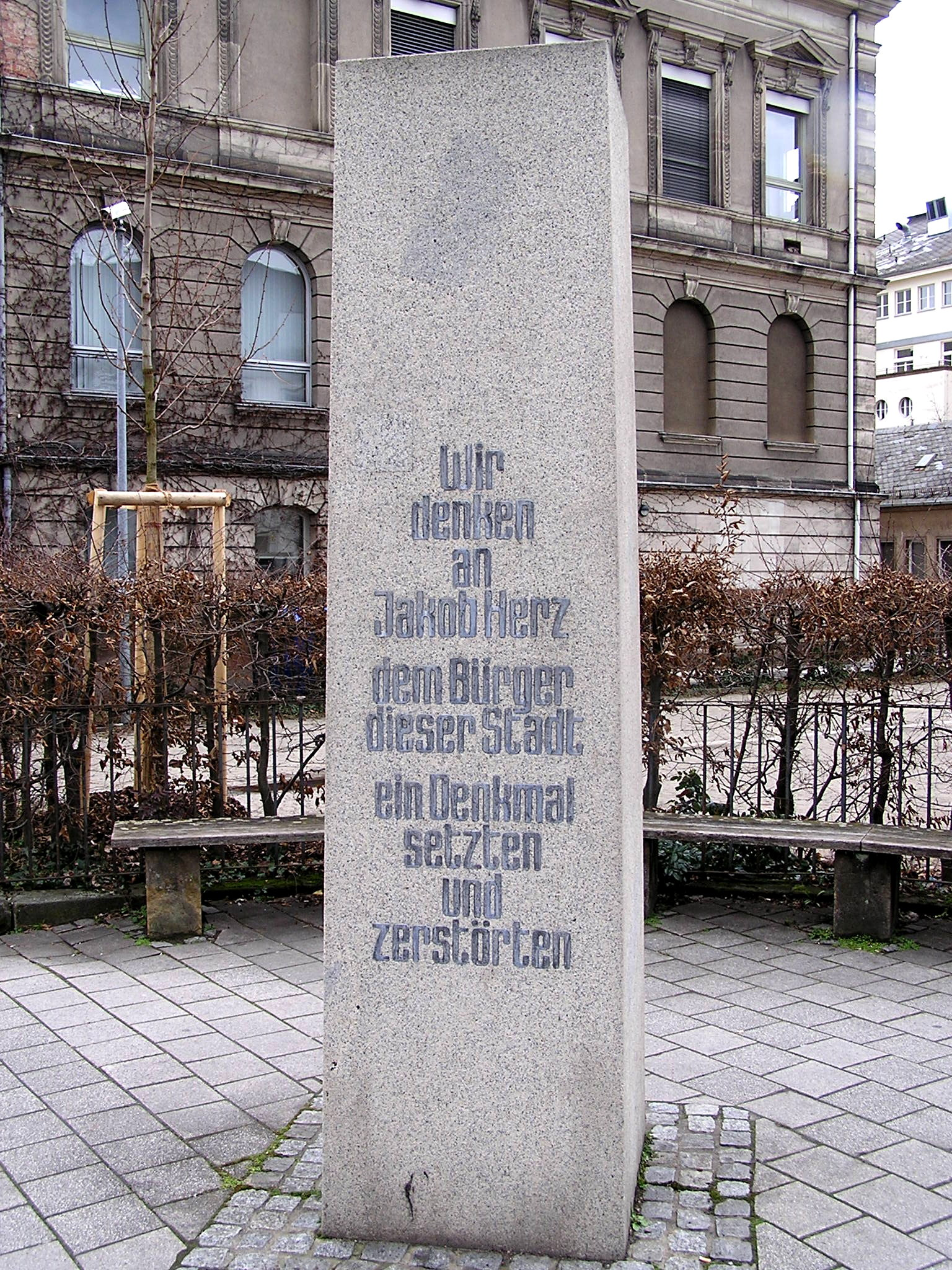
1983年に建立された新しいヤーコプ・ヘルツ記念柱

バイエルン領邦議会は、1861年にバイエルンにおけるユダヤ人の一般的な自由を認めた。これによりユダヤ人はエアランゲンに定住することができるようになった。周辺の町村からよりよい将来展望を求めて多くのユダヤ人家族がエアランゲンに移った。ブルック、バイアースドルフ、ビューヒェンバッハのコミュニティは縮小していった。新たなエアランゲンの団体は、1867年時点で 67人が参加しており、1873年3月15日に独自の宗教団体となった。ブルックの教団は解散した。エアランゲンの教団は1891年に独自の墓地を造営した。これに対して、バイアースドルフのラビ管区は廃止され、1900年以降ブルックにはユダヤ人がいなくなった。エアランゲンの教団には、医師で名誉市民のヤーコプ・ヘルツや女性数学者のエミー・ネターといった特徴的な人物が在籍していた。1975年5月5日に初めて記念碑が建立された。この記念碑は1933年9月15日に破壊された。1983年建立の石柱が、その銘板によって過去を思い起こさせている。
国家社会主義独裁制下でエアランゲンのユダヤ人は1938年まで減少し、初め 120人だった信者数は、44人にまで減った。「水晶の夜」にはエアランゲンの礼拝所が破壊され、バイアースドルフのシナゴーグは取り壊された。1943年10月20日、エアランゲンで最後のユダヤ住民がアウシュヴィッツ強制収容所に移送された。エアランゲンのユダヤ教団に属していた 77人が、ナチスによって殺害された。
元々この街のユダヤ住民で、1943年にイギリスへ亡命したローザ・レヴィは娘のマルガとともに、1945年8月16日にエアランゲンに戻ってきた。ロッテ・アンスバッハー（2010年12月19日没）は、ホロコーストを生き抜いた最後のエアランゲン住民として、おそらく叔母（または伯母）ヘレーネ・アウフゼーサーの遺産整理のために、1980年に故郷に戻ってきた。エアランゲンの特殊性の1つに、1980年に創設された名誉称号「旧ユダヤ住民の代表」がある。その機能として、イルゼ・シュポンゼル（1924年 - 2010年）は、生き延びたエアランゲンのユダヤ人やその家族に接触し、援助し、エアランゲン、バイアースドルフ、およびその周辺地域のユダヤ人が巻き込まれたホロコーストに関する歴史や運命を研究した。1970年代までユダヤ人の数は増加し続け、出版者のシュロモ・レヴィンは新しい教団創設を計画した。彼は、1980年12月19日に、おそらく極右のホフマン国防スポーツグループの構成員によって、妻とともに殺害された。しかし容疑者が自殺したため有罪判決は出なかった。この犯罪事件の後、イスラエル文化協会の設立は頓挫した。このアイデアは、旧ソヴィエト連邦からのユダヤ人移住者の流入によって新たな刺激を得た。1997年12月1日、エアランゲンにイスラエル文化協会が設立された。この協会には2000年時点で 300人が所属している。2000年4月2日、この協会はハウプト通りに新たな礼拝所を設けた。2008年3月9日にヒンデンブルク通り 38番地に神聖化したシナゴーグが家主との問題で放棄せざるをえなくなったため、ラーツベルガー通り 8a 番地の建物を賃借し、2010年6月13日にシナゴーグが開所した。

#### イスラム教
1980年からエアランゲンにトルコ＝イスラム文化協会エアランゲン (DITIB) が存在している。これ以後、イスラム学生協会エアランゲン（1984年）やイスラム信仰会（1995年）といった他の団体も設立された。この3つの団体は共同で1999年12月からイスラム宗教組織エアランゲン e.V. を設立している。これは州の学校でイスラムの宗教教育を行うことを目的としている。2001年に、バイエルン州の公立学校で初めて、エアランゲンのペスタロッツィ基礎課程学校で「ドイツ語によるイスラムの宗教に関する知識」の教育が行われた。本当の「イスラム教育」は、ブルッカー・ラーヒェ基礎課程学校でドイツで初めて授業が行われた。
既述の組織の他に、1993年からトルコ社会奉仕協会が存在する。

#### その他の宗教
セブンスデー・アドベンチスト教会は、遅くとも 1903年からエアランゲンで活動している。1995年、ブルックに教団センターが設けられた。2003年に教団 (ERlebt) が発足し、ヒンデンブルク通りで集会を行った。さらに2007年10月にやはりブルックでもう1つ新しい団体が結成された。両組織は良好な共同活動を行っている。アドベンチストは、エアランゲンの行事に積極的に参加している。その社会参加は、たとえばボースカウト（「エアランガー・マークグラーフェン」（エアランゲン辺境伯）隊）や市内で行われる献血活動などである。両教団は毎年「子供が子供達を助ける」という活動を行っている。これは東欧の貧しい子供にクリスマスプレゼントを贈る活動である。「文化のクリスチャン e.V.」協会は1999年にエアランゲンのアドベンチストによって設立された。
エホバの証人は、1923年3月22日にエアランゲンで最初の集会を行ったが、政治的許可を得ていなかった。1933年4月に禁止された後はさらに強い抑圧を受けるようになり、1942年1月20日にエアランゲン在住の信者グスタフ・ハイヤーがナチスのハルトハイム処刑場で殺害された。ブルックのグスタフ＝ハイヤー通りは2000年に彼を記念して名付けられた。1948年に教団が再編成され、1975年に2つの教会に分離した。1980年にブルックのエホバの証人は、独自の集会所（王国ホール）を建設した。
末日聖徒イエス・キリスト教会も独自の組織、独自の指導者の下エアランゲンで活動している。この教会はプファール・ニュルンベルク（ニュルンベルク管区）に属している。モルモン教団センターはアルトエアランゲンにある。
これらの宗教団体の他、エアランゲンにはその他の自由教会や宗教組織が存在する。

## 行政

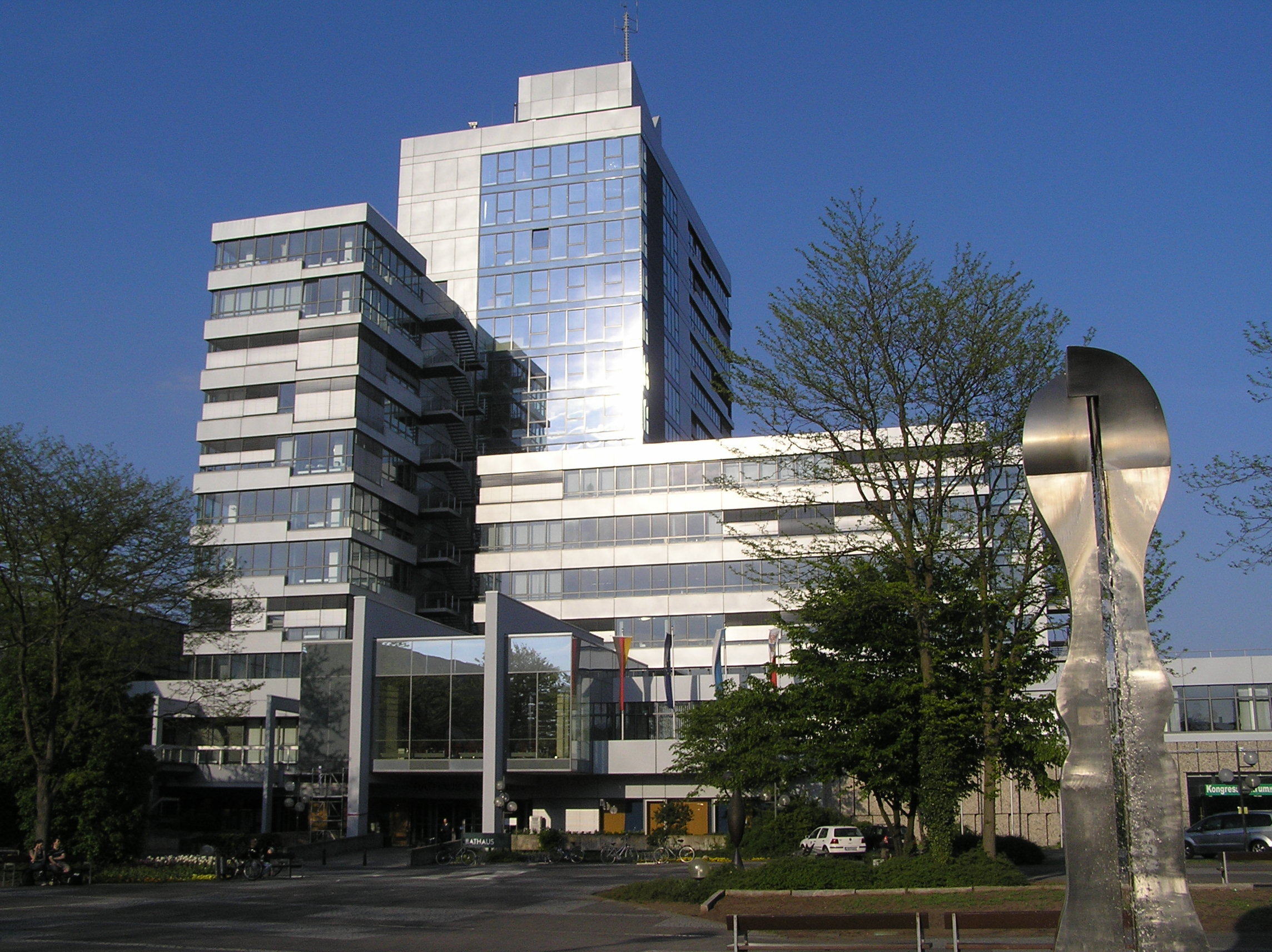
エアランゲン市庁舎

エアランゲン旧市街では、14世紀から議会の存在が証明されている。市のトップは、4週ごとに交替する 2人のビュルガーマイスター（市長）であった。1715年から市長は 4人になった。
新市街では初めは改革派の長老会が行政を運営していた。1697年に 4人の市長が存在した。任期は1年で、3人がフランス人、1人がドイツ人であった。1701年からは4人の市長と、任期 2年の議会が行政運営を行った。その後政治体制は何度も変更された。
1812年の旧市街と新市街の統合後には、バイエルンの自治体勅令が適用された。市は、1818年から初代市長によって運営され、1918年からその職名は「オーバービュルガーマイスター」（上級市長）となった。1952年のバイエルン市町村法に基づく初代市長以降、公式な職名はずっと上級市長である。
この他に、1818年から定数 10人の都市参事会が設けられ、1900年から定数は 12人となり、第2の行政体として全権が委任された。第二次世界大戦後、議会は1つとなった。1978年、政党グリューネ・リステ・エアランゲンのヴォルフガング・レーデラーはバイエルン州内の市議会で最初の緑の党の議員となった。
1967年と1972年にエアランゲンは、エルタースドルフ、フラウエンアウラハ、グロースデクゼンドルフ、ヒュッテンドルフ、コスバッハ（シュトイダハとホイスリングを含む）、クリーゲンブルン、テネンローエを合併し、それぞれに地区委員会を設けた。地区委員会の委員数は各地区の人口に応じて5人から7人の間である。地区委員会は、最後の意義会選挙結果に基づいて政党ごとに議席が配分され、委員の互選によって議長が選出される。地区委員会は、地域に関連する事柄を聞くために重要である。
この他にエアランゲンには、12歳から18歳で、2年ごとに選出される青年議会がある。老人は（バイエルン州で初の）シニア委員会で、移民出身者は外国人統合委員会で活動している。この他に市議会が特定のテーマごとに設ける委員会が存在する。
政党や市の委員会の他に様々な組織がエアランゲンの自治体行政に参画している。

### （上級）市長
エアランゲン市の上級市長は直接選挙で選出される。2014年以降はフローリアン・ヤニークがその職にある。
第二次世界大戦以後の上級市長を列記する:
- 1945年 - 1946年: アントン・ハンマーバッハー (SPD)
- 1946年 - 1959年: ミヒャエル・ペシュケ (SPD)
- 1959年 - 1972年: ハインリヒ・ラーデス (CSU)
- 1972年 - 1996年: ディートマール・ハールヴェーク (SPD)
- 1996年 - 2014年: ジークフリート・バライス (CSU)
- 2014年 - : フローリアン・ヤニーク (SPD)

### 市議会
市議会は、上級市長と50人の議員で構成される。2020年に行われた市議会議員選挙の結果を以下に示す。
| 政党名         | 議席数 |
| -------------- | ------ |
| Klimaliste     | 2      |
| Erlanger Linke | 2      |
| SPD            | 11     |
| Grüne          | 11     |
| FDP            | 2      |
| Freien Wähler  | 2      |
| ÖDP            | 3      |
| CSU            | 15     |
| AfD            | 2      |
| 合計           | 50     |

### 住民投票
エアランゲンの住民は政治に対して比較的積極的で、過去の住民投票の回数が示しているとおり、特に直接民主主義の機会を活用している。これらはいずれも投票を成立させるための投票数を充たした。
- 1998年: エアランゲン施設局売却（結果: 売却反対）
- 1998年: レーテルハイムパルクの通り抜け道路（結果: 通り抜け道路賛成）
- 2000年: テアター広場の地下駐車場（結果: 地下駐車場反対）
- 2004年: エアランゲン・アーケード（市議会の提案、ショッピングセンターの建設）（結果: アーケード賛成）
- 2005年: エアランゲンのプール民営化（結果: 民営化反対）
- 2005年: 旧市街のタクシー乗り場広場の移転（結果: 移転賛成）
- 2005年: エアランゲン・アーケード（市民案 と 議会案、結果: 議会案に賛成）
- 2011年: G6 テネンローエ産業地域（議会の提案、結果: 産業地域反対）[62]
- 2016年: シュタット＝ウムラント鉄道エアランゲン　(StUB) （市民の提案、結果: StUBプロジェクトからの離脱反対）
- 2017年: 州庭園博 2024（結果: 拒否）、ERBAの撤去（結果: 受け容れ）[63]
- 2018年: ヴェスト II 住宅地の予備調査の継続（結果: 拒否）[64]

### 紋章
図柄: 上下二分割、上部はさらに左右二分割。向かって左上は、銀地に、左（向かって右）を向いて、金の冠をかぶり、金のくちばしと爪を持ち、赤い舌を出した赤い鷲。金のクローバー型の翼幹と銀と黒に四分割された胸盾を有する。向かって右上は、銀地に、金の冠をかぶり、金のくちばしと爪を持ち、赤い舌を出した黒い鷲。金の首飾りとクローバー型の翼幹をもち、胸に金色の大文字で E S と書かれている。下部は、銀色の胸壁から現れる二叉の尾を持ち、金の冠をかぶり、赤い舌を出した金色の獅子。
解説: 紋章下部の獅子はエアランゲンの旧市街を象徴している。ルクセンブルク＝ベーメンの獅子は1389年から市の印章に登場する。上半分は、新市街の象徴であるブランデンブルクとプロイセンの鷲である。このデザインは1707年から新市街の紋章を飾っている。E S の文字は、クリスティアン・エルンスト辺境伯の妃エリーザベト・ゾフィーを表している。
市の旗は、白 - 赤である。

### 市のマーク

エアランゲンのロゴ

エアランゲン市は紋章の他に、1976年にミュンヘンのデザイナー、ヴァルター・ターフェルマイアーがデザインしたマークを、1977年から目印として用いている。このマークには「Stadt Erlangen」（エアランゲン市）という文字が含まれており、このデザインによってモットーの「エアランゲン - 伝統からの解放」をグラフィックに置き換えている。5列×5行の格子状の正方形上に、24個の正方形を配置されており、真ん中の行の一番右側だけが空いたスペースとして残されている。この市のマークは、バロック時代の計画都市の地割りを象徴しており、不足した四角形は、この街の開放性を表現している。街のモットーは1974年にコンテストで選ばれた。エアラング都市事典はマークとモットーについて「国内外からの難民や移住者を繰り返し受け容れてきたことと、それが地域の発展のためにとても重要であったことを表している」と述べている。
2007年に、上級市長の提案により、マークを紋章に再び置き換えることが検討された。しかしオンライン調査では、住民の多数がこれを拒否し、最終的には実施されなかった。

### 姉妹都市

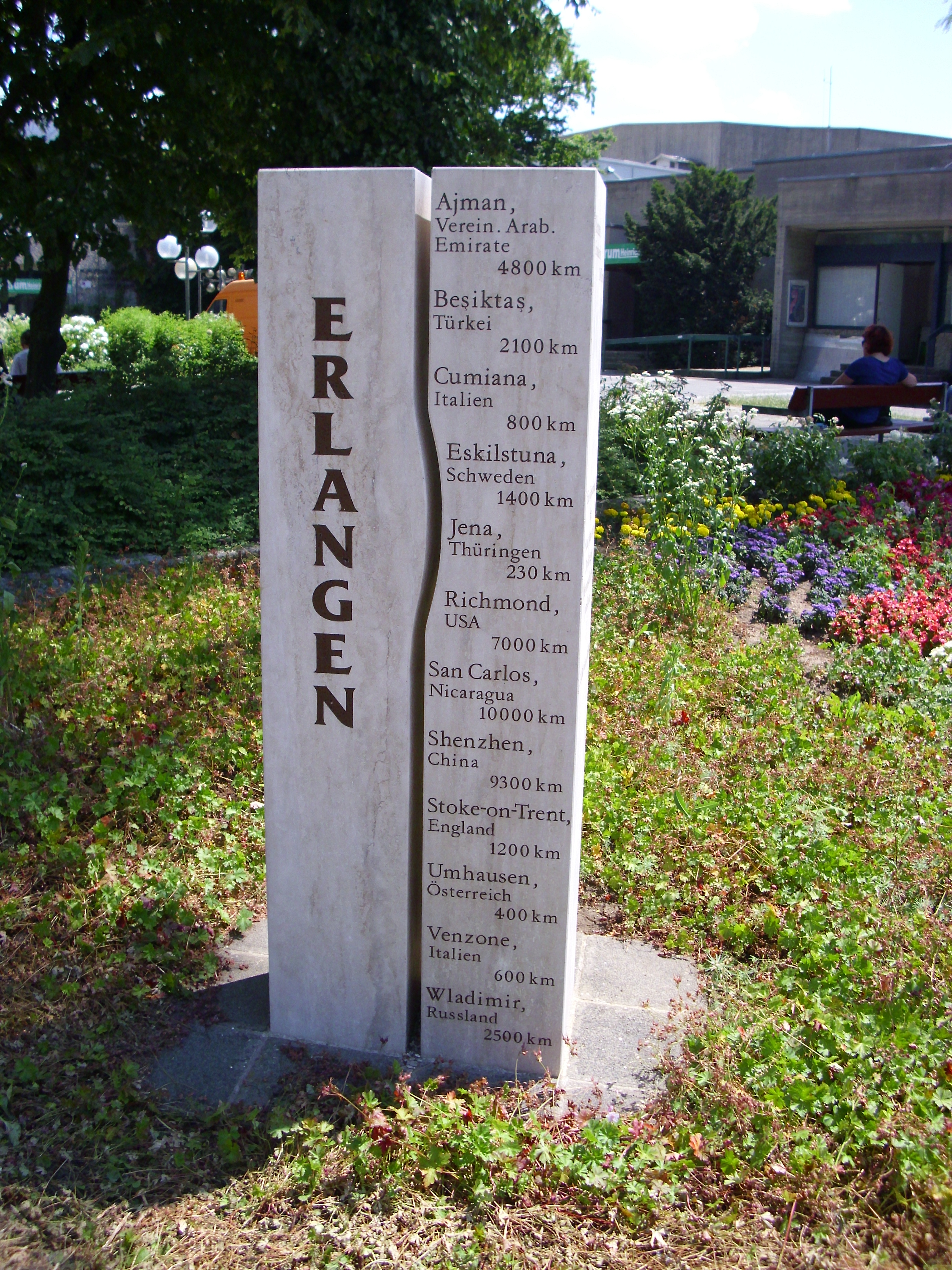
姉妹都市の記念碑

エアランゲンは以下の都市と姉妹都市協定を締結している:
- エシルストゥーナ（スウェーデン、セーデルマンランド県）1961年
- レンヌ（フランス、イル＝エ＝ヴィレーヌ県）1964年
- ウラジーミル（ロシア、ウラジーミル州）1983年および1987年
- イェーナ（ドイツ、テューリンゲン州）1987年
- ストーク＝オン＝トレント（イギリス、スタッフォードシャー）1989年
- サン・カルロス（スペイン語版、英語版）（ニカラグア、リオ・サン・フアン県）1989年
- ベシクタシュ（トルコ、イスタンブール県）2003年
- リバーサイド（アメリカ合衆国、カリフォルニア州）2013年
- ボルツァーノ（イタリア、トレンティーノ＝アルト・アディジェ州）2018年

この他にもパートナー協定を結んでいる:
- ヴェンゾーネ（イタリア、フリウリ＝ヴェネツィア・ジュリア）
- 深圳市（中華人民共和国、広東省）友好地区、1997年
- リッチモンド（アメリカ合衆国、バージニア州）協力協定、1998年
- クミアーナ（イタリア、ピエモンテ州）友好都市、2001年
- アジュマーン（アラブ首長国連邦）協力協定、2005年
- ウムハウゼン（ドイツ語版、英語版）（オーストリア、チロル州）パートナー協定、2006年

### 援助協力関係
- 1949年 ズデーテン地方旧ブリュックス市および郡からの難民に対して援助協力関係を締結した
- 1951年 ズデーテン地方旧コモタウ市および郡からの難民に対して援助協力関係を締結した

両地域の郷土資料室が、2006年までマルクト広場の「シュトゥッターハイム宮殿」内にあった。それ以後は「フランケンホーフ」に移転している。

## 経済と社会資本
2015年現在エアランゲンの市域内のGDPは、93億2400万ユーロで、ドイツの都市の中で36位に位置づけられた。1人あたりのGDPは91,531ユーロ（バイエルン州 44,215ユーロ、ドイツ全体 38,180ユーロ）で、ドイツの郡独立市の中で4位であった。2016年、この町の人口は約113,200人であった。2019年2月の失業率は 3.7 % で、バイエルン州の平均 3.2 % よりも高かった。
エアランゲンの経済は、基本的にはシーメンス AG とその関連会社、およびフリードリヒ＝アレクサンダー大学によって形成されている。経済的立地条件は、ドイツ有数の魅力的な地域に属している。スイスの企業プログノスが2016年に行った競争力分析でエアランゲンは、402の郡独立市および郡の中で6位であった（2013年: 3位）。特に成長力において平均を大きく上回る値であった。

### 1686年のユグノー都市成立以前の経済

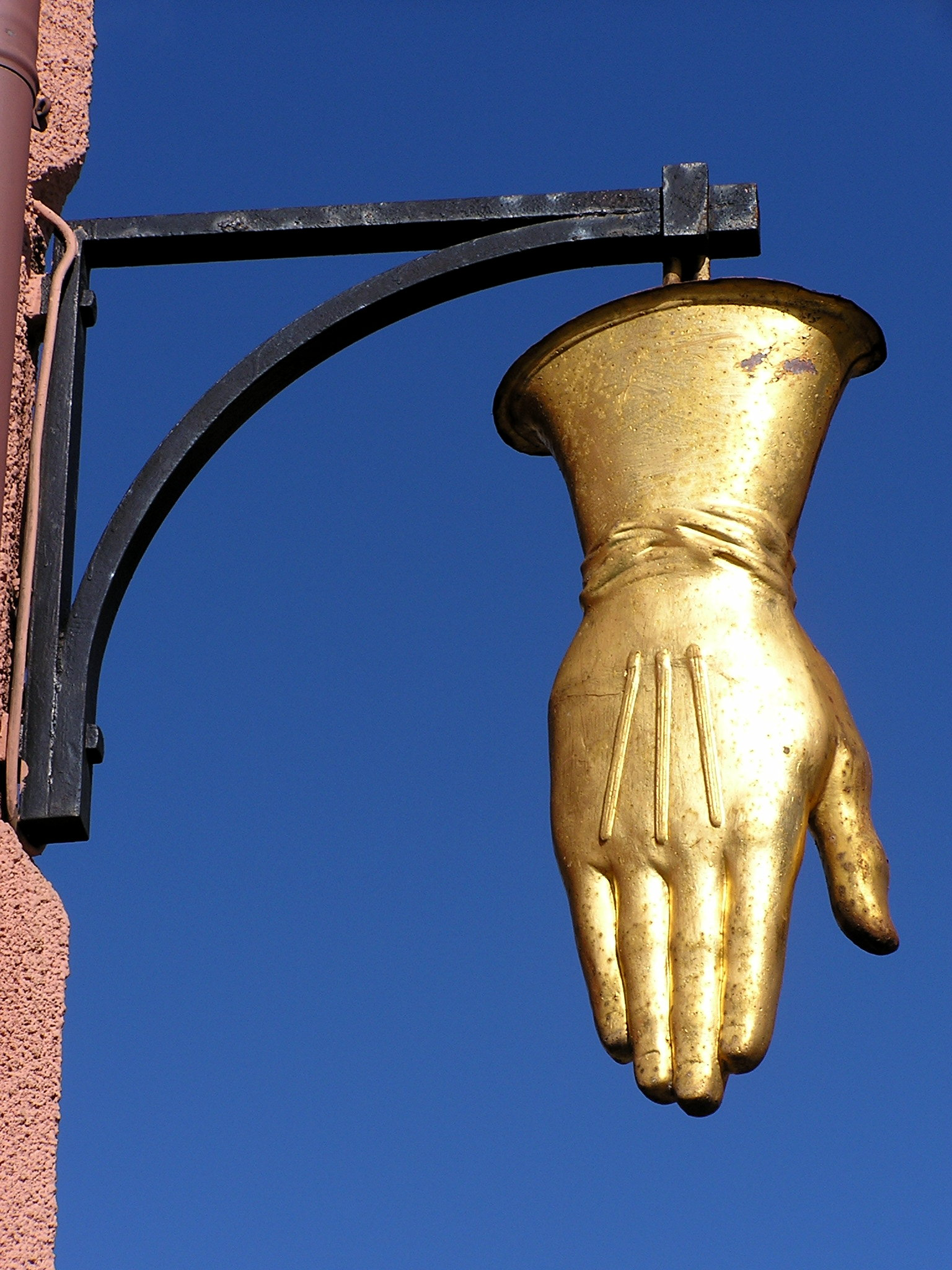
1686年に設立された手袋製造業者の看板

1686年にクリスティアン・エルンスト辺境伯によって新市街が創設されるまで、エアランゲンの経済は、事実上もっぱら農業で成り立っていた。レグニッツ川とシュヴァーバッハ川が、揚水機で灌漑される農耕や牧畜に有用な立地を形成していた。川自体も漁業の機会を提供した。レグニッツ川の東側の石切場に続く森は、何世紀にもわたって昔のエアランゲン住民のための生活基盤を提供していた。ブルクベルクは、その気候が果実やブドウの栽培に適していた。ツァイデルヴァイデンでは、養蜂業が営まれていた。
農業の他に、地域の必需品を製造する小産業が存在した。1619年には、理髪師、桶職人、ガラス職人、鍵職人、鍛冶屋、家具職人、車職人、レンガ職人がそれぞれ1人、肉屋、粉挽き職人、靴職人がそれぞれ2人、大工が3人、パン屋、仕立屋、石工がそれぞれ5人、織物職人が8人、その他に多くの下宿屋やビール職人がエアランゲンで営業していた。
繰り返し起こる戦闘行為で、経済発展は壊滅的な状況となった。エアランゲンは三十年戦争で完全に破壊され、住民は亡くなったり、逃亡したりした。

### 産業の発達 1686年から1812年
三十年戦争の壊滅的な経過の後、クリスティアン・エルンスト辺境伯は経済をこの地に完全に復活させるよう尽力した。そのために彼は、裕福な、あるいは経済的手腕を持つユグノー教徒を募り、1686年に新たに設立されたユグノー都市（新市）に定住させた。この積極的な経済政策によって、最初に靴下製造業者が設立された。それは当時ドイツではほとんど知られていなかった技術的に高度な経済分野であった。この他に、帽子工場、手袋工場、皮革の白なめし工場が重要な経済分野となった。
当初はほとんど完全にフランス人の手中にあったこれらの産業が、移住によってドイツにもたらされた。1775年になっても、合計 277人の靴下製造マイスターのうち、19人はフランスにルーツを持つ人物であった。手袋製造と白なめしは1811年までフランスの独占産業であった。ドイツ移住によってこの他の産業もエアランゲンにもたらされた。コットンプリントも全国的な名声を得ており、18世紀末にはエアランゲン最大級の産業の1つとなった。
ユグノー都市の輸出志向経済を背景に、エアランゲンは「工場都市」と見なされていた。フランケン地方では他にフュルトとシュヴァーバッハだけがこれに分類される都市タイプであった。

### 工業化 1812年 - 1945年
ナポレオン戦争後の中央ヨーロッパの新秩序とそれに続く保護主義的な関税政策は伝統的な販売市場を喪失させ、それに伴いエアランゲンの衰退をもたらした。靴下製造業は、1887年に事実上失われた。コットンプリントや帽子製造も姿を消した。白なめし業と手袋製造だけが20世紀になるまで存続した。
19世紀半ばにエアランゲンの経済はゆっくりと低水準に沈んでいった。農業やその他の産業および地域の手工業に加えて、工業が第4の産業として徐々に現れ始めた。その製品は、特にビールであった。ブルクベルクの地下倉庫は、ビールの熟成や保存に好適であり、高品質の製品が生産され、世界中で求められた。1860年末には、エアランゲンはミュンヘンの3倍のビールを輸出していた。1880年代初めの冷蔵庫の発明が、この好況を突然終わらせた。現在エアランゲンには2軒だけビール工場がある。
ビール製造と並んで、櫛の製造が重要な産業となった。エアランゲン最初の蒸気機関を利用し、ヨハン・ゲオルク・ビュッキング社によって、1845年には約 120万本の櫛が生産された。このファミリー企業は、ドイツ全土、ヨーロッパ、北アメリカの市場を席巻した。同じく国際的に活動したのが、東シュタットマウアー通りにブラシ工場を有したエミール・クッレンツライであった。この会社は第一次世界大戦前には400人以上の従業員を擁し、製品を世界中で販売した。
1880年のバウムヴォルスピネライ AG（綿糸紡績工場）の設立は、エアランゲンに新しい産業分野を開拓するものであった。多くの統廃合がなされ、1927年にエアランゲン＝バンベルク綿糸紡績会社 (ERBA) が成立した。この会社は第二次世界大戦前には、5,000人が働いていた。

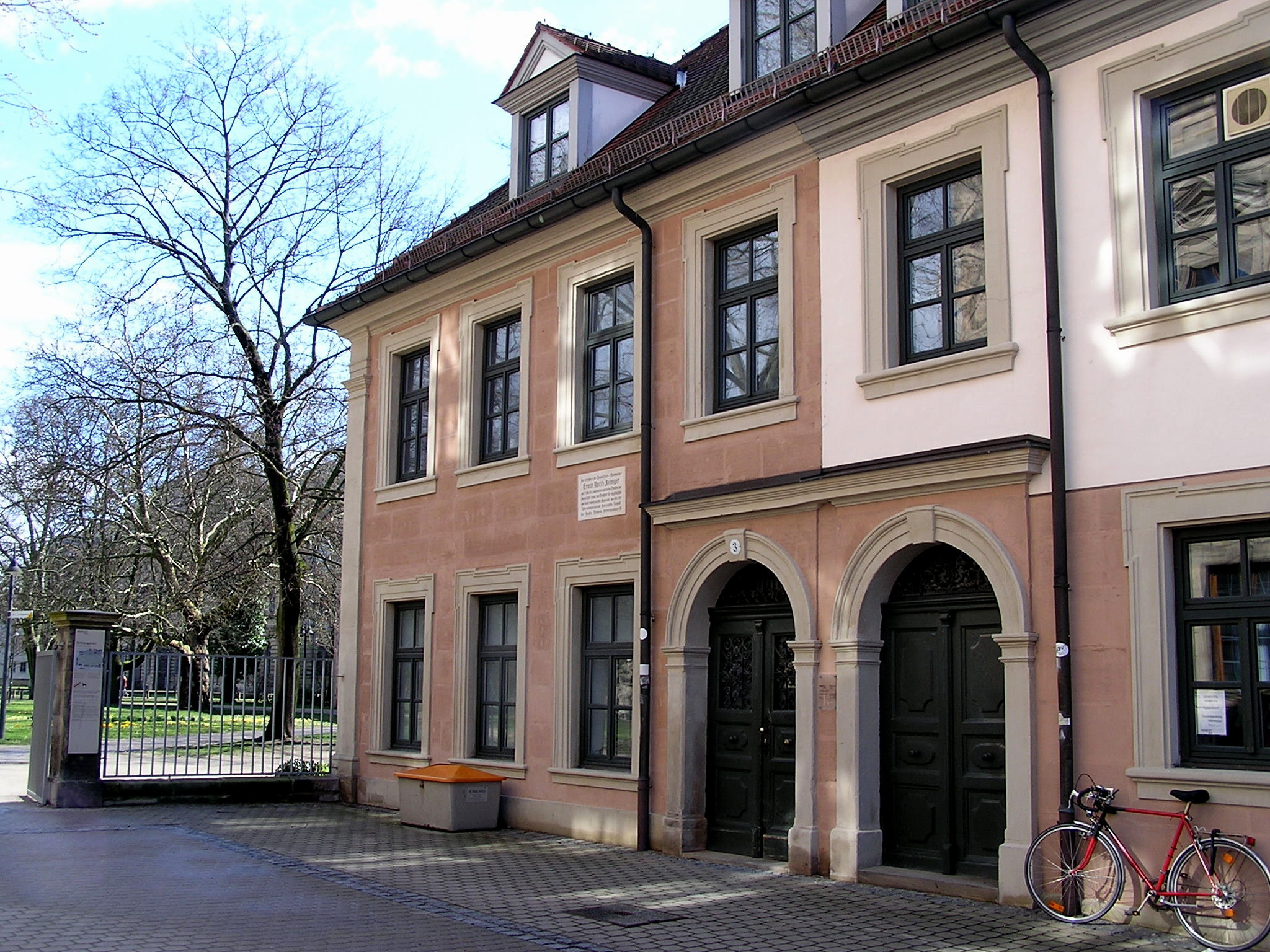
エルヴィン・モーリッツ・ライニガー旧居および工房

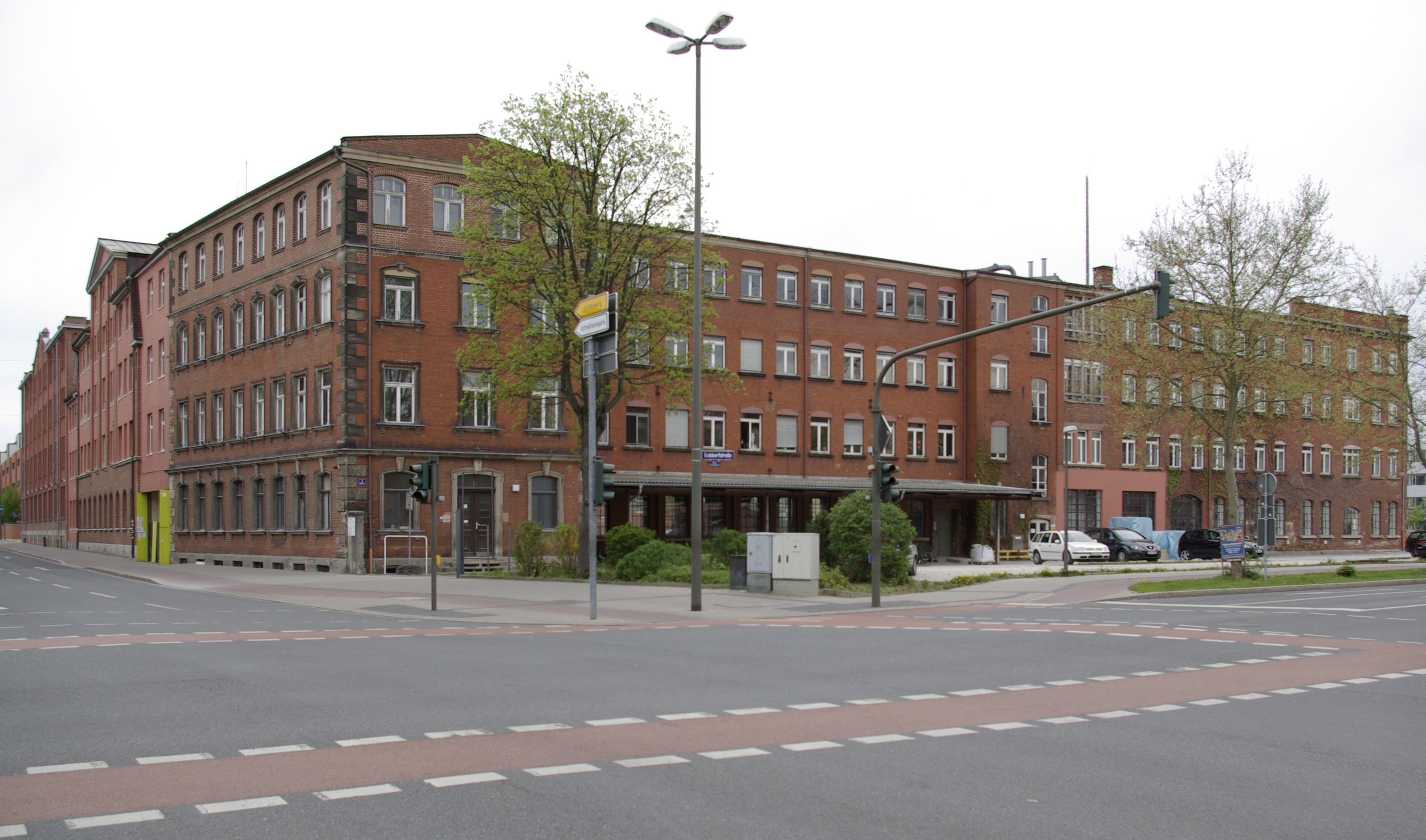
旧ライニガー、ゲッバート & シャル社

エアランゲンの将来の経済発展に大きく寄与したのが、大学の機械技師エルヴィン・モーリッツ・ライニガーで、1876年から光学機器や精密機械を製造した。1886年にライニガー、ゲッバート & シャル社が設立され、大学の医学部との協力で成功を収めた。1895年にヴュルツブルクでヴィルヘルム・レントゲンによってレントゲン装置が開発された後、ライニガーは即座にコンタクトし、自分のエアランゲンの工場でレントゲン装置の製造を行うことで合意した。1925年にシーメンス & ハルスケ AG がこの会社を買収し、医療技術部門を開設した。第二次世界大戦前、シーメンス＝ライニガー＝ヴェルク AG のエアランゲン工場には 2,000人以上の従業員が働いていた。この会社の中央管理部門は1943年にベルリンからエアランゲンに移転して来た。この街は1947年からこの企業の本社所在地となった。現在のシーメンスヘルシニアーズ（2017年末まではシーメンス・ヘルスケア事業部）はこれを引き継いだものである。
1908年からは、鉛筆削り器の製造が国際的に重要な産業となり、一時期は世界市場の 80 % を占めた。
企業家パウル・ゴセンは、1919年にバイアースドルフに電子計測機器製造業者パウル・ゴセン Co. K.-G. を設立し、翌年に本社をエアランゲンに移転した。この会社は、たとえば世界初の光学式露出計 OMBRUX を1933年から製造するなど、測定機器を製造した。現在もネーゲルスバッハ通りに遺る社屋は、1939年から1943年に建設された。この会社は1963年にシーメンス AG に買収された。ゴセン社は現在は存在しない。

### シーメンス都市への発展 1945年以後

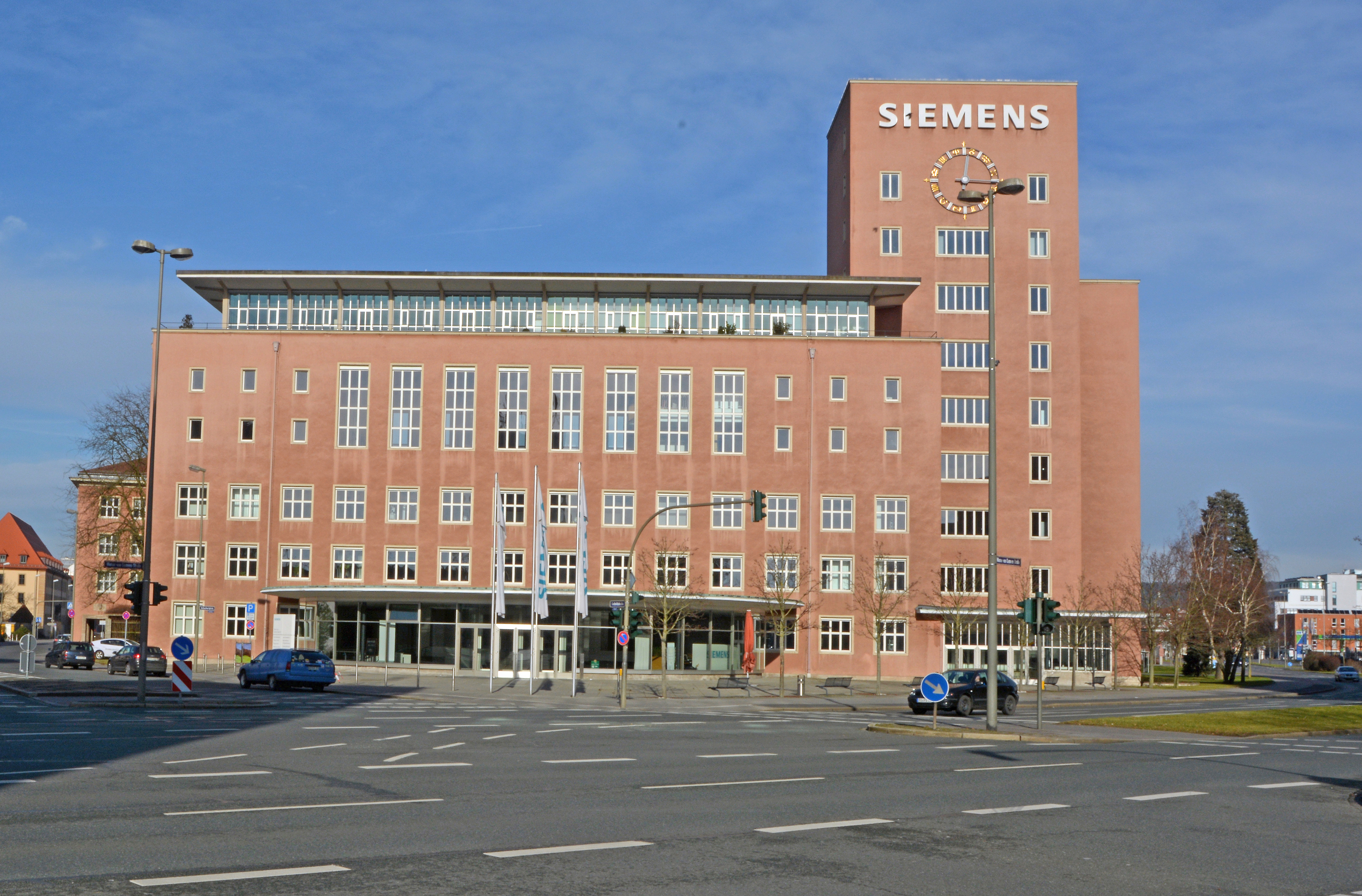
ラズベリー宮殿

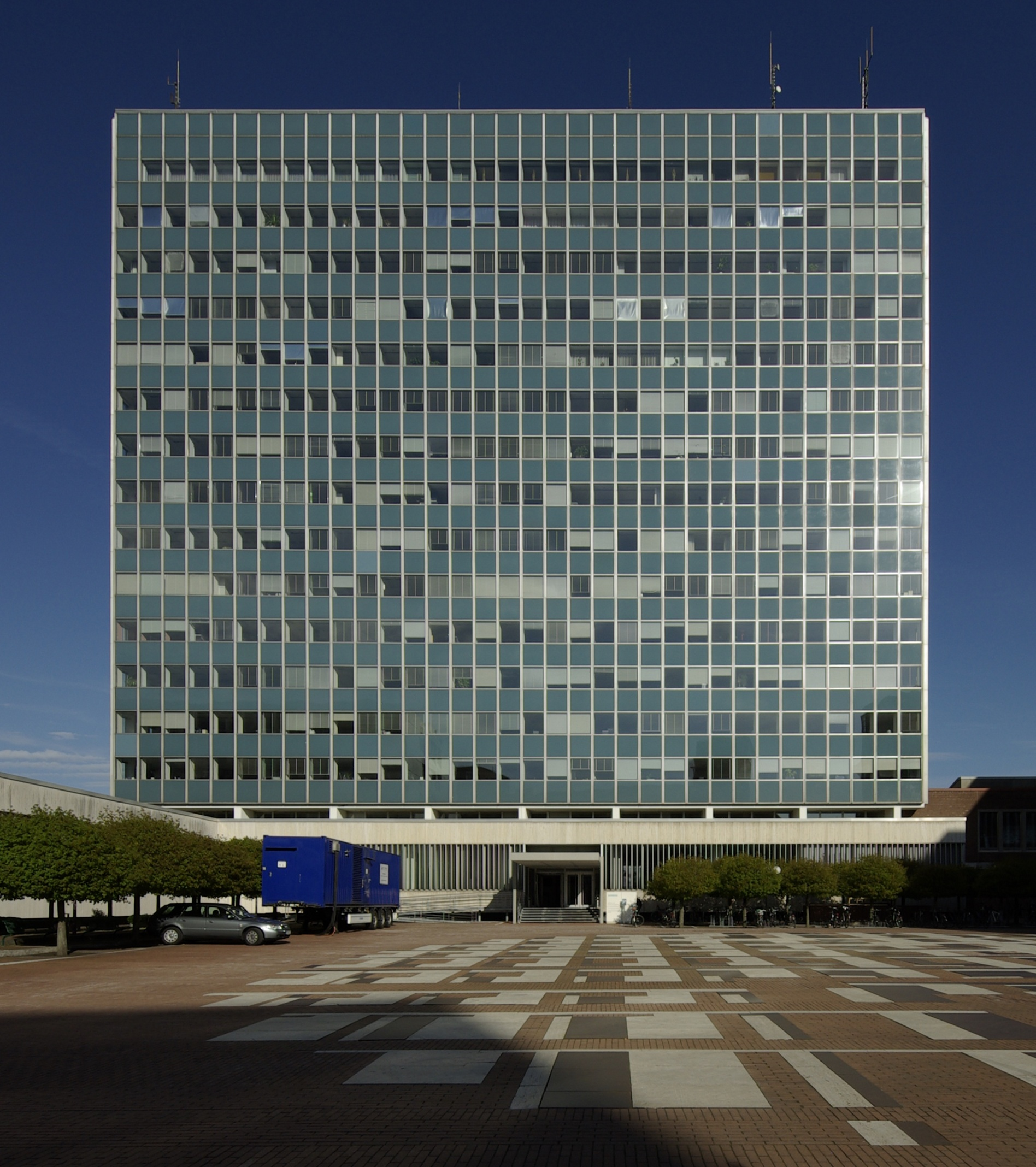
ガラス宮殿

第二次世界大戦終戦は、エアランゲン経済に途方もない結果をもたらした。ベルリンにあったシーメンスの2社、シーメンス & ハルスケ (S&H) とシーメンス＝シュッケルトヴェルク (SSW) は、迫り来る崩壊の前に、新たなスタートを切るための対策を講じていた。特別チーム（グルッペンライトゥンゲンと呼ばれた）がミュンヘン (S&H) やホーフ (SSW) への移転準備を行っていた。後者はソヴィエト管理地区に近いため、ギュンター・シャロウスキーを中心とするホーフ・グループはすぐに新たな立地を探した。いくつかの調査の結果、破壊されなかったエアランゲンを見いだした。これには、エアランゲンにシーメンス＝ライニンガー・ヴェルクが既に存在していたことが重要な役割を果たした。
1945年6月25日には、2人の先遣チームで操業が開始された。1946年初めには既に200人の SSW 従業員がおり、スペース不足のため15の敷地に分散していた。この弊害を除くため、1948年から1953年に、ハンス・ヘルトラインの計画に基づき、当時南ドイツ最大の建物シーメンスの新管理棟社屋が建設された。この建物はその色から「ヒムベールパラスト（ラズベリー宮殿）」とも呼ばれた。その南側に、従業員のための大規模な住宅地が設けられた。その後さらにオフィスビルが建設された: ビンゲルハウス（1956年 - 1958年）、ハンス・マウラー設計の管理棟高層ビル「グラスパラスト（ガラス宮殿）」（1959年 - 1962年）、シーメンス研究センター（1959年 - 1968年）。戦後にエアランゲンほど多くの、長期の建設がなされたバイエルンの都市は存在しない。
1956年時点で SSW の従業員数は6千人強であったが、1966年には1万人を超えた。1966年のシーメンス傘下の3社、SSW、SRW、S&H のシーメンス AG への統合は、新たな経済の核を形成した。このコンツェルンは、1985年から1995年までの間だけで、10億ドイツマルクをエアランゲンに投資した。従業員数は、1986年に 31,000人とそれまでの最高値に達した。ニュルンベルク＝モーレンブルンやフォルヒハイムへの移転によって、2011年9月30日現在のこの街の従業員数は約 24,000人である。シーメンスヘルシニアーズ（シーメンスの医療工学部門）の他に、シーメンスの工業部門（オートメーション工学および動力工学）、エネルギー部門（エネルギー生産、エネルギー送達、エネルギー配布）、インフラストラクチャーおよび都市部門（流動性、鉄道技術、スマート・グリッド技術）、さらには数多くの主要部門がエアランゲンにある。1970年代には、研究用の敷地に設けられた長さ 900 m の磁気浮上式鉄道路線で試験車両 (EET 01) の走行が行われた。アメリカ軍撤退後に空いた土地に新しくレーテルハイムパルク市区が建設され、ここにシーメンス医療工学は製造所とオフィス棟を建設した。ライニガー & シャルの建物は、第二次世界大戦後は医療工学企業 (UB Med) の核となっていたが、2000年末に、間近に迫ったアニバーサリーのためにエアランゲン市に寄贈された。市の部局の他に、展示物でシーメンス・グループの歴史を視覚化した「シーメンス企業医療技術文書館」が2012年3月から入居している（2013年開館）。旧 UB Med の残りの土地は、2008年から住宅地「イム・ムゼウムスヴィンケル」となっている。
この他にも、シーメンスの子会社や支所がエアランゲンにある。
エアランゲンはドイツの経済的に強力な都市の1つである。

### その他の国際的に活動している企業
最初はシーメンスの原子力部門とアレヴァの原子力部門が協力して、しかし最終的にはシーメンス AG が離脱してアレヴァ・コンツェルン単独で設立したアレヴァ GmbH のエアランゲン本部には 3,350人が働いている。

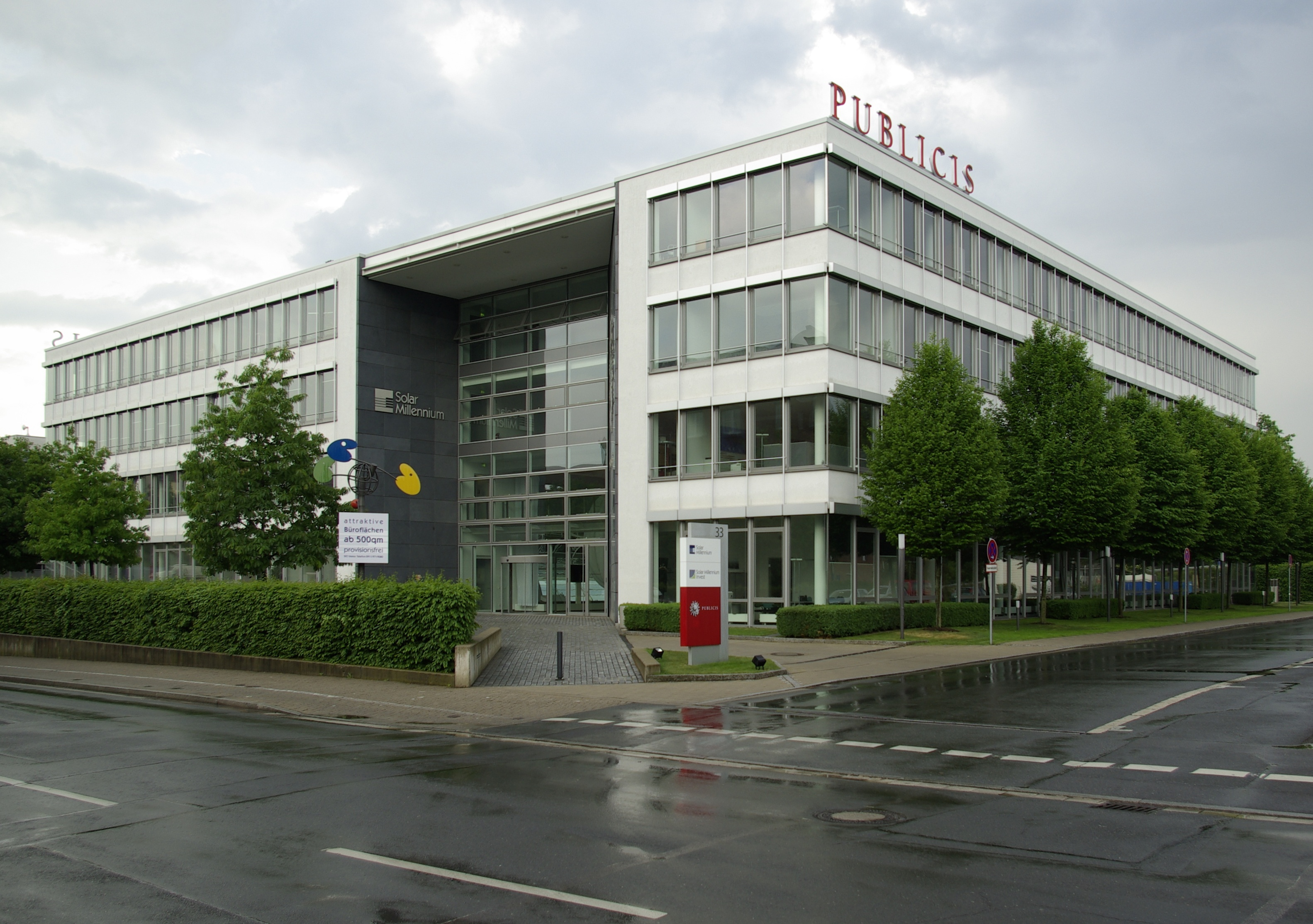
ゾラー・ミレニウム本社およびピュブリシスのドイツ支社

ゾラー・ミレニウムが、エアランゲンで設立されたもう一つのエネルギー企業である。ゾラー・ミレニウムは1998年に設立され、パラボリック・スルー法をベースとした太陽光発電所の設計と建設を行っていた。この会社は2011年から債務不履行となった。
ピュブリシス・グループは、フランスに本社を置く広告代理店で、世界の4大広告代理店の1つである。エアランゲン支店はドイツ最大の支店である。
KUM GmbH & Co KG は、2番目に古い鉛筆削り器製造業者で、現在は国際的な学校・オフィス用品製造業者となっている。

### 経済政策の重点

#### 起業と革新的技術の奨励
進歩と革新の奨励および投資しやすい環境作りがエアランゲンの長い伝統である。1985年/86年にフュルトおよびニュルンベルクとともに、テネンローエにニュルンベルク＝フュルト＝エアランゲン革新・起業センター GmbH (IGZ) を設立した。この起業センターからは、経済状況に新しい衝撃を与えた新企業が設立され、後に株式市場への上場に成功した。たとえば、ウェーブライト AG やノベンバー AG などである。

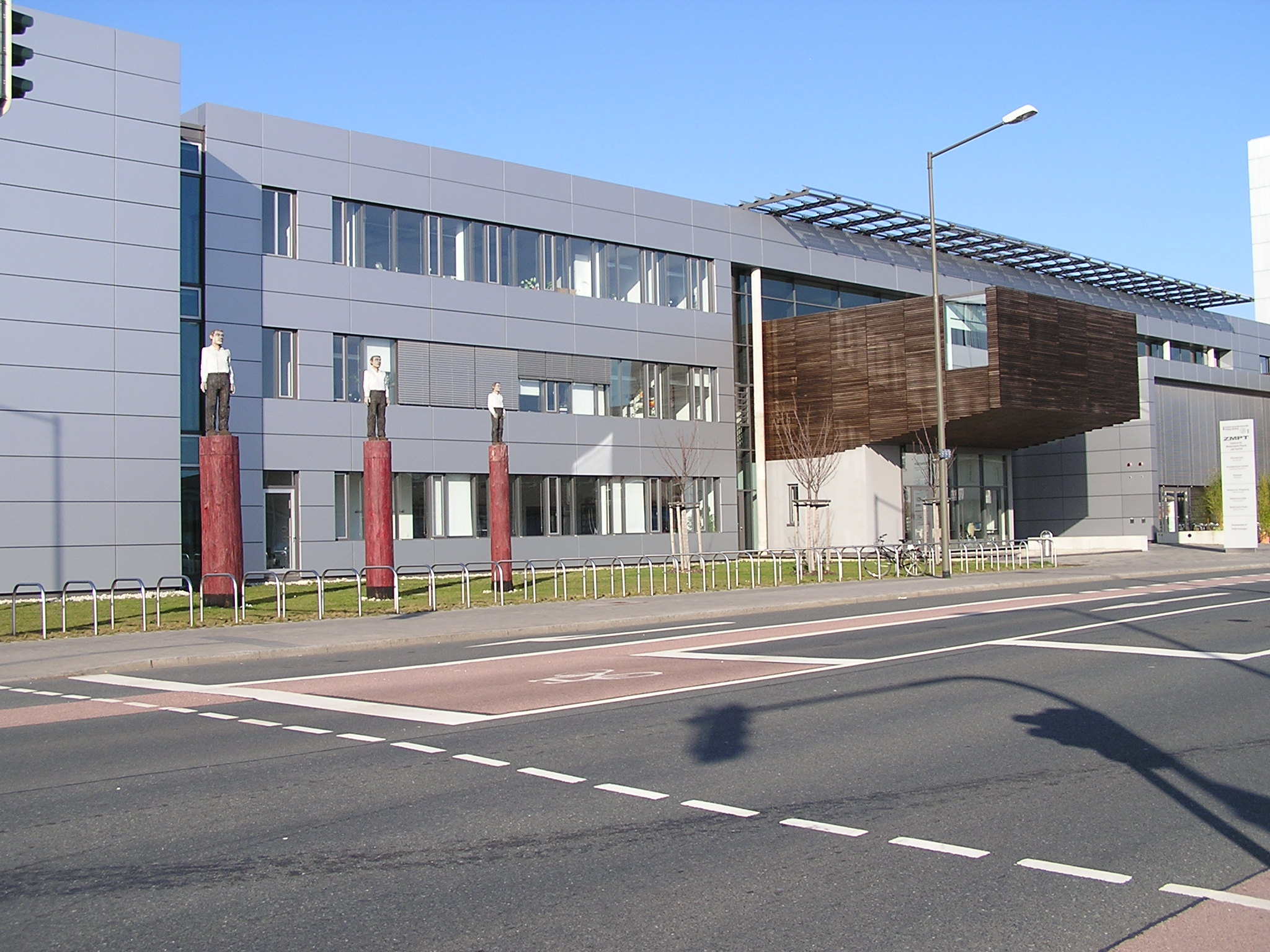
IZMP

2003年に IGZ を補完する形で医療技術および医薬品革新センター (IZMP) が設立された。これは、医療技術、医薬品研究、バイオテクノロジーや遺伝子工学分野の起業や革新的起業を支援する機関である。早くも2006年には IZMP 増築のための礎石が設置された。
さらに、系統的で一貫した新しい学術資源を開発し、新たな市場への道筋を示し、国際的にポジティブな立地の差別化特性を発揮することを目標とする産学共同体として、「エアランゲン AG」が設立された。
新規で革新的な技術を奨励する長年の努力の結果、エアランゲンは1998年にバイエルン州政府から大都市で初めて「経済に極めてフレンドリーな自治体」の称号を授与された。

#### 医療と医療工学
フリードリヒ＝アレクサンダー大学、ヴァルトクランケンハウス、クリニークム・アム・オイローパカナル、シーメンスのヘルスケア部門、100社以上の中小企業が協力して、医療・医療工学・医薬品産業のための管轄センターが設立された。従業員のほぼ 1/4 が医療工学および健康分野に従事している。この状況は、将来的にさらに拡充される予定である。本市は、医療研究・医療製品・医療サービスの連邦首都を目指している。周辺地域もこの努力に参加しており、ニュルンベルク欧州大都市圏メディカル・バレーを形成している。

### 交通

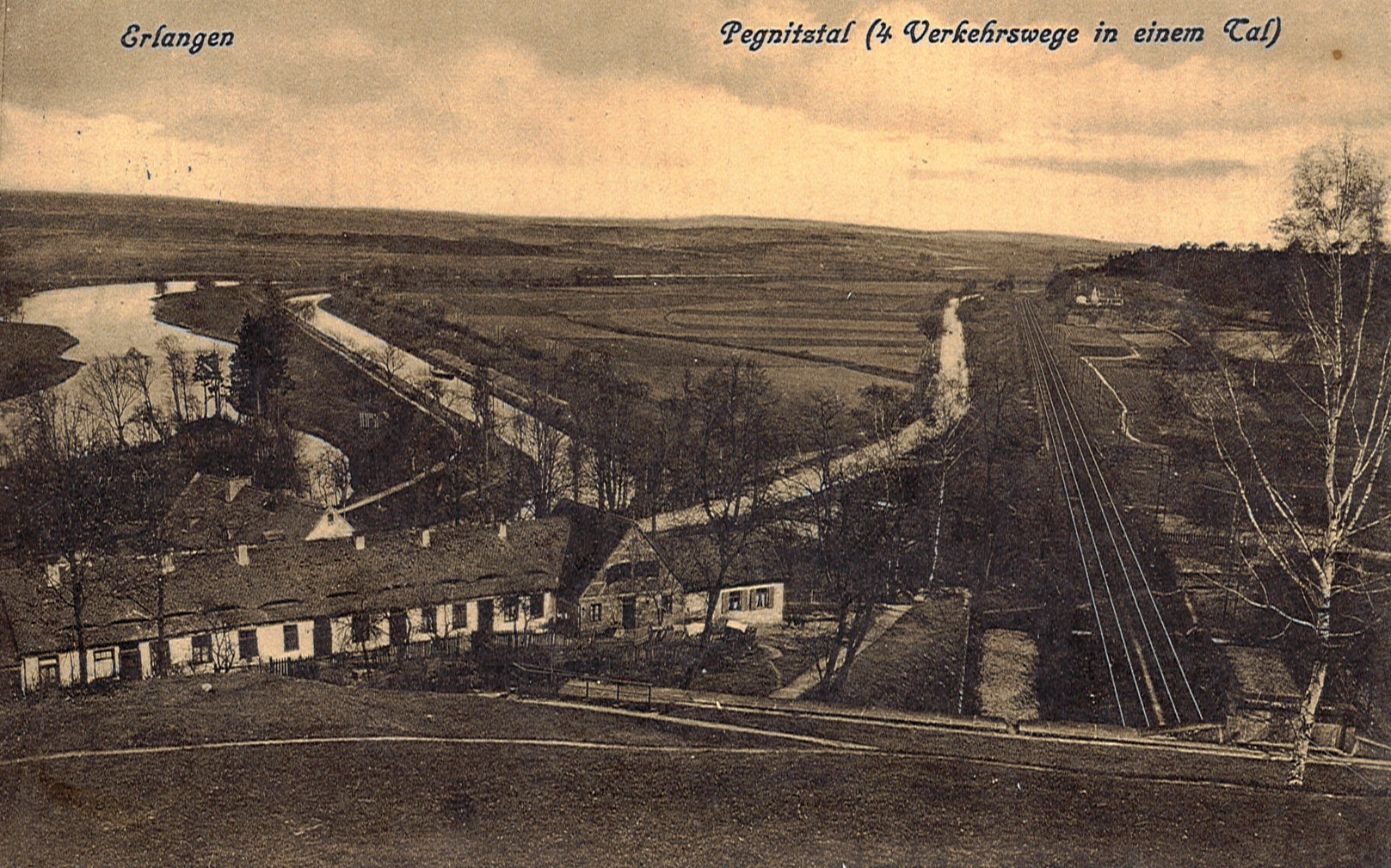
1900年頃のエアランゲン近郊のレグニッツタールを通る4つの交通路（レグニッツ川、ルートヴィヒ＝ドナウ運河、道路、ルートヴィヒ南北鉄道

#### 道路
ニュルンベルクとバンベルクとを結ぶ街道沿いというエアランゲンの立地は、古くからこの街の発展にポジティブな影響を与えていた。早くも1653年にはトゥルン・ウント・タクシス侯の郵便システムの宿駅が設けられた。1686年の新市の建設で交通は大いに活発となり、1708年に市道の舗装が始まった。1900年以後自動車がエアランゲンで勝ち誇ったように走行を始めた。1905年にはすでに8台のオートバイと2台の自動車が登録されている。1912年ニュルンベルクへのバス路線が開業した。1925年には人口100人あたり1台の自動車が存在し、1939年には20人に1台となった。第二次世界大戦後、マスモータリゼーションが始まり、都市の景観は決定的に変化した。ルートヴィヒ＝ドナウ＝マイン運河が埋め立てられ、そこにフランケン高速道路（A73号線）が建設された。鉄道の支線が撤廃され、道路網の拡充に用いられた。
環境運動が興ったことにより、この傾向は転換点を迎え、コスバッハー・ダムによるレグニッツグルント横断道路のような既に立案されていた建設計画が実現しないことになった。その代わりに公共の近郊交通や自転車道が拡充され、内市街では歩行者専用地域を設けることで自動車の乗り入れが制限された。
ただし、それ以降にも道路建設プロジェクトが策定され、時には議論や抵抗が行われた（あるいは行われている）。たとえば以下のような例がある。
- アレー・アム・レーテルハイムパルク: レーテルハイムパルク市区の中心となるこの通りを、2車線あるいは4車線のどちらで拡幅するべきかという問題は、極めて激しく議論された。4車線拡幅反対派は、拡幅は東西方向の通り抜けの交通量を大きく増加させるものであると主張した。1998年の住民投票によって、最終的に4車線拡幅の決定が下された。
- 南バイパス道: 1963年に鉄道ローカル線エアランゲン - グレーフェンベルク線が廃止されたことにより、エアランゲン東部にアクセスできる公共近郊交通機関はバスだけになった。通勤時には、クルト＝シューマッハー通り沿いの、特にブッケンホーフ中心部で頻繁に渋滞が起こった。この交通負荷を軽減するために、ニュルンベルク建設局は、ブッケンホーフやウッテンロイトの南側にクルト＝シューマッハー通りと州道 L2243号線とを結ぶ道路（南バイパス道）を計画した。この道路は、任期の近郊レジャー地であるブッケンホーフの森を通る予定であった。さらなる問題は、鳥類保護区（ドイツ語版、英語版）や水域保護区を横切らなくてはならないことから生じた。南バイパス道反対派は、公共近郊交通拡充の別の手段として、シュタット＝ウムラント＝バーンの実現を宣伝した。2012年6月に、環境保護を理由として計画承認手続きが中止されたことにより、最終的に南バイパス道が否決された[73]。

現在、エアランゲンは2本の連邦アウトバーンと1本の連邦同に面した交通の便が良い場所にある。
アウトバーン
- A3号線 （アーネム）- エンメリヒ・アム・ライン（ドイツ語版、英語版） - デュッセルドルフ - ケルン - フランクフルト・アム・マイン - ヴュルツブルク - エアランゲン - ニュルンベルク - レーゲンスブルク - パッサウ -（リンツ）
- A73号線 ニュルンベルク - フュルト - エアランゲン - バンベルク - リヒテンフェルス - コーブルク - ズール

連邦道
- B4号線（ドイツ語版、英語版） バート・ブラムシュテット（ドイツ語版、英語版） - ハンブルク - ブラウンシュヴァイク - エアフルト - イルメナウ - コーブルク - バンベルク -（さらに A73号線として）- エアランゲン - ニュルンベルク - フィッシュバッハ

#### 鉄道

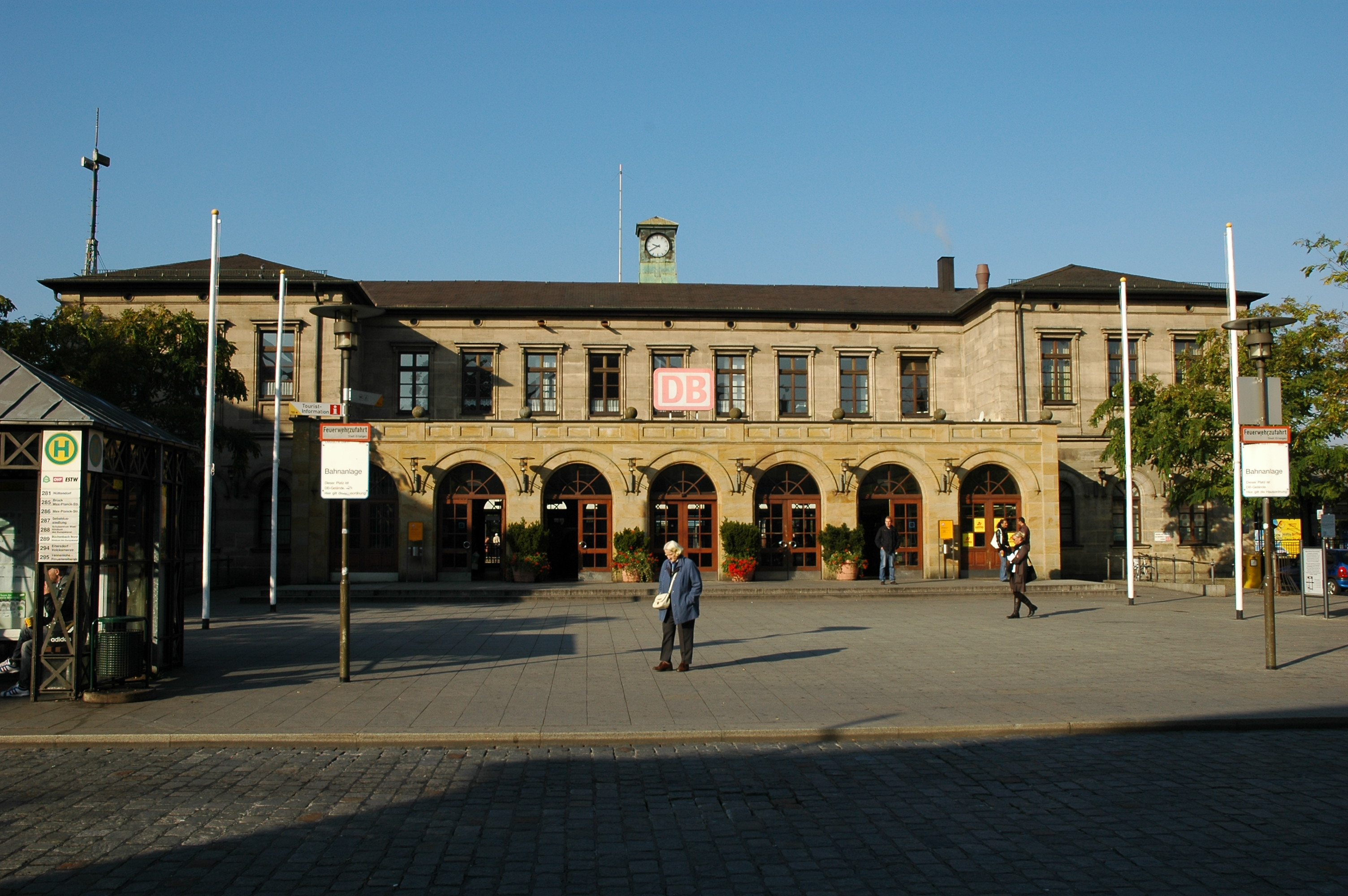
エアランゲン駅

1844年8月25日の、ルートヴィヒ南北線のニュルンベルクからバンベルクまでの区間開通によって、エアランゲンは鉄道で結ばれた。地域を超える鉄道交通の到達は、交通開発に飛躍をもたらした。1886年11月17日にローカル線のエアランゲン - グレーフェンベルク線が、1894年4月16日にはエアランゲン＝ブルック - ヘルツォーゲンアウラハ線が開通した。ドイツ再統一後、ニュルンベルク - バンベルク線は急速に拡大し、エアランゲンは ICE 網に組み込まれた。2010年末、エアランゲンを経由してバンベルクとニュルンベルクとを結ぶSバーンが開業した。この列車は20分から40分間隔でニュルンベルクとエアランゲンに運行している。このS1号線には、エアランゲン市内に以下の駅がある: エアランゲン、エアランゲン＝ブルック、エアランゲン＝エルタースドルフ、エアランゲン＝パウル＝ゴッセン＝シュトラーセ。最後に挙げた駅は、2015年12月の時刻表改正によるSバーン拡充により開業した。エアランゲンは、2017年末、ドイツ統一交通プロジェクト Nr. 8 により、ミュンヘンからベルリンへの ICE高速鉄道路線への接続も確保した。
これに対して2本の支線は、道路交通との競合に耐えられなかった。1963年2月16日にグレーフェンベルクへの最後の列車が運行され、1984年9月28日にはヘルツォーゲンアウラハへの旅客運行が廃止された。貨物輸送は、フランケン II 発電所への石炭輸送が廃止された後も、フラウエンアウラハ駅を経由してエアランゲン港の敷地（塵芥積み替え地）まで運行している。

#### 船舶
エアランゲンはレグニッツ川に面していながら、数多くの水車用の堰や揚水施設が設けられていたために、水運は発達しなかった。1843年にルートヴィヒ運河が一部開通した事でエアランゲンに水運がもたらされ、港湾都市となった。名誉墓地の南に、貨物の積み卸しのためのエアランゲン貿易港が造られた。

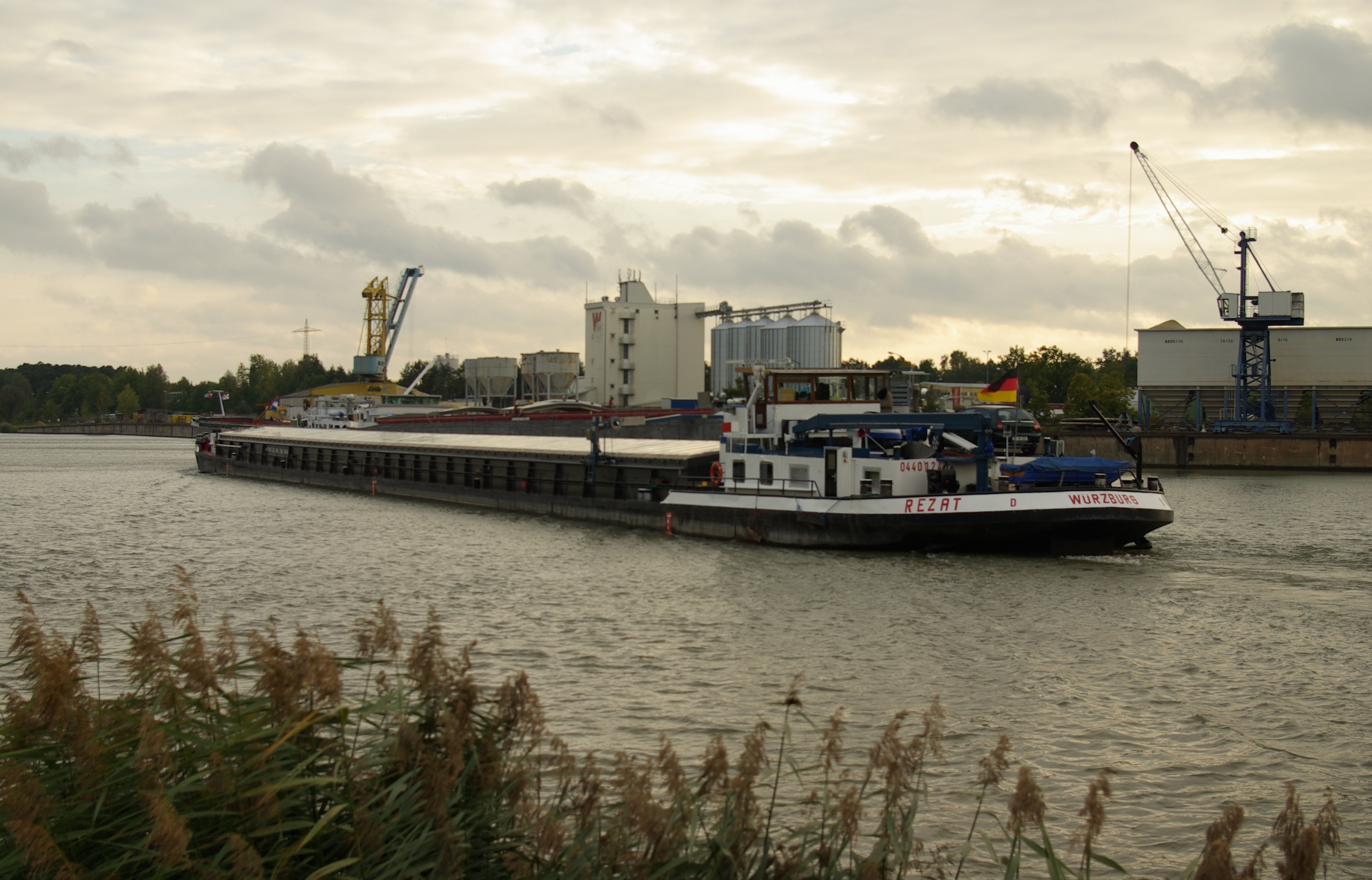
エアランゲンのマイン＝ドナウ運河に面した港湾・産業地区レンデ・エアランゲン

小さな馬に挽かれて運航する艀（船曳）のために、100以上の閘門を備えて設計された運河は、すぐに新興の鉄道のために市場を失い、1863年から赤字だけが嵩んでいった。第二次世界大戦で被災し、1950年代に最終的に閉鎖された。ニュルンベルクとエアランゲンとの区間は、1960年代初めに埋め立てられ、フランケン高速道路の路線として工事がなされ、その後連邦アウトバーン A73号線として北に向かって延伸された。現在は、1基の記念碑と長さ数百メートの乾いたルートの名残（現在の汚水処理場の北側）だけが、かつてのルートヴィヒ＝ドナウ＝マイン運河の施設を思い起こさせる。かつてのルートヴィヒ運河の貿易港は、1844年から船舶/鉄道/道路の3つの交通機関の積み替え地として用いられていたが、現在はエアランゲン消防署となっている。
しかし、マイン川とドナウ川を運河で結び、北海から黒海への水路を建設するというアイデアは、放棄されなかった。1959年にはすでに、新しく、ずっと広く、効率的なマイン＝ドナウ運河（オイローパ運河）の建設工事が始まった。1970年10月30日には、運河がエアランゲンに達した。エアランゲンの船着き場には、その後再び、船舶/鉄道/道路の3つの交通機関のための貨物交通センターが設けられた。この運河は、1992年にドナウ川までの全行程が開通した。2006年、エアランゲンでは約 82,000トンの貨物が積み下ろしされた。

#### 航空
最寄りの飛行場は、10 km 西に位置するヘルツォーゲンアウラハ飛行場である。貨物機や路線航空のための空港は、12 km 南の交通の便が良い場所にニュルンベルク空港がある。

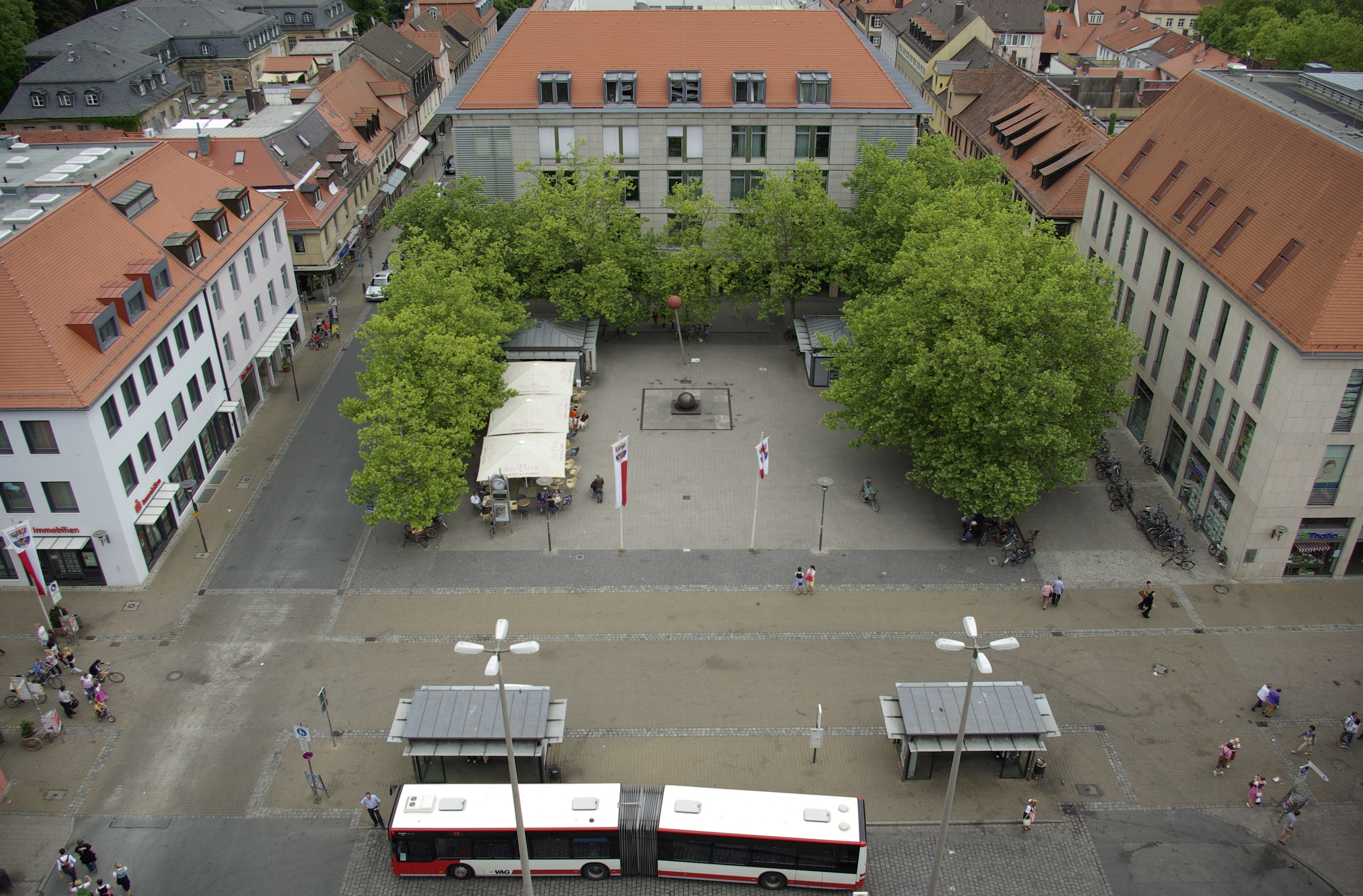
ユグノー広場のバス停

#### 公共近郊交通
エアランゲン市施設局 AG (ESTW) やフランケン乗合バス交通 (OVF) の、数多くの市内および広域バス路線が公共近郊旅客交通 (ÖPNV) を担っている。このバス路線はいずれもニュルンベルク広域交通連合（VGN）に統合されており、ニュルンベルク圏の近郊列車・市電・地下鉄、さらに他都市のバス事業者と共通の料金体系で利用できる。このバス路線は、ほぼすべてがシュタットツェントルム（市中心部）を通っている。広域バスの大部分が駅の西側にある中央乗合バスステーションからスタートしている。駅の上屋がある東側には、主要な市内バス路線が停車するハウプトバーンホーフ（中央駅）停留所と、すぐ近くのフゲノッテンプラッツ（ユグノー広場）停留所がある。もう1つの重要な乗り換え地点が、ギューターハレン（貨物倉庫）通りとギューターバーンホーフ（貨物駅）通りとの交差点である。ハウプトポスト（中央郵便局）停留所は、ここに建設されたショッピングセンターにちなんで2007年9月8日にアルカーデン停留所と改名された。

#### H-バーン（放棄された計画）
鉄道近郊交通の復活は1977年初めにシーメンス AG の提案で議論がなされた。それは、全長約 7.5 km の H-バーン（モノレール）路線によってシーメンスの敷地と駅とを結ぶ計画であった。ヴッパータール空中鉄道と類似の構造を持つ H-バーンは、エアランゲンのシーメンス研究所の実験線で、1976年から成功していた。この路線は、エアランガー・ゲレーテヴェルクからビューヒェンバッハ北を経由してグロースパーク広場まで、さらにここからトンネルを通ってシュー通りへ、その後外に出てシーメンス中央管理所まで運航する予定であった。市議会が追加で望んだ路線は、限られたスペースのため、一連の家屋全体を解体する必要があった。1978年11月、市議会は過半数ギリギリでこのプロジェクトの推進を否決した。

#### シュタット＝ウムラント＝バーン（計画中）

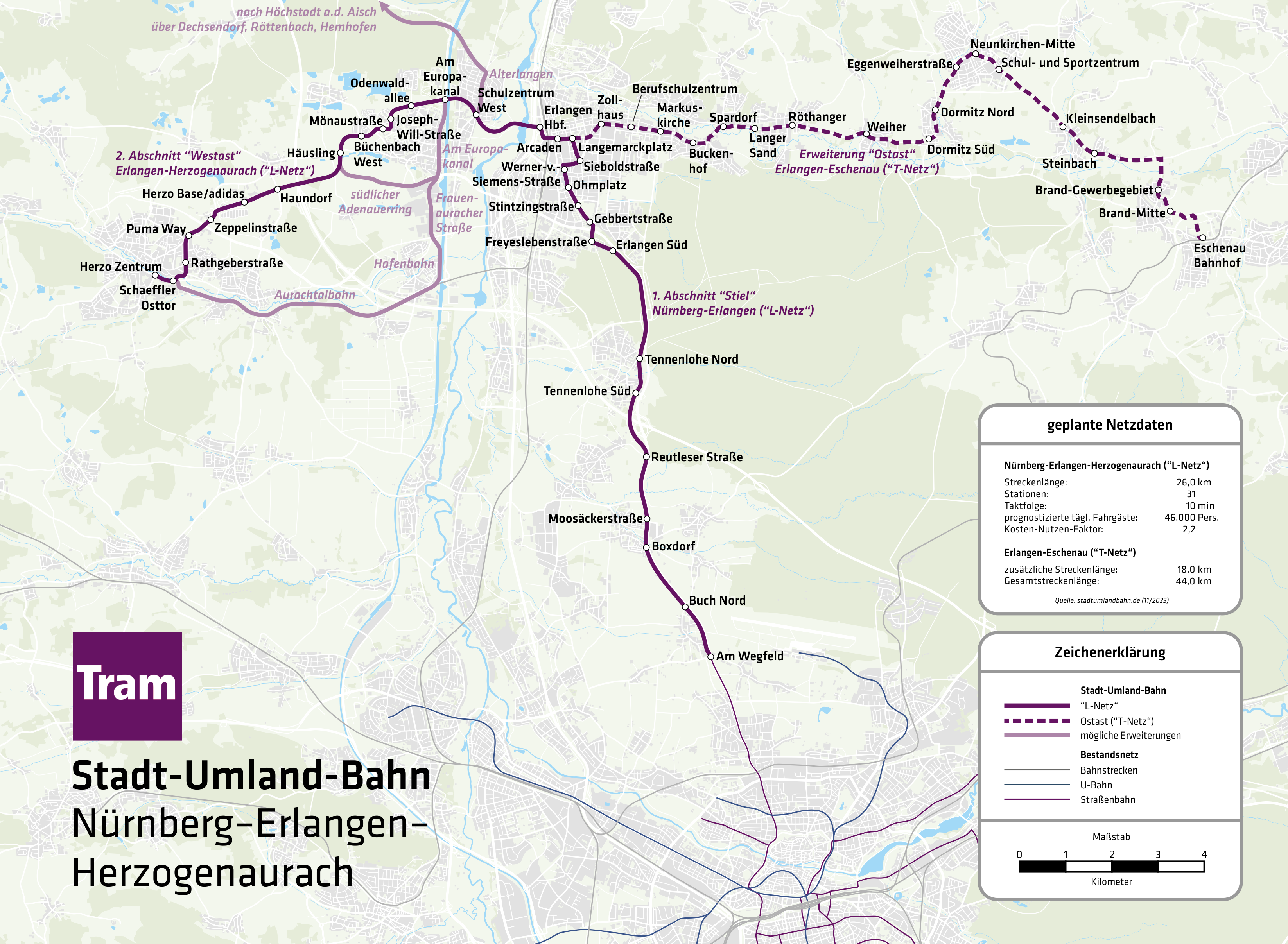
シュタット・ウムラント・バーンの（計画）路線図

エアランゲンの鉄道交通システムの構想は、数年後に再び浮上した。1961年にノインキルヒェン・アム・ブラントへの運航が停止し、1984年にヘルツォーゲンアウラハへの鉄道路線が廃止された後、1980年代半ばからエアランゲンでは環境に配慮した郊外への交通システム建設が熟考されていた。都市型鉄道（Sバーン）のモデルは、1990年代初めに、すべての機能を集約したレギオナルシュタットバーンのコンセプトへとさらに発展しており、ここでは「シュタット＝ウムラント＝バーン」（直訳: 都市郊外鉄道）、あるいはこれを略して StUB と呼ばれる。1992年からシーメンス・トランスポーテーション・システムスが技術および資金の両面でこのプロジェクトに参画している。エアランゲン市、エアランゲン＝ヘーヒシュタット郡、フォルヒハイム郡は、予測されるコスト・パフォーマンス分析や実現可能性検討などを根拠に、1995年に StUB網の建設と営業を基本的に可決した。基本的な路線網は、南、と東西に延びるT字型で、ニュルンベルク＝トーン、ヘルツォーゲンアウラハ、およびノインキルヒェン・アム・ブラント経由エッケンタールへの3路線からなる。それぞれの起点はエアランゲンのシュタットツェントルムが想定されている。乗客は、トーンでニュルンベルク路面電車網に、エッケンタールでグレーフェンベルク鉄道に、エアランゲンのシュタットツェントルムでニュルンベルクSバーンおよび地域・広域鉄道に接続する。フォルヒハイムとヘーヒシュタット・アン・デア・アイシュとを結ぶヘムホーフェン鉄道に接続するヘムホーフェンへの路線を含む拡張の可能性については、議論が続いている。フォルヒハイムからエーバーマンシュタットへのヴィーゼントタールを通る鉄道も最大の鉄道網計画に含まれている。
1993年の実現可能性検討では、StUBプロジェクトの総コストを約10億ドイツマルク、基本路線網の軌道整備だけで約4億1300万マルクと算定している。バイエルンの経済省は、このプロジェクトを州および連邦の支援プログラムに受け容れることを拒否した。これらの資金援助なしでは、StUBの実現は見通しがつかなかった。それにもかかわらず、エアランゲンやその周辺地域では、このテーマは定期的に公的・政治的ディベートの一部となった。住民主導のシュヴァーバッハタールの環境保護運動は、このプロジェクトを繰り返しテーマに採り上げており、関係する郡の指導的立場の政治家達も同様である。2008年初めから、StUB基本路線網のための新たなコスト・パフォーマンス検討が行われた。
2010年頃から、特にヘルツォーゲンアウラハ市とニュルンベルク市の主導で、StUBの計画が再び集中的に注目されるようになった。2012年春までに標準化された査定や、地域に最適化されたバスネット (RoBus) との比較がなされた。StUBのためのインフラストラクチャーの拡充は、エアランゲン駅からニュルンベルク＝ヴェークフェルトへの南北軸と、エアランゲン駅から西に曲がって新たに建設されるコスバッハ川の橋を渡ってヘルツォーゲンアウラハまでおよび東に曲がってウッテンロイトまでの、いわゆるT-ネットに関連するものを積算した。ウッテンロイトへの路線建設は、現在乗り換えなしのエアランゲンとエシェナウとの間のバス運行廃止を意味する。また、地域に最適化されたバス路線網のためには、追加のバスレーンや停留所、さらには新しいコスバッハ川の橋を設けることが前提とした。
それによれば、StUBのためのインフラストラクチャー整備に必要な投資額は約2億8100万ユーロ、RoBusのためのそれは約1240万ユーロであった。どちらの施策も、適格部分の 80 % までが助成される国の高額助成金にあたる可能性があった。StUBでは、その他の周辺整備の財源に、3億6500万ユーロから4億700万ユーロが必要であった。
政策決定者にとって決定的であったのは、関連する自治体（エアランゲン市、ニュルンベルク市、エアランゲン＝ヘーヒシュタット郡）が公共近郊旅客交通の運営者として負担しなければならない維持管理費であった。その額は、StUBの場合、バスによる代案に比べて約10倍の1100万ユーロであった。StUBの実現により1日の乗客数は 10,930人で、さらに 2,260人増加させる必要があり、RoBUSでは乗客数 6,610人で、新たに増加させる乗客数は1日あたり 835人であった。
2012年9月21日、エアランゲン＝ヘーヒシュタット郡の郡議会は過半数で、ニュルンベルク＝アム・ヴェークフェルト - エアランゲン - ヘルツォーゲンアウラハ/ウッテンロイトの路線によるシュタット＝ウムラント＝バーンの推進動議を可決した。同年9月27日にエアランゲン市議会もこれを可決した。ニュルンベルク市とヘルツォーゲンアウラハ市はすでに以前から同様の決定を下していた。これと並行してプロジェクト計画の具体化がなされた。資金調達の決定後にプロジェクト実施の可否について最終判断が決定する。

#### 広域バス交通
エアランゲンの広域バス・ステーションは、中央駅のすぐ裏にあたるパルクプラッツ通りを中心に存在する。エアランゲンから南ドイツの20か所へバスが運行されている。

### エアランゲン都市施設局および市の機関
エアランゲン都市施設局 AG (ESTW) は、1858年に設立されたエアランガー・ゲゼルシャフト AG を起源とする。この機関は自前のガス工場で、市へのガス供給を保証する機関であった。1915年にこの機関はシュテティシェ・テクニシェ・ヴェルケ・エアランゲン（直訳: エアランゲン都市技術施設）と改名された。1939年にシュタットヴェルケ・エアランゲンという名称でエアランゲン市が出資する企業となり、1967年に ESTW - エアランゲン都市施設局 AG という名称となった。エアランゲン市がこの会社の唯一の所有者である。
ESTW は、エアランゲン市に電気、温熱、天然ガス、水を供給し、エアランゲンのスイミングプールを運営し、街灯や道路信号機の設置や維持管理を行い、エアランゲンの都市交通を変更する権限を有している。
エアランゲン市は、ESTW の他にもインフラストラクチャーの設置および管理を行う市営機関をいくつか有している。たとえば、以下のものがある:
- エアランゲンの汚水処理場を運営する排水局 (EBE)。以前からこの業務を ESWT に管轄させることが繰り返し議論されているが、現在まで結論は出ていない。
- 塵芥処理場と市の緑地を管轄する、都市緑化・ゴミ処理・道路清掃局

エアランゲンは自前の畜殺場を有しており、市が所有する企業エアランガー・シュラハトホーフ GmbH がこれを運営している。

### 小売業

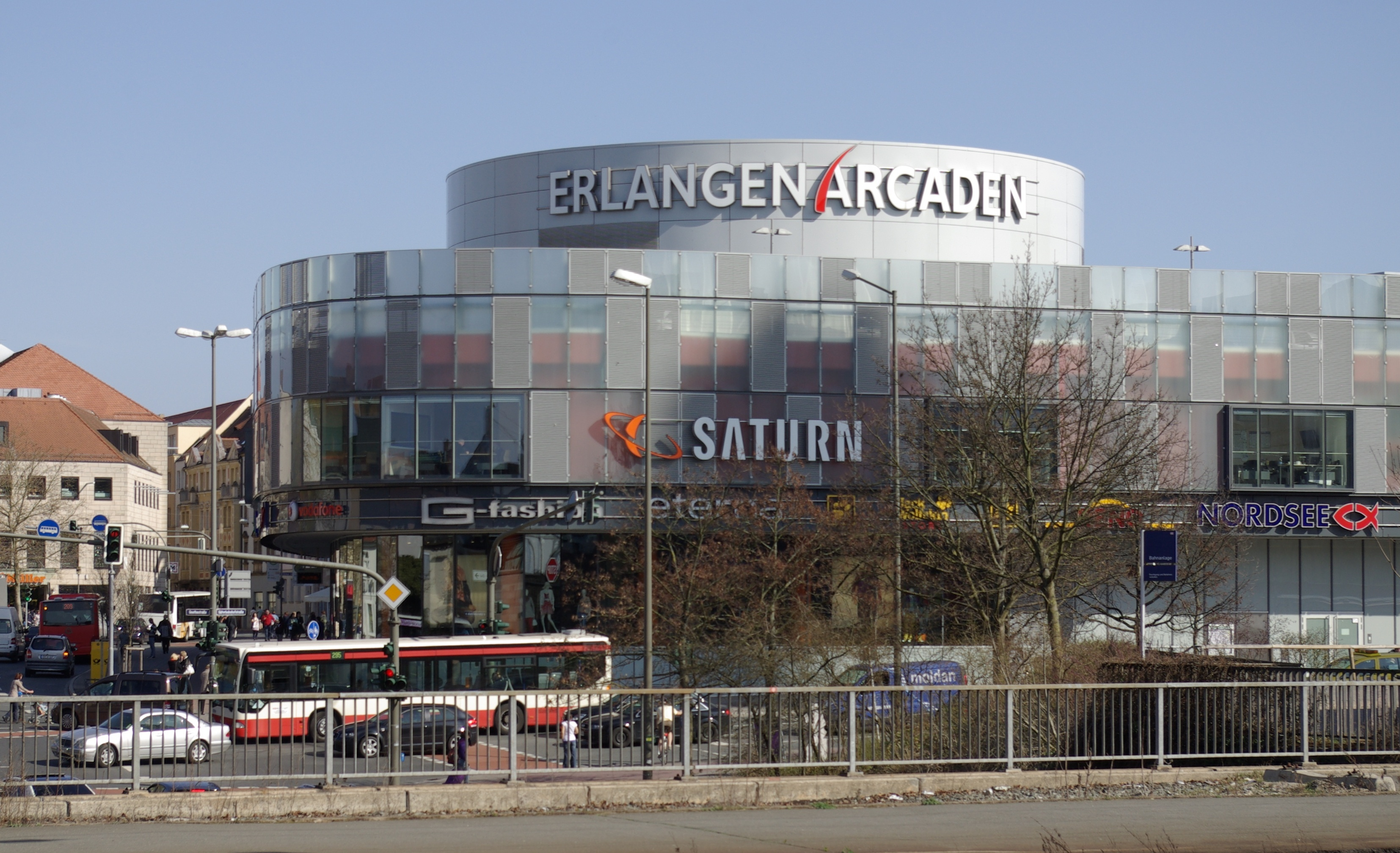
エアランゲン・アルカーデン

2回の住民請求（2004年と2005年）でエアランゲンの住民は旧中央郵便局の敷地にアーケードを建設することを要望していた。これに応えた、3フロアに100軒以上の小売店が並ぶ屋根付き小売店街エアランゲン・アルカーデンを中心に、2007年秋以降のエアランゲン内市街の小売業状況は形成されている。
メイン・ショッピングストリートは、エアランゲンを南北に通っている。北部の、ヴァッサートゥルム通りからシュロス広場（城館広場）やマルクト広場を経由してヘンケ通りのフゲノッテン広場（ユグノー広場）までの間は、ハウプト通りという名称で、純粋な歩行者専用区域となっている。南部のヘンケ通りとラートハウス広場（市庁舎広場）との間はニュルンベルガー通りという名称である。ここは歩行者専用区域に指定されていないが、自動車は終日、日中は自転車の進入も禁止されている。エアランゲン・アルカーデンは、ヘンケ通り/ニュルンベルガー通りおよびニュルンベルガー通り沿いのガレリア＝カウフホーフ＝ノイアー・マルクト付近に入り口があり、メインのショッピングストリートと直接つながっている。

### 教育

#### 学校

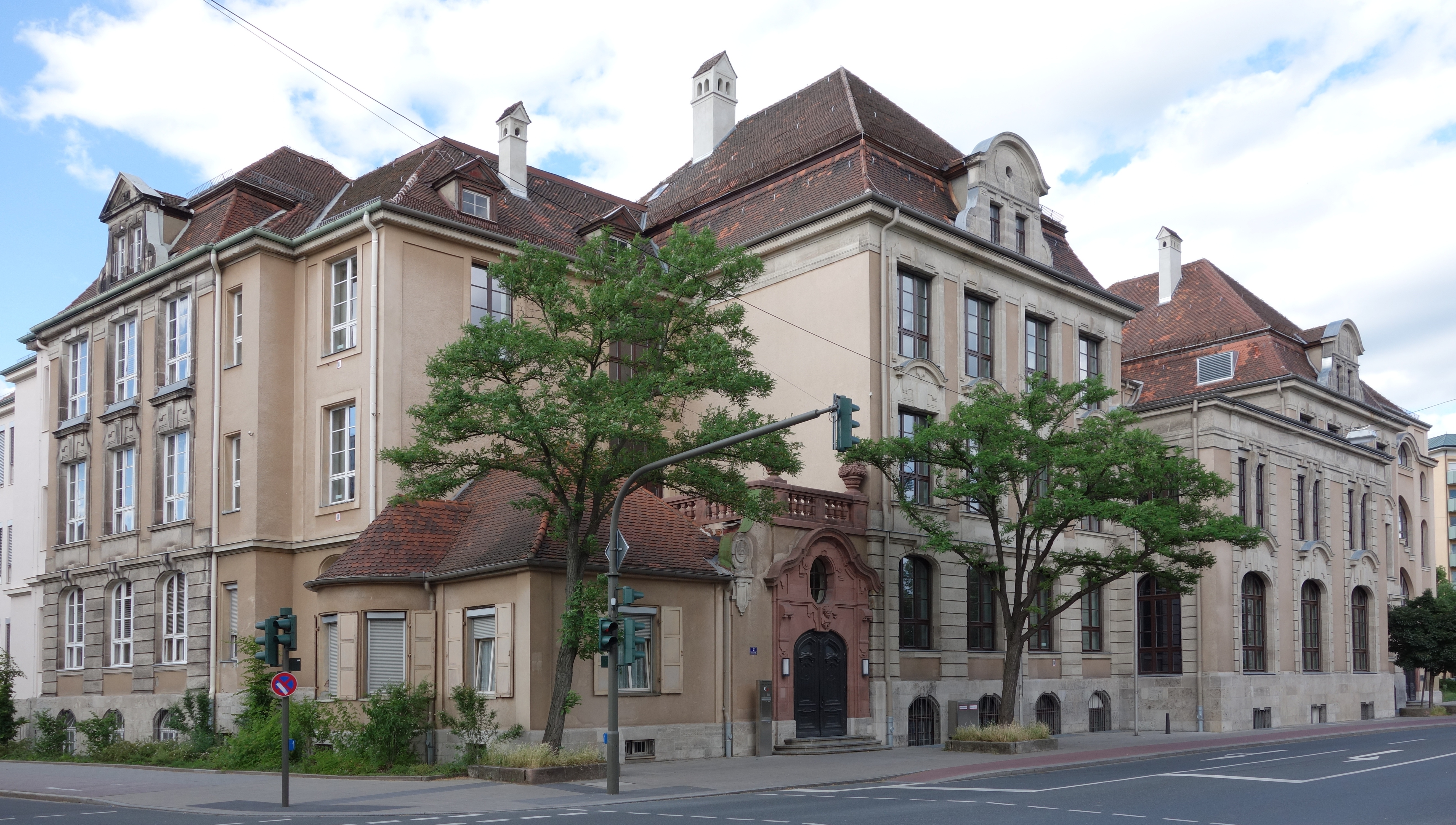
クリスティアン＝エルンスト＝ギムナジウム

エアランゲン市内には、16校の基礎課程学校がある。さらに、本課程学校 4校、実科学校 2校、市立経済学校 1校、看護学校 1校、養護学校 2校、私立学校 4校（モンテッソーリ学園とヴァルドルフ学園 1校ずつを含む）、職郷学校 4校（州立職業高等専門学校とエアランゲン職業高等学校と含む）、ギムナジウム 6校がある。最も古いギムナジウムは、1745年にギムナジウム・イルストレとして設立されたギムナジウム・フリデリキアヌムである。1833年に開校したホルツマルクト（材木市場、現在のユグノー広場）の農業・産業学校は、後にオーム＝ギムナジウムとなった。1873年にローザ・フェーメルとマリア・フェーメルが設立したフェーメル私立女学校は、クリスティアン＝エルンスト＝ギムナジウムおよびマリー＝テレーゼ＝ギムナジウムの母体となった。20世紀後半に人口増加に伴い新設されたのがアルベルト＝シュヴァイツァー＝ギムナジウム（1965年にエアランゲン西高等実科学校として設立された）とエミー＝ネーザー＝ギムナジウム（1974年に南西ギムナジウムとして設立された）である。
第5の私立学校がフランコニアン・インターナショナル・スクール (FIS) である。2008年/2009年の学期に完成して以後、幼稚園から小中学校、高校まで幅広い教育を提供している。インターナショナル・カリキュラムに基づき英語で授業が行われ、第12学年以降、国際的に大学入学資格であると認められている国際バカロレアが修得できる。

#### 学問と研究
エアランゲンは、1743年からの大学都市である。約4万人の学生を擁するフリードリヒ＝アレクサンダー大学エアランゲン＝ニュルンベルクは、ルートヴィヒ＝マクシミリアン大学ミュンヘンおよびミュンヘン工科大学に次ぐバイエルン州で3番目に大きな大学である。
大学周辺には数多くの研究機関がある。たとえば以下のものがある:
- フラウンホーファー集積回路研究所 (IIS) 。MP3データフォーマットの開発で知られる。
- フラウンホーファーシステムおよび建設資材工学の統合に関する研究所 (IISB)[86]
- マックス＝プランク光物理学研究所
- シーメンス AG 研究センター
- バイエルン応用エネルギー研究センター (ZAE バイエルン) の熱センサーおよび光起電力部門
- バイエルン・レーザーセンター (BLZ)

エアランゲンは、「未来の素材」というテーマでニュルンベルクやフュルトとともに、「学問の年 2009」の「学問の出会う場所」10都市の1つに選ばれた。エアランゲンはこの他に、マックス＝プランク財団の「共同支援参加者」である。

## 環境保護
環境保護や自然保護は、1970年代初めにドイツで環境運動が始まって以来、エアランゲンで高い価値観に位置づけられている。一連の国内外からの栄誉が、その努力の成功を証明している。1988年に「欧州環境年1987/88のパートナー」の称号が授与され、1990年と91年には「環境・自然保護の連邦首都」の称号が与えられた。2007年には、環境年に際して「natürlich ERLANGEN」というモットーを発表した。太陽光発電の拡充がその重点である。2003年から2011年までにエアランゲンに設置された太陽光発電機は 16,700 kW と20倍以上になり、エアランゲンの電力需要の 2.0 % 以上をまかなうことができる。エアランゲンは、いわゆる「ゾーラーブンデスリーガ」に参加している。2012年シーズン、大都市間の比較でエアランゲンは第3位であり、欧州ゾーラリーガでは第2位であった。
エアランゲンは、2007年に、それぞれの学校が太陽光発電装置を備えた最初の大都市となった。学校の太陽光発電装置のデータは、「Klimaschutzschulenatlas」（直訳: 気候保全学校地図）としてインターネットに表示されており、学校の授業に利用されている。2011年に、実現した太陽光施設を登録することができる太陽都市計画がインターネットに公開された。

### 交通

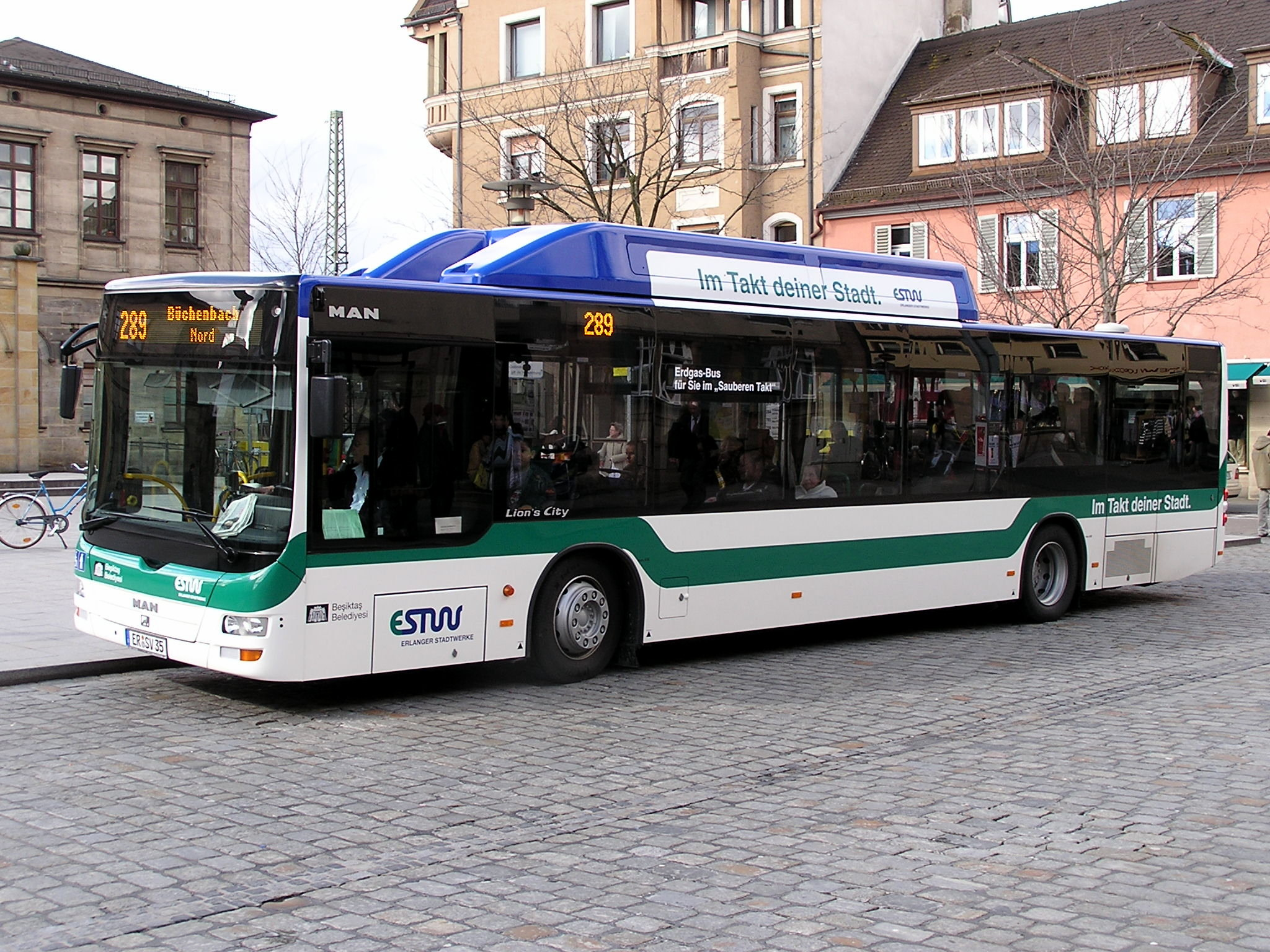
エアランゲン駅前の天然がス・バス

早くも1970年代に、当時の上級市長ディートマール・ハールヴェークの自転車に配慮した交通政策によって、全交通手段に対して自転車が高い比率を占めることの基盤が設けられた。彼の特別な着眼点は、歩道上に自転車レーンを設けることであった。自転車は、市民全体に普及している交通手段である。ブリーフケースを積んだ自転車のペダルをスーツ姿で漕ぐという光景は珍しいものではない。かつては、エアランゲンとミュンスターが「ドイツで最も自転車フレンドリーな街」の座を常に争っていた。
公共近郊交通に天然ガス・バスを採用したことにより、エアランゲン施設局は二酸化炭素や微細粒子物質の排出量削減にも貢献している。

### 自然・景観保護
市内には2つの自然保護区 (NSG) があり、連邦自然保護法 § 23 に従って、最高度の動植物保護がなされている。
- 1964年に自然保護区に指定されたフォイヒトビオトープ（湿地のビオトープ）・ブルッカー・ラヒェは、元々 76 ha の広さであったが、1984年に 110 ha にまで拡張された。自然保護区の南に隣接してテネンローエ森林体験センターがある[97]。これはバイエルン森林行政官庁管轄の9つある森林体験センターの1つである。
- 2010年10月に登録されたエグセルツィールプラッツ自然保護区は、広さ 25 ha の砂地のビオトープで、ザントアクセ・フランケンの一部でもある[98]。

街のすぐ近くに、広さ 934 ha のミッテルフランケンの自然保護区テネンローエの森がある。19世紀末から1990年代まで射撃練習場および駐屯地練兵場として利用されていたこの土地は、南ドイツで残された数少ない広い砂地の生態学システムの1つである。2003年に広さ 50 ha の原生馬放牧地（プルツヴァルスキ馬）が設けられた。
その他の自然保護地区について議論が行われている:
- デヒゼンドルファー・ローエ、ゼーバッハグルントの広さ 56 ha の土地で、広い湿った牧草地や乾燥した森林が保護価値があると考えられている。
- レグニッツタール北側の、西水力発電所の近くの広さ 47 ha の土地は、砂地の乾いた芝地から湿った牧草地までのグラデーションをすべて有している。

自然保護区の他に、エアランゲンには21の景観保護区がある。その総面積は 3,538 ha で、市域全体のほぼ半分にあたる。自然保護区とは異なり、保護措置は、特別な地形・景観とそのレジャー上の価値および効率的な自然のバランス保全にフォーカスが当てられている。これには以下のものがある。
- ビューヒェンバッハの木材運搬路、ビューヒェンバッハ集落とメーナウ森林地区とを結ぶ道で、ビューヒェンバッハの住民達は何世紀にもわたってこの道を使って木材を運搬してきた。こうして木材運搬路が形成され、その周辺では種類の豊かな石灰質での植生が形成されている。
- シュヴァーバッハ川沿いの遊歩道、いわゆる「リヴィエラ」沿いの砂地の石灰質植生。この地域は2000年初めに景観保護区に指定された。
- フートグラーベン・ヴィンケルフェルデルンおよびヴォルフスマンテル (186 ha)。カルヒロイトの西側の、川が湧出する西斜面の窪地。この川はエルタースドルフの西でレグニッツ川に注ぐ。この地域は1983年に景観保護区に指定された。
- ビューヒェンバッハ南西に位置するビムバッハタール。1983年に景観保護区に指定された。
- 広さ 56 ha のグリューナウ地域
- グローサー・ビショフスヴァイアー周辺地域（デヒゼンドルファー湖沼地） (169 ha)
- メーナウ (570 ha)
- デヒゼンドルファー・ローエ (70 ha)
- ゼーバッハグルント (112 ha)
- モーアバッハタール (50 ha)
- レグニッツタール (883 ha)
- アイスグルーベを含むマイルヴァルト (224 ha)
- シュヴァーバッハタール (66 ha)
- コスバッハー湖沼地およびマイン＝ドナウ運河東側の保存森林帯 (157 ha)
- リッタースバッハ (66 ha)
- 連邦アウトバーン A3号線両側の保全帯 (47 ha)
- クロスターヴァルト (197 ha)
- アウラハタール (182 ha)
- レーマーロイトとその周辺 (110 ha)
- バッハグラーベン (9 ha)
- ブルッカー・ラヒェ (331 ha)

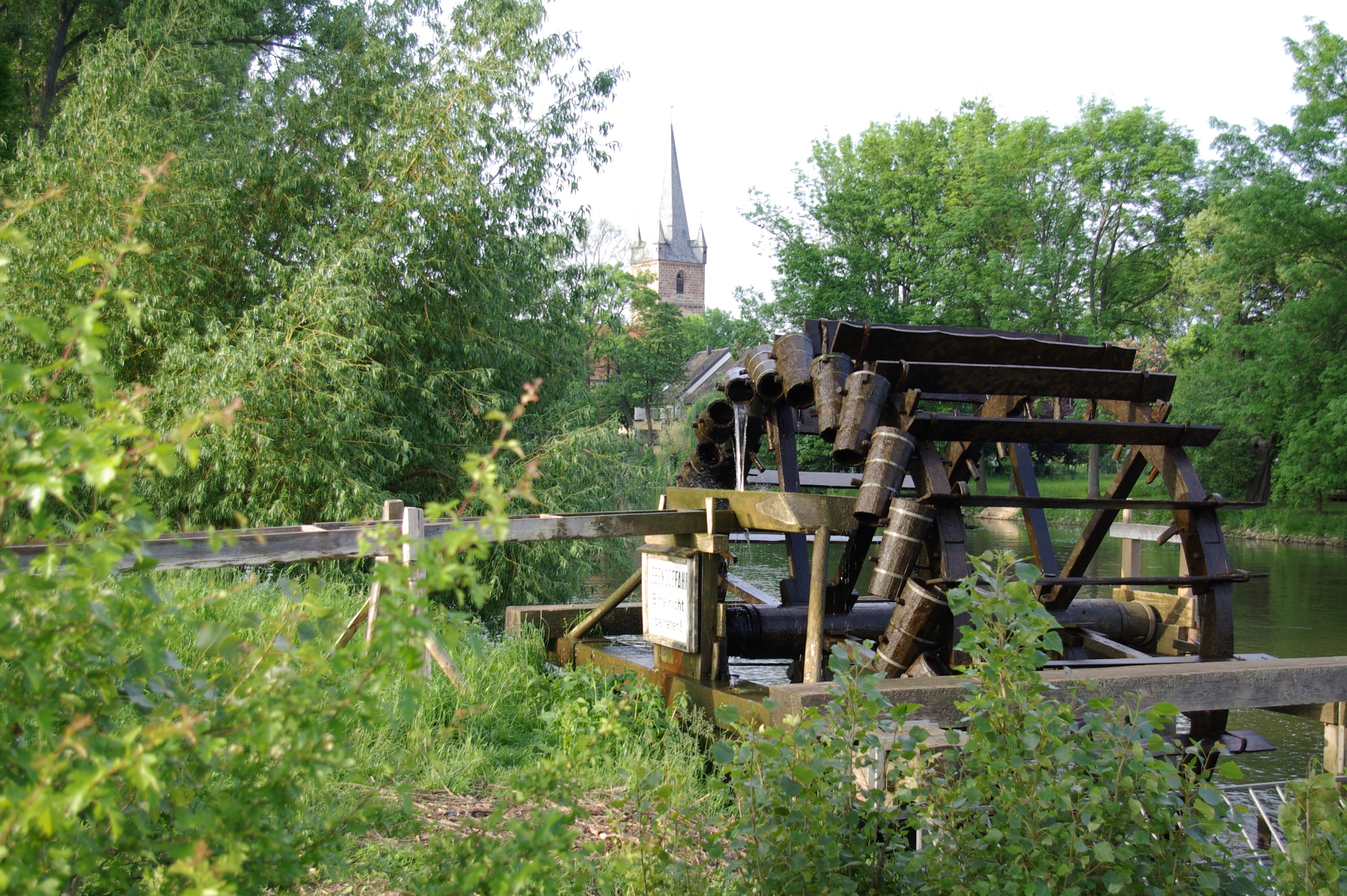
ブルック市区の揚水水車

開発を免れたレグニッツ川の草地は、秋や晩冬にしばしば起こる洪水を安全に流すために保持されている。幅広いレグニッツ川の草地を利用してコウノトリの大きな群棲地が形成されている。ブルック、エルタースドルフ、フラウエンアウラハでは、その巣がいつも見られる。数年前から、内市街に隣接したシュタインバッハ醸造所の煙突でコウノトリのペアが抱卵を行っている。
ブルック市区近くのアウラハ川の草地では、歴史的な揚水水車が2004年に再始動した。他にも約10基の揚水水車がエルランゲン北部のメーレンドルフに存在する。これらは15世紀からほとんど改良されず、完全に木造の水車はかつてレグニッツ川の水を大量に汲み上げ、フュルトやフォルヒハイムにまで供給していた。粉挽き水車を連想させる巨大な木製構造物は、現在、夏の初めにボランティアの協力で組み立てられ、シーズンの終わりに解体保存されている。現在、一部は、地元のコウノトリの食糧基盤となっているフォイヒトビオトープ（湿ったビオトープ）の灌漑に利用されている。

## 文化と見所

### 演劇と映画

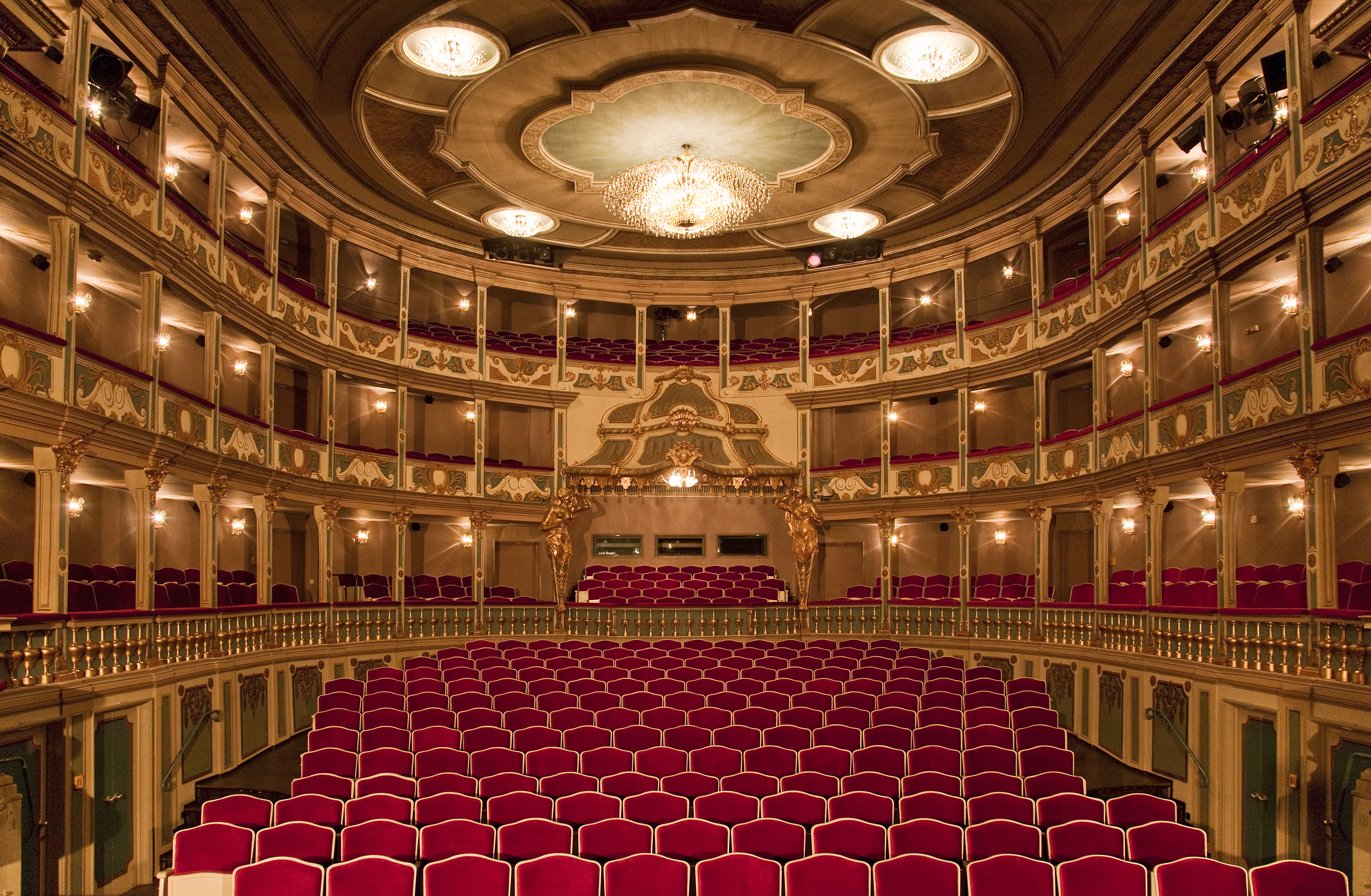
辺境伯劇場

- エアランゲン市は、市立劇場「ダス・テアター・エアランゲン」を運営している。メインステージは辺境伯劇場で、南ドイツで最も古いバロック劇場である。
- この他に「テアター・イン・デア・ガラージェ」が市立劇場に属している。
- また、民営の小劇場「フィフティー＝フィフティー」や劇団「シュトゥーディオビューネ・エアランゲン」がある。
- さらに大学の演劇・メディア学研究所の実験劇場がある。
- 自由演劇は、作業共同体「フライエス・テアター・エアランゲン」に統合されており、市の文化政策に対する代表機関となっている。
- エアランゲンは毎年開催される国際演劇祭「若い芸術家のアリーナ」の開催地である。
- エアランゲンには4つの映画館がある: ノイアー・マルクトのシネスター＝キーノ、ハウプト通りのラムリヒトシュピーレ、文化センター E-ヴェルク、キーノ・マンハッタンである。

#### エアランゲン無声映画音楽の日
1997年から2011年まで、バロック様式の辺境伯劇場は、年に1度映画館となった。プログラムは、多彩な古典的（時には新しい）無声映画作品であった。他の無声映画祭とは異なり、ここではもっぱらアンサンブルやオーケストラの伴奏付きで上演が行われた。いくつかの遺されているオリジナル作品の他、現代の作曲による高品質の新たな作品を聴くことができた。
4日間のフェスティバルはビエンナーレとして構想されたが、その間の年には1日だけの古典無声映画による「幕間」が設けられた。通常のフェスティバルのプログラムには、映画の他に展覧会、演奏家・作曲家・映画専門家と聴衆との対話会、ほぼ24時間営業のライブ演奏のあるフィルムカフェなどが開かれた。2012年以降、無声映画音楽の日はニュルンベルクで開催されている。

### 博物館・美術館

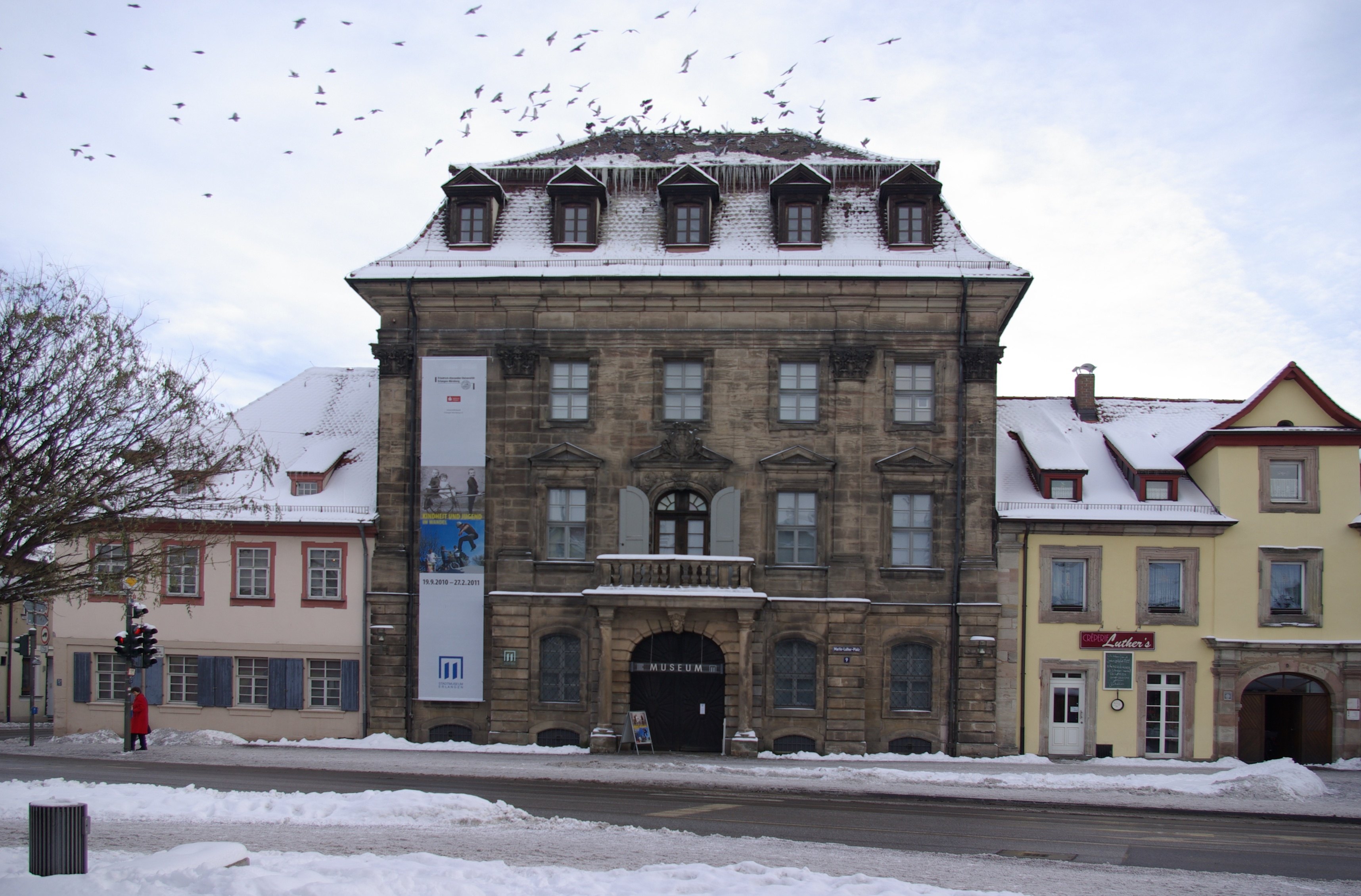
エアランゲン市立博物館

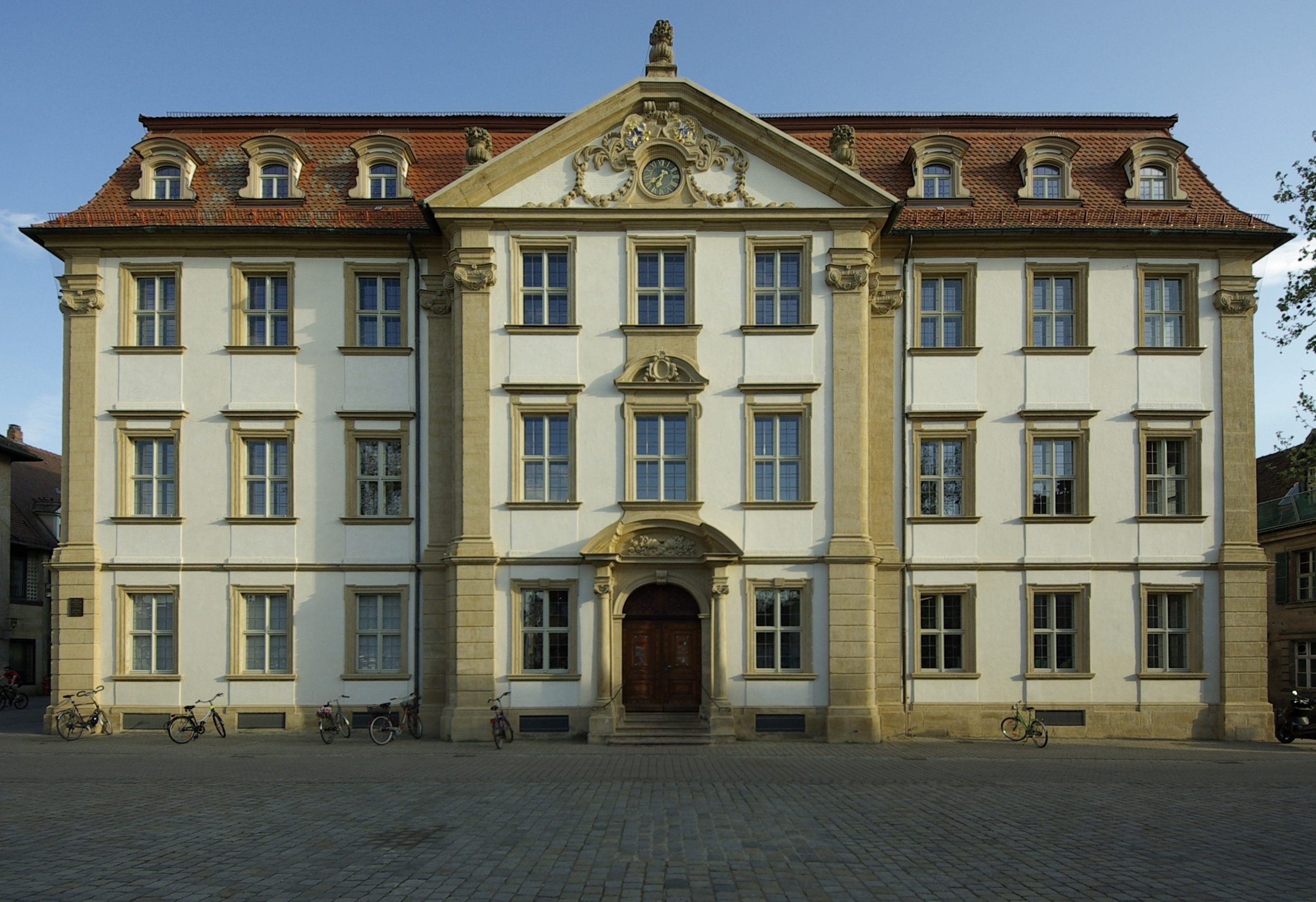
エアランゲン芸術宮殿

市当局は、マルティン＝ルター広場沿いの旧市街市庁舎内に、エアランゲンの歴史を紹介する市立博物館を開設している。フリードリヒ＝アレクサンダー大学のアンティーク・先史時代・原始時代のコレクションが興味深い。
市内にはさらに2つの美術館がある: エアランゲン芸術宮殿（旧市立ギャラリー）は、マルクト広場沿いのバロック宮殿であるシュトゥッターハイム宮殿内にある。この美術館は2007年に美術館棟と呼ばれる箇所の大規模改修のために移転したが、2010年にここに戻され、改名された。芸術宮殿とエアランゲン市立コレクションの責任者は2015年からアメリー・ダイスが務めている。もう一つの美術館は、エアランゲン・アルカーデンのすぐ隣にあるレーヴェニヒの宮殿の美術館である。
ゲバート通り/エッケ・ルイトポルト通りのムゼウムヴィンケルと呼ばれる一角の、シーメンス UB-Med の旧アリーナに、2014年にシーメンス・ヘルシネーアス博物館（シーメンスの医療技術に関する企業博物館）が新設された。ここには、エルヴィン＝モーリッツ・ライニガーのシュロス広場の作業所（1877年）からシーメンス・ヘルスケア（2014年）までのシーメンス医療工学の歴史が紹介されている。

### メディア
日刊紙では、「エアランガー・ナヒリヒテン」にライバル紙はない。全国面は「ニュルンベルガー・ナハリヒテン」と共通で、ニュルンベルガー・プレッセ・ドルックハウス・ニュルンベルク出版が両紙を刊行している。エアランゲンのローカル面はエアランゲンのローカル編集局で作成されるが、1998年以降印刷は完全にニュルンベルクで行われている。ごく希に「フレンキシャー・ターク」が見られる。この新聞のエアランゲン＝ヘーヒシュタット郡向けのローカル版には「エアランゲン」と記されているが、市内では小売店や通信販売でしか入手できない。
1976年1月から左翼志向の月刊誌「ヴァス・レフト」（後に「ヴォルテ・シュタット・ターテン」というサブタイトルがつけられた）があった。この雑誌は地方政治のテーマや国際政治問題を取り扱っていた。新しい ミレニアムの初めに運営団体は、ニュルンベルク＝フュルト＝エアランゲン向けに新たな左翼志向の月刊誌「ラウムツァイト」の創刊を決定した。この雑誌は2005年からインターネットのみとなり、同年に廃刊となった。
それに加えて、限られた読者層向けの一連の雑誌もある。これらはその背景によって、内容、装丁、出版頻度、部数が大きく異なっている。その範囲は、エアランゲン市の広報紙から市区の新聞、教会の会報に及ぶ。市区の新聞の例としては、アルトシュタットフォーラム・エアランゲンの「アルトシュタットツァイトゥング」やビューヒェンバッハの「パズル」などがある。
居酒屋や大学の施設で無料配布されている情報誌「フーゴー!」やニュルンベルク周辺で刊行されているタウン誌「ドッペルプンクト」や「カート」のエアランゲン版がある。
年に4回刊行される季刊誌「ヘルプスト＝ツァイトローゼ」は主にシニア向けである。
「シュトラーセンクロイツァー」はニュルンベルク＝フュルト＝エアランゲン地域向けのストリート新聞で、道路で配布されている。
1987年2月1日からエアランゲン独自のラジオ放送「ラジオ・ダウンタウン」があった。当初は1日9時間放送を行っていたが、その後1日16時間に拡張された。ラジオ・ダウンタウンは、超短波の周波数 95.8 MHz をニュルンベルクの自由ラジオ放送「ラジオ Z」と共有していた。ラジオ・ダウンタウンは、特にフランケン地方のバンドに多くの時間を充てていたことで人気があった。たとえば、フィドラーズ・グリーン、スロウ・ザッツ・ビート・イン・ザ・ギャベイジカン!、メーロンス・オブ・ネーエミアー（2001年からメーロンス・リヒター）、J.B.O.、ヴェルッケン・オールスターズ、ケヴィン・コインといったバンドやミュージシャンが、地域のチャートを通じてより多くの聴衆を開拓することができた。この周波数は、1995年12月3日から NRJグループにより、ラジオ局「エネルギー・ニュルンベルク」に移譲された。

### 音楽
本市の音楽生活は主に、公益法人 演劇およびコンサート協会エアランゲン (gVe) およびサークルや大学（たとえば、エアランゲン青年フィルハーモニーなど）の音楽活動によって家制されている。
1945年にアマチュア音楽家達がエアランゲン室内管弦楽団を創設した
エアランゲンには、シーメンス管弦楽団エアランゲンが存在する。このオーケストラは、1950年から年に3回コンサートを開催しており、市外からも聴衆が訪れる。
ムジークロカールス・スタークラブのオーナーであるフランツ・ゼーベルガーは1978年にマルク・ジーベルクとして「ルッキング・フォア・フリーダム」という歌をヒットさせた。この曲は、1989年にデヴィッド・ハッセルホフのバージョンがドイツ・チャートの1位を獲得した。
ミヒャエル・ホルムは1970年代に何度もドイツのトップ＝ヒットを飾り、その後音楽プロジェクト「クスコ」で何度もグラミー賞にノミネートされた。
ヘヴィメタル・バンド J.B.O. は、4人のエアランゲン出身者で結成され、コンサートでは、ブルワリー・キッツマンのバラ色ラベルのビールが販売されていた。
フィドラーズ・グリーン、フォイアーシュヴァンツ、ビュルビュル・マヌシュはドイツ全土で活動しているエアランゲンのバンドである。
作曲家・ピアニスト・指揮者のヴェルナー・ハイダーはエアランゲンに住んでいる。ジャズや実験音楽の音楽家で作曲家のクラウス・トロイハイトもこの街の住人である。
エアランゲンは、ベルリンのバンド「ホワイエ・デス・アーツ」の、ノイエ・ドイチュ・ヴェレに分類される1982年の流行歌「ヴィッセンスヴェルテス・ユーバー・エアランゲン」（直訳: エアランゲンについて知っておくべきこと）のテーマとなっている。
かつてデヒゼンドルファー・ヴァイアーのディスコ「ブラック・レディー」でディスクジョッキーを務めたこともあるギタリストで音楽プロデューサーのクリス・ミケは1981年にエアランゲンでバンド「ミッドナイト・シャドウズ」を結成した。このバンドは、結成直後に「サンダー」と改名し、1985年までに多くの成功を収めた。「サンダー・ザ・レジェンド」は1997年に再結成した後、カントリー・ミュージック/ロカビリーの分野で活動を行っている。

#### 舞踊・民俗フェスト
エアランゲン市は、1970年代から1980年代に市のレジャー課が組織した民俗フェスティバルがとても有名であったが、このイベントシリーズはやがて完全に姿を消した。しかし、1998年から、エアランゲンの民俗フェストの伝統を引き継ぎ、2年に1度の国際民俗舞踊フェスティバルが再開された。この民俗舞踊フェストは、ワークショップで「民衆の踊り」（たとえば、アイルランド、ブルターニュ、ブルガリア、ギリシア、イスラエルなどのダンス）を学び、ライブ演奏の「タンツネヒテン」（ダンスの夜）で踊ることができる（バルフォーク、ケーリ、フェスト＝ノズ）、ドイツでも数少ないフェスティバルの1つである。このフェスティバルは、4月末から5月初めに開催され、「タンツ・イン・デン・マイ」（5月の踊り）を含んでいる。毎回初めから、重点テーマ（たとえば、アフリカやドイツと国を指定したり、子供向け、高齢者向けなど）が様々な側面から検討される。
3から5日間のフェスティバルは、クラブ「エアランガー・タンツハウス e.V.」の会員や友人およびシュトゥデンテンヴェルク・エアランゲン＝ニュルンベルクのボランティアによって組織・運営されており、ドイツ全土から観光客が訪れる。訪問客は、一方では様々なダンススタイルについての情報を得ることができ、他方では関連分野の知識を深めることもできる。2002年には「エアランゲン1000年祭」の祝典の一環として舞踊・民俗フェストが開催され、エアランゲンの姉妹都市のダンスが同じステージで一斉に繰り広げられた。

### 文化賞
1962年から1991年までと、2006年から再び、エアランゲン市は文化賞を授与している。

### スポーツ
エアランゲンには、スポーツ連合エアランゲンに加盟する数多くのスポーツクラブが存在する。大きなスポーツクラブとしては、TV 1848、TB 1888、SGS、SpVgg 1904、FSV エアランゲン＝ブルック、ATSV 1898 エアランゲンがある。
TB 1888 と SGS のそれぞれの水泳部門が合併して設立された SSG 81 エアランゲンは、長らく成功の基盤を築いてきた。双子の兄弟であるビョルン・ツィカルスキーとベンクト・ツィカルスキーは1996年のオリンピックで銅メダルを獲得した。ニュルンベルクのハナ・シュトックバウアーは2003年に3つの水泳世界女王となった。テレーザ・ローマンは何度も国内外のマイスタータイトルを獲得し、ダニエラ・ゲッツはドイツ水泳連盟杯で多くの国際メダルを獲得し、他にも国際タイトルを保持している。若手も常にジュニア・タイトルを手にしている。レーテルハイムバートの競技用水泳ホールは2004年に上級市長ジークフリート・バライスの提案で建設されたもので、「ハナ＝シュトックバウアー＝ハレ」と命名されている。しかし多くの市民や市議会議員が納得しなかっただけでなく、シュトックバウアー自身もこれになじむことができなかった。
TB 1888 の陸上部門も大きな成功を収めた。1992年のオリンピックの 110メートルハードルで銅メダルを獲得したフローリアン・シュヴァルトホフもこのクラブで育成された選手であった。
エアランゲンにはハンドボールの長い伝統がある。1990年代には、時には2つのクラブがブンデスリーガ2部南部地区（室内ハンドボール）でプレイした: CSG エアランゲン（1989/90年シーズンから）と HG エアランゲン（1996/97年シーズンから）である。後者は TB 1888 と TV 1848 のそれぞれのハンドボール部門が合併して設立されたクラブである。2000/01年シーズンの後、HG が2部リーガから陥落した。2001年に CSG と HG が合併して HC エアランゲンが結成された。このクラブは2003/04シーズン以後レギオナルリーガ南部に降格した。このクラブは、2007/08年シーズンにブンデスリーガ2部に昇格し、2014年には初めてハンドボール・ブンデスリーガに昇格した。
コスバッハ地区には、ライトクラブ・エアランゲン e.V.（エアランゲン乗馬クラブ）の厩舎と馬場がある。
その他のスポーツもエアランゲンでは古くから楽しまれている。タンツ＝トゥルニーア・エアランゲン（ダンスクラブ）は1949年に設立された、バイエルン州で最も古いダンススポーツクラブの1つである。このクラブはバイエルン州ダンス競技連合 (LTVB) の設立メンバーの1つである。
1890年1月15日に設立されたドイツ・アルペン協会 (DAV) のエアランゲン・セクションは、会員数 9,432人（2018年12月31日現在）のこの街最大のスポーツクラブである。このセクションは、エッツターラー・アルペンのエアランガー・ヒュッテ、フレンキシェ・アルプのアーテルスホーフェンのファルケンベルクハウス、エアランゲン＝レーテルヘイムパルク市区の DAV-クレッターツェントルムを管理・運営している。

### 年中行事

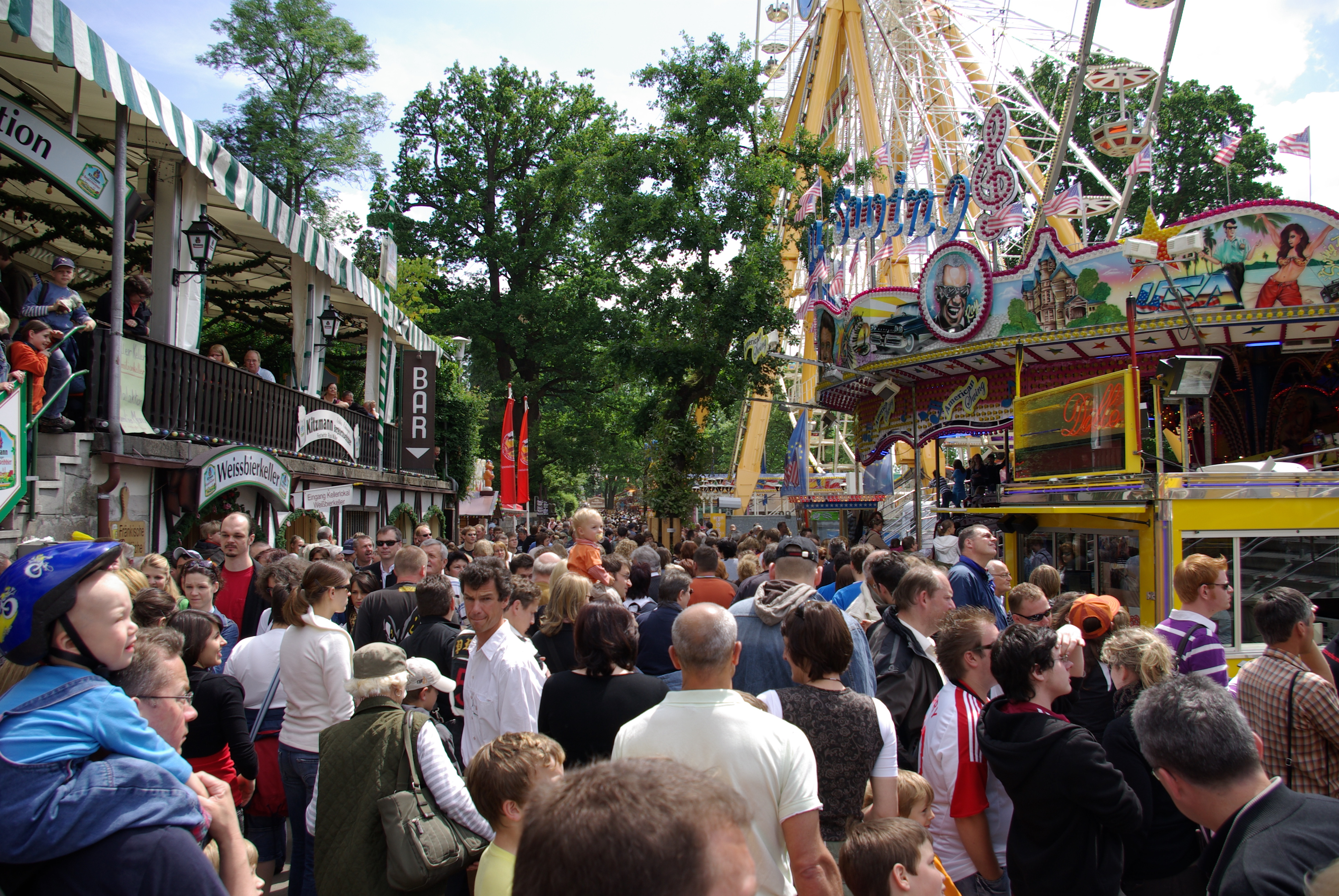
2009年のベルクキルヒヴァイ

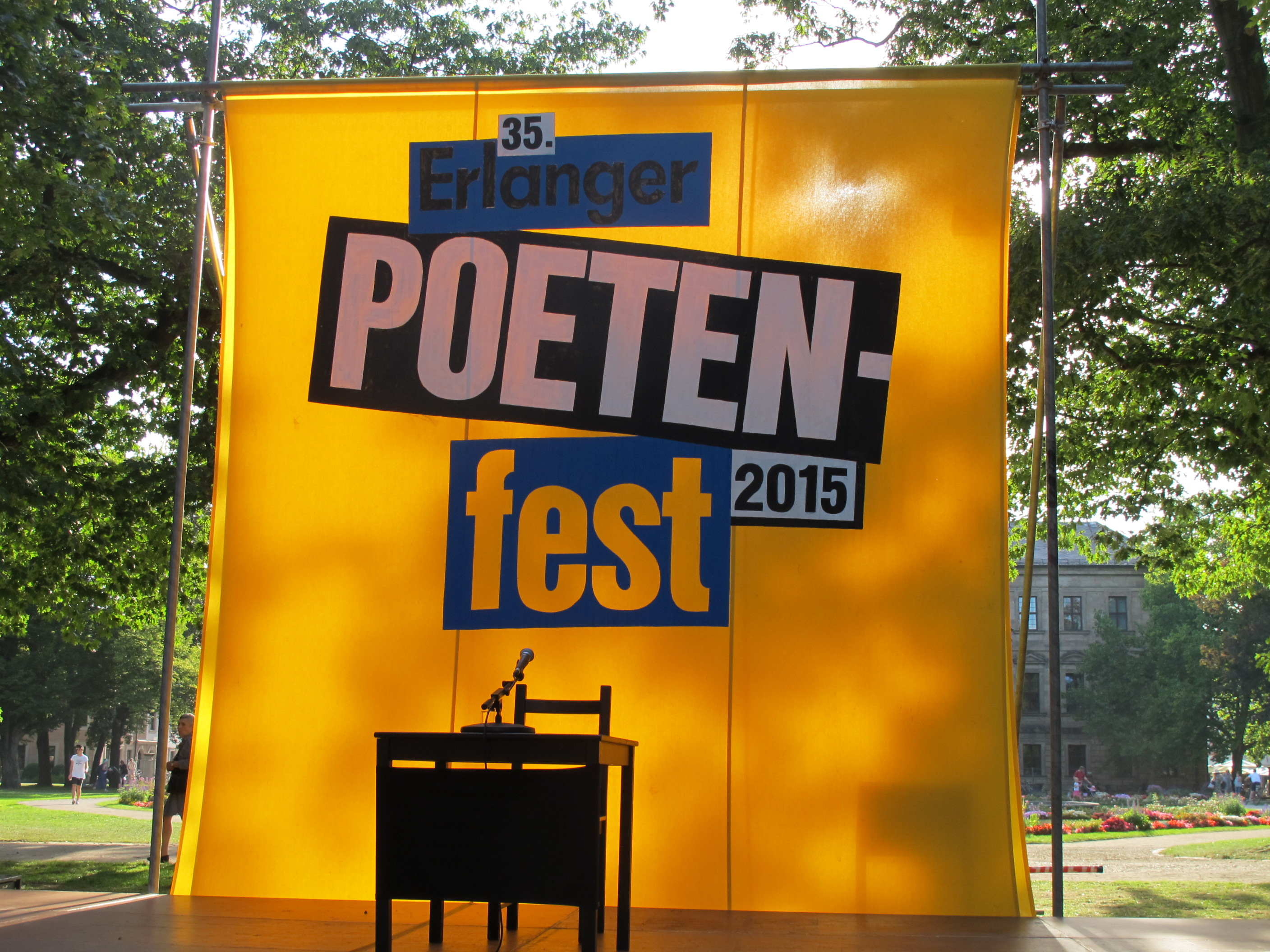
2015年のエアランゲン詩人祭メインステージ

- 毎月: ポエトリー・スラム（英語版）。2007年から E-ヴェルクで開催[107]。
- 1月: エアランガー・シュピーラーターゲ。1987年から E-ヴェルクで開催。
- 2月: 青年の研究と生徒の実験[108]の地方コンクール。1989年からハイリヒ＝ランデス＝ハレで開催。
- 4月末: ウィークエンド・オブ・フィアー。怪奇映画の映画祭
- 5月/6月（聖霊降臨祭の日曜日前の木曜日から）: ベルクキルヒヴァイ。1755年から
- 奇数年の5月/6月: 国際人形劇フェスティバル。ニュルンベルク、フュルト、シュヴァーバッハと共同で開催される。1979年から
- 偶数年の6月: 国際コミック＝サロン。1984年から
- 7月: 国際演劇フェスティバル「若い芸術家のためのアレーナ」
- 7月: フリードリヒ＝アレクサンダー大学の城館庭園祭
- 8月: マルクト広場祭。手工芸、芸術、習俗が披露される
- 8月: エアランゲン詩人祭。1980年から
- 10月: 「学問の長い夜」。2003年から隔年
- 12月: シュロス広場（城館広場）でのクリスマスマーケットと、ノイシュタットのキルヒェン広場（教会広場）での歴史的なクリスマスマーケット。

国際人形劇フェスティバル、国際コミック＝サロン、エアランゲン詩人祭は、2000年頃に資金不足から存続の危機に瀕した。少なくとも後者2つは、新しいスポンサリング＝コンセプトによるものもあったが、特に国際コミック＝サロンによってホテルや飲食店が記録的な売り上げを得られたことから市の支援を得られるようになった。

### 見所

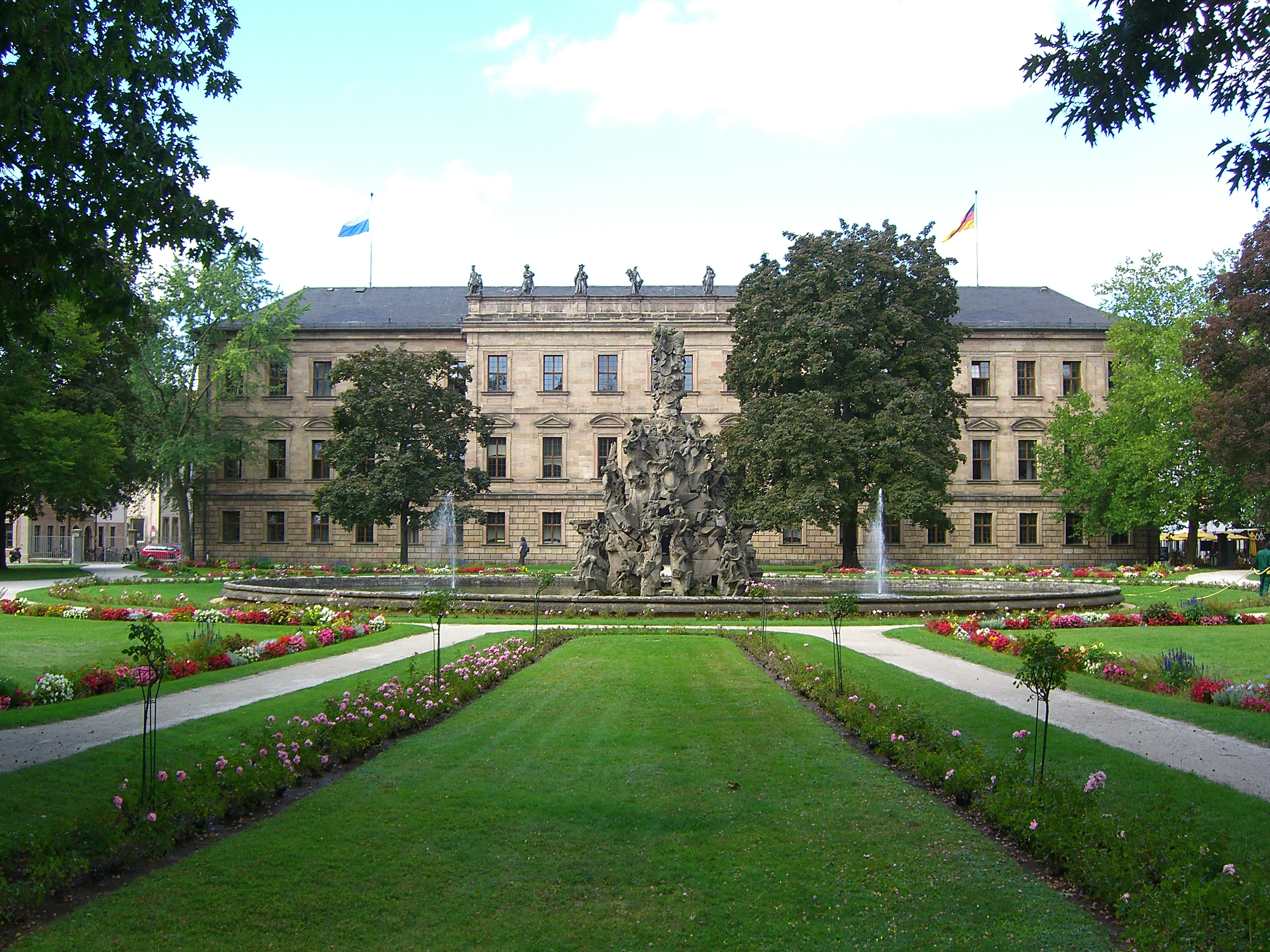
エアランゲン城の城館庭園と本館東ファサード

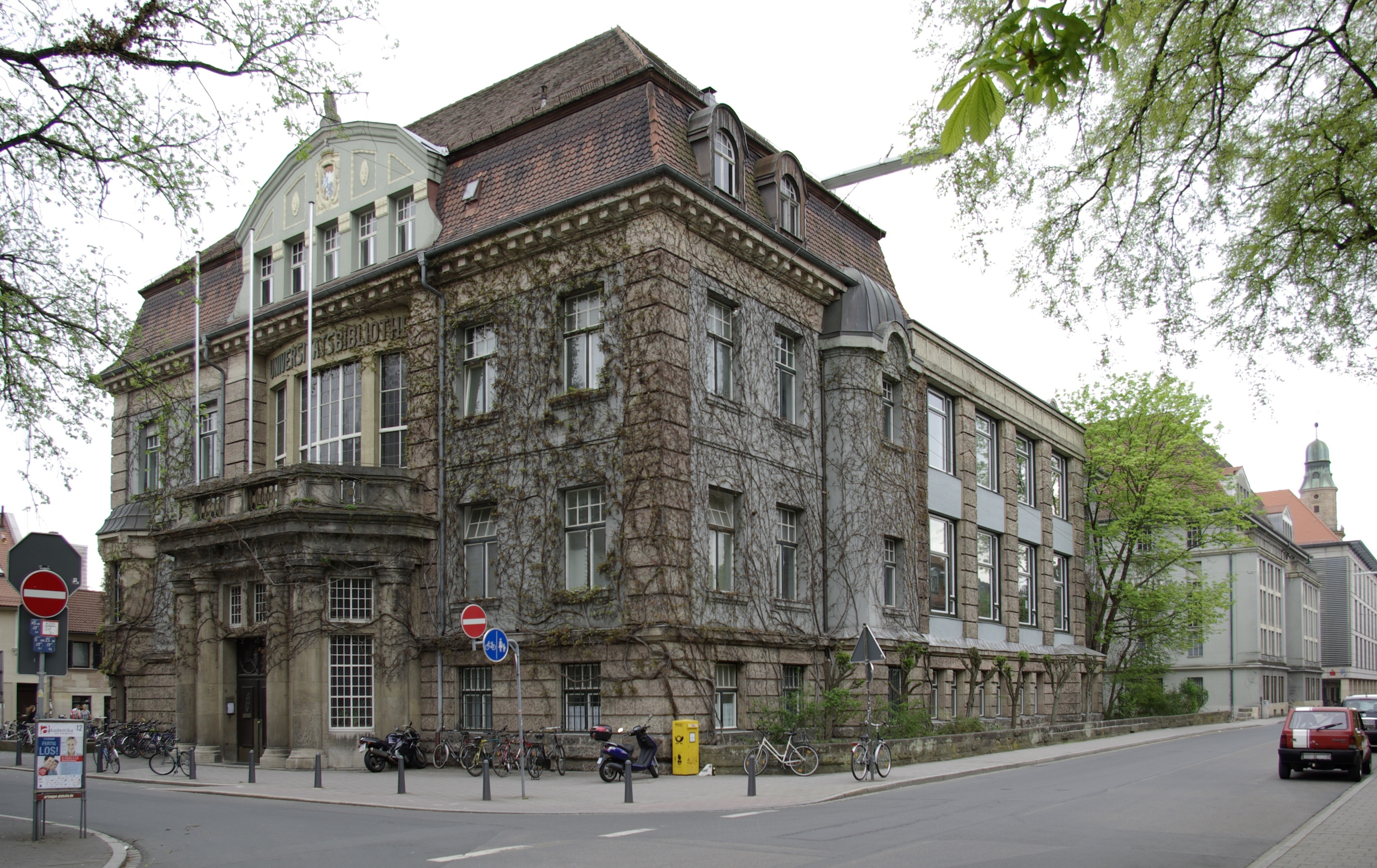
エアランゲン大学付属図書館の旧館

- 現在の内市街、かつてのエアランゲン新市は、アンサンブルが見所である。バロック様式の計画・理想都市として建設され、現在も真っ直ぐな道路や広場の配列や、3-4階建てで同じ面を通りに向けた統一されたファサードが保たれており、この種のものとしてはドイツ屈指の重要で良く保存された街並みの1つである。
- 辺境伯の城館、シュロス・ウント・マルクト広場（城館＝市場広場）、シュロスガルテン（城館庭園）とその中に建つオランジュリー、旧コンコルディーン教会（現在の地理学会）、ユグノー派の泉、クリスティアン・エルンスト辺境伯の騎馬像
- 辺境伯劇場、南ドイツ最古のバロック劇場の作例
- シュトゥッターハイム宮殿、この宮殿内に市立図書館と市立ギャラリーが入居している。
- エグロフシュタインの宮殿、1718年に、当時の街の辺縁部にエグロフシュタイン男爵カール・マクシミリアンのために建設された。特に見応えがあるのは、ドメニコ・カデナッツィが制作した豪華な化粧漆喰の天井を持つフェストザール（祝典ホール）である。1749年に市がこの建物を獲得し、その後は主に大学が所有した。これ以後、この建物は様々な用途に利用された。たとえば、救貧院、タバコ工場、様々な学校などである。1998年の改修後には、最終的に市民大学が利用している。この建物内には、詩人でオリエント学教授のフリードリヒ・リュッケルトが住んでいた。
- 旧水道塔（アプフェル通り 12番地）は1705年に、新市で最初の塔として建設された。元は7階建てで、植物園、泉、オランジュリーの噴水に水を供給するために用いられた。1818年から大学の所有となり、城館庭園に面した研究施設に水を供給するのに利用された。1876年に老朽化のため3階分が取り壊された。1839年から1897年まで、2つのスペースが大学の監禁室として利用された。このうち1室は、現在もそのまま保存されている。
- マルティン＝ルター広場の旧市街市庁舎。この市庁舎は、1706年に古い市庁舎が旧市街の火災により焼失したため、1733年から34年にマルティ＝ルター広場の東中央正面に建設された。1812年に新市と市役所機能が統合された後、この建物は様々な用途に転用された。1964年以後この建物は市立博物館として利用されている。この建物は1988年に改修された。
- 簡素で小さなブルクベルク礼拝堂は、本市で最も古い建物である。この建物はおそらく15世紀に建設されたのだが、驚くべきことに1709年になるまで市の歴史にも教会の歴史にも記述されていない。これは隠修士の草庵であり、市壁の外で、おそらく老人介護の役割を担っていた。現在もこの周辺は老人介護施設となっている。
- ブルクベルクのプラーテンホイシェン（直訳: プラーテンの小さな家）。詩人のアウグスト・フォン・プラーテン＝ハラーミュンデ（ドイツ語版、英語版）は1824年の夏にここで詩劇「Der Schatz des Rhampsinit」を完成させた。
- ブルクベルクの旧ビール倉庫
- 旧市壁跡。1945年にアメリカ軍の戦車が通過する際にニュルンベルガー門が損傷し、最終的に爆破されたことを説明する案内板を含む。
- レーヴェニヒの宮殿、18世紀半ばにヨアヒム・クリストフ・ヘールによってバロック様式で建設され、1817年からレーヴェニヒ家の住居兼タバコ工場として利用された。1941年までこの家族の所有であったが、その後郵便局として利用され、現在は美術館となっている。
- 1910年から1913年にユーゲントシュティールで建設された大学図書館旧館、ブランデンブルク＝バイロイト辺境伯フリードリヒの私有図書館が入居していた。この図書館は、数多くの、値段がつけられないほど貴重な手稿、辺境伯のコレクション、コインのコレクションを収蔵している。

- エアランゲン新市街ハルプモント通りの町並み
- エアランゲン城のオランジュリーとユグノー派の泉
- 旧コンコルディーン教会
- クリスティアン・エルンスト辺境伯騎馬像
- エグロフシュタインの宮殿
- アプフェル通りの旧水道塔
- ブルクベルク礼拝堂
- プラーテンホイシェン
- レーヴェニヒの宮殿

### 近代建築

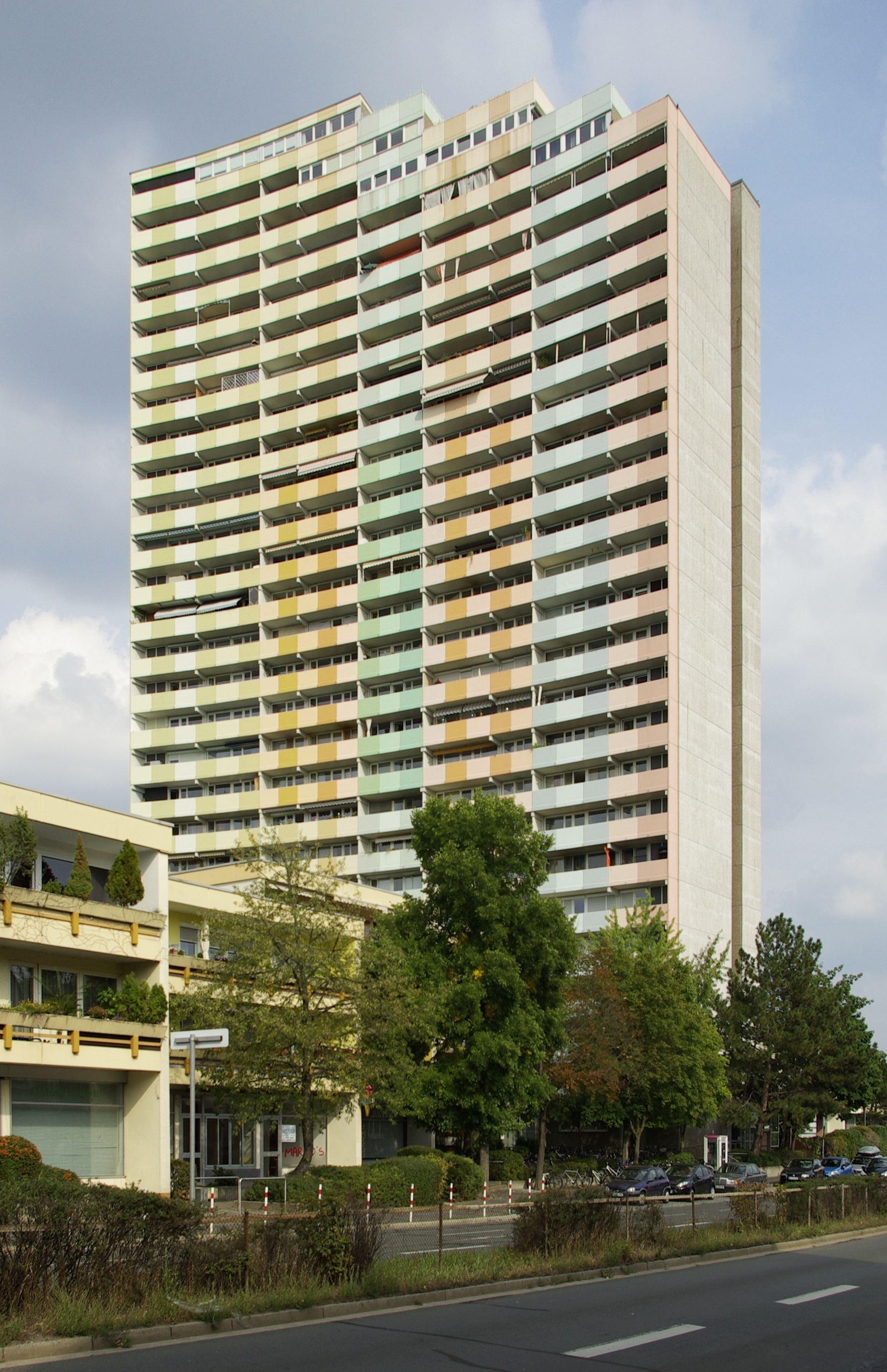
ランガー・ヨハン

- 地元で「ランガー・ヨハン」（直訳: のっぽのヨハン）と呼ばれるザンクト・ヨハン 6番地の家屋。1972年にオープンした、有効面積 24,000 m2 のこの高層建築複合体は、バイエルン最大の住居建築とされている。

### 教会
- フゲノッテン広場（ユグノー広場）の福音主義改革派ユグノー教会、フランス外のユグノー教会で最も古いものである。
- 旧市街の教区教会（三位一体教会）
- 新市街の教区教会（大学教会）
- 新市街の墓地教会
- マルティンス教会（マルティンスビューラー教会）
- シュタットオステンのマルクス教会
- オーム広場のマテウス教会（オラトリオ教会）
- シュトイダハ地区の聖ミヒャエル礼拝堂
- シュー通りの新使徒派教会（ドイツ語版、英語版）
- ロシア正教会
- エアランゲン/ビューヒェンバッハのマルティン＝ルター教会
- アルト＝エアランゲンのヨハニス教会
- カトリックのヘルツ＝イェズ教会
- カトリックの聖ボニファツ教区教会
- カトリックの聖ゼーボルト教区教会

- 新市街の墓地教会
- マルティンスビューラー教会
- シュタットオステンの聖マルクス教会
- エアランゲン聖マテウス教会
- アルト＝エアランゲンのヨハニス教会
- 聖ボニファツ教会
- 聖ゼーボルト教会

### 記念碑

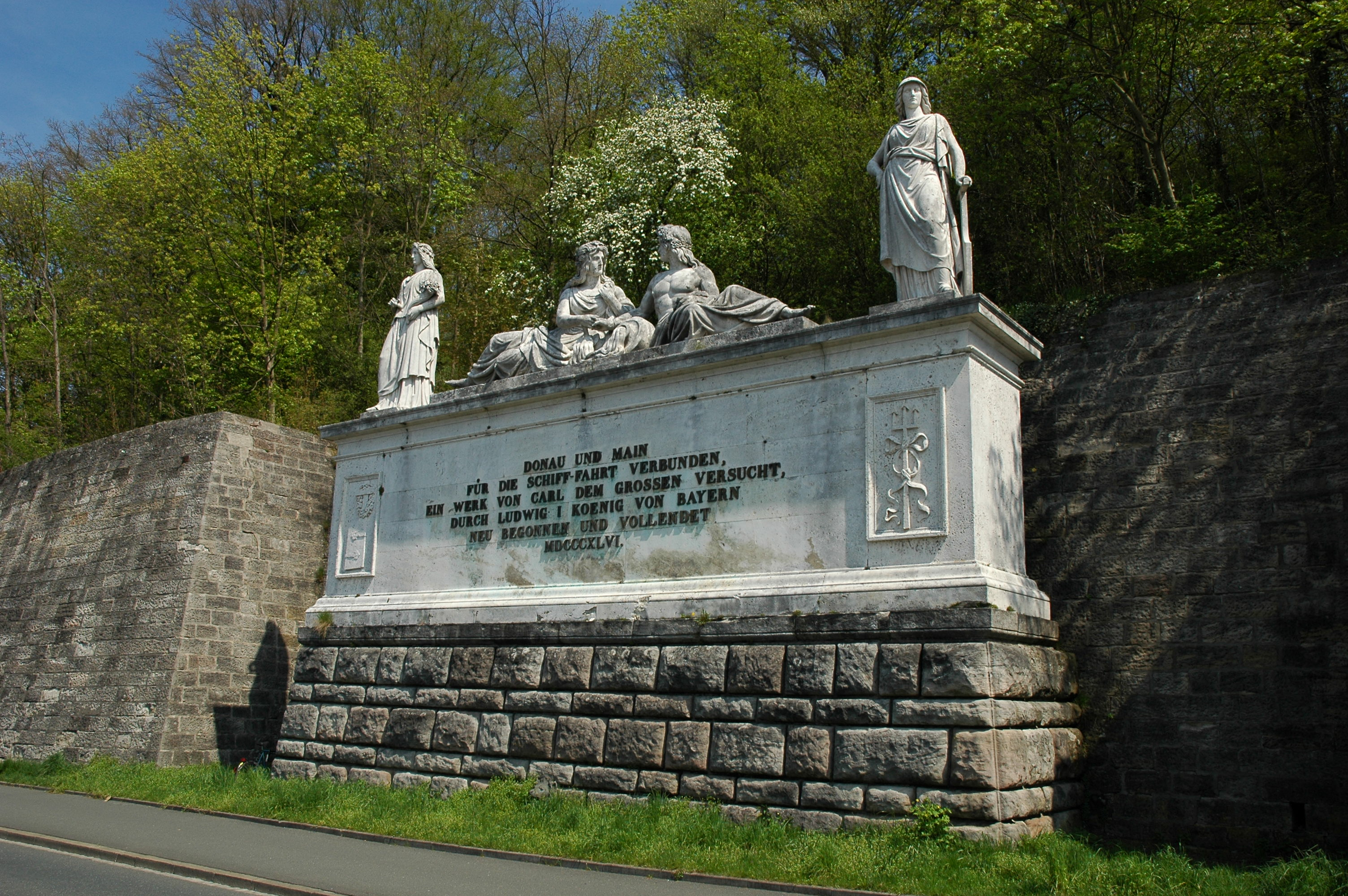
運河記念碑

- 運河記念碑（ルートヴィヒ＝ドナウ＝マイン運河）
- 城館広場のフリードリヒ3世の辺境伯記念碑。ルートヴィヒ・シュヴァンターラー（ドイツ語版、英語版）が設計し、ヨハン・バプティスト・シュティグルマイアーが鋳造したこのブロンズの立像は、バイエルン王ルートヴィヒ1世が1843年に創立100周年を記念して大学に贈ったもので、明白に大学創設者に捧げられたドイツ最初の例である。
- 城館庭園のクリスティアン・エルンスト辺境伯騎馬像

- 辺境伯記念碑

### 泉
市内および市区には数多くの泉がある:
- マルクト広場のパウリの泉

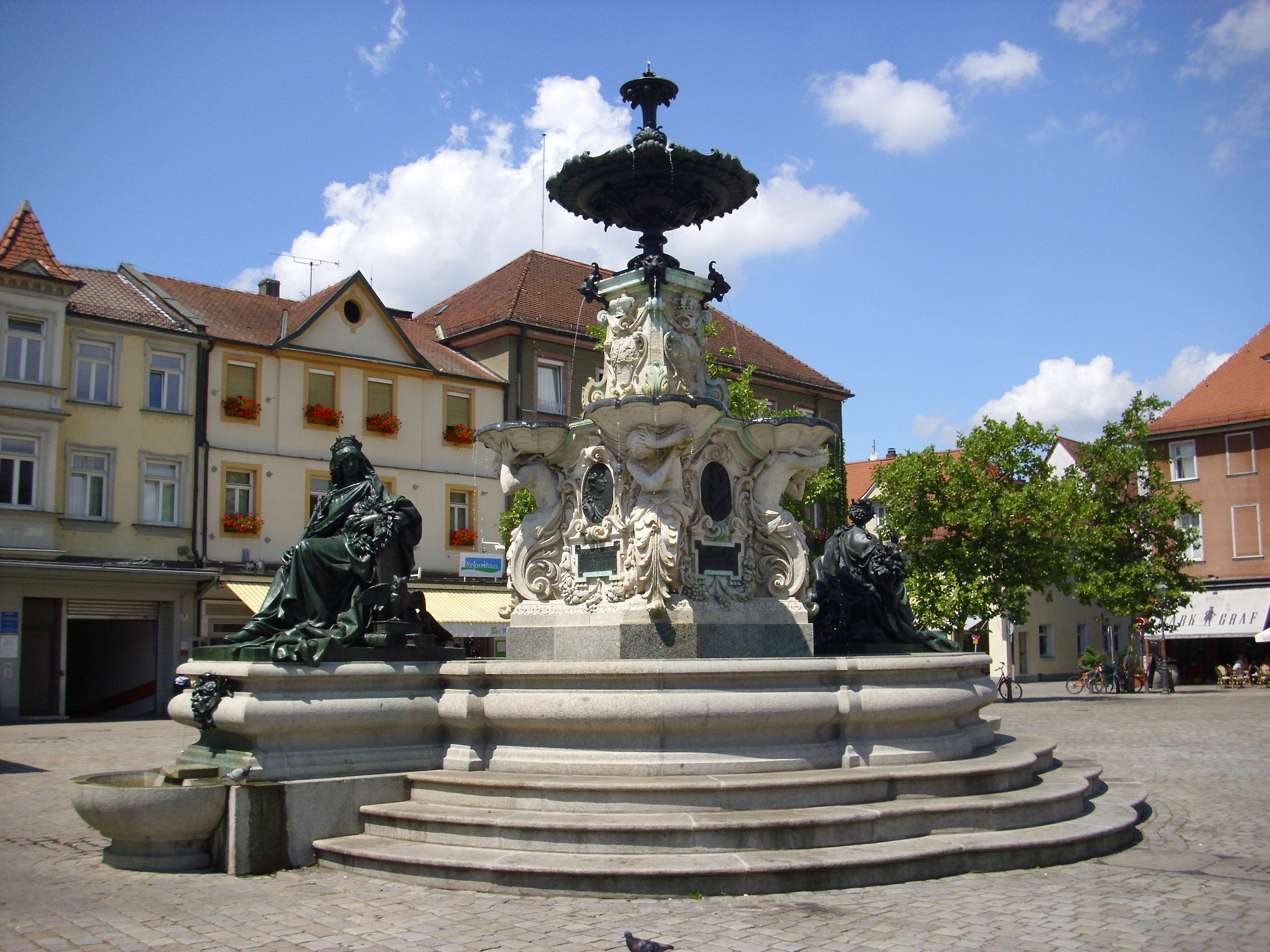
パウリの泉

- エリーゼ＝シュペト通り 7番地（ヴェルナー＝フォン＝シーメンス実科学校の中庭）のミュールシュタインの泉
- 城館庭園のユグノーの泉
- 城館庭園のイルカの泉
- 城館庭園のリュッケルトの泉
- ルッカーの泉。ラートハウスマルクトの、彫刻家ハンス・ルッカーのほっそりとした金属像。エアランゲンの人口が10万人を超えたことを記念して設けられた。
- リングの泉。ブラームス通りとヴェルナー＝フォン＝シーメンス通りとの角にある。ベルンハルト・ラインによって造られた。
- オーム広場のオームの泉
- ボーレン広場のクヴェルシュタイン・イム・ラビリンス。2002年の市の記念年にベルンハルト・ラインによって造られた。
- マイルヴァルトの泉。シュライフミュール通りとエプラルト通りの角にある。桶型にくりぬかれ、制作年の1965と銘文を焼き付けられた木材が設けられた。腐食した桶は2007年に取り除かれた。
- マクシミリアン広場のブルネンブーベルル[110]。

- イルカの泉
- リュッケルトの泉
- ルッカーの泉
- リングの泉
- オームの泉
- クヴェルシュタイン・イム・ラビリンス
- ブルネンブーベルル

### 公園
- 城館庭園
- 植物園

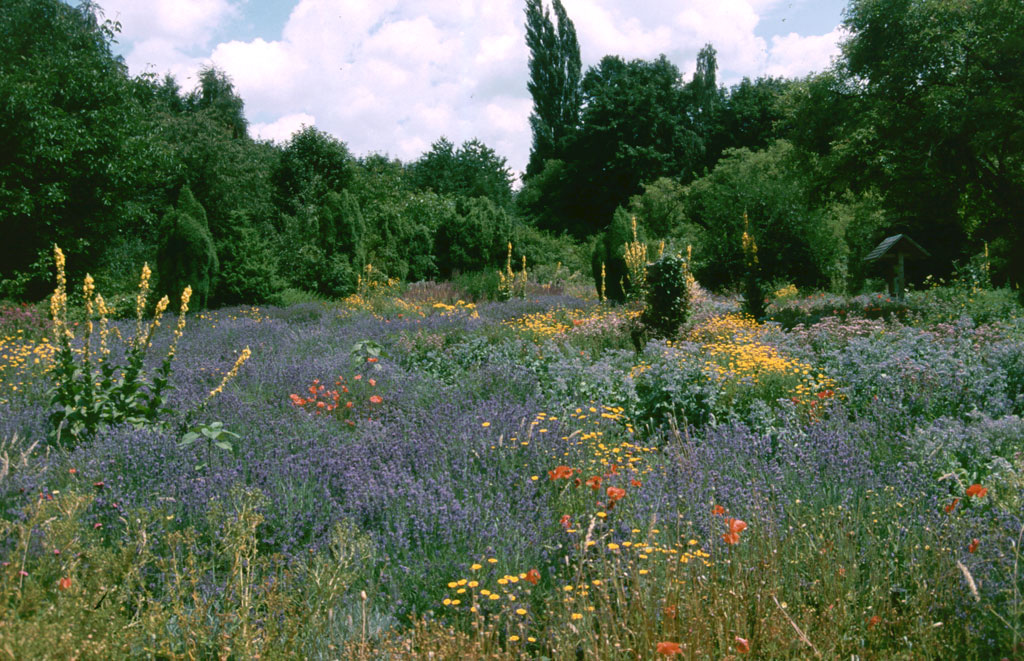
アロマガルテン・エアランゲン

- アロマガルテン・エアランゲンは1979年から1980年に、植物学者で薬剤師のカール・クノプロッホの主導で、パルムスアンラーゲ通り沿いのシュヴァーバッハ川の草地に 9,000 m2 以上の広さで設けられた。ここは、以前はエアランゲン郡立病院の菜園として用いられていた。アロマガルテンには、1000以上の土着および外来の芳香植物が栽培されている。これらの植物は、その芳香性のオイルが医療、香辛料、あるいは化粧品に利用されている。
- ブルクベルクガルテン、ハインリヒ・キルヒナーの像がある

### 主な広場

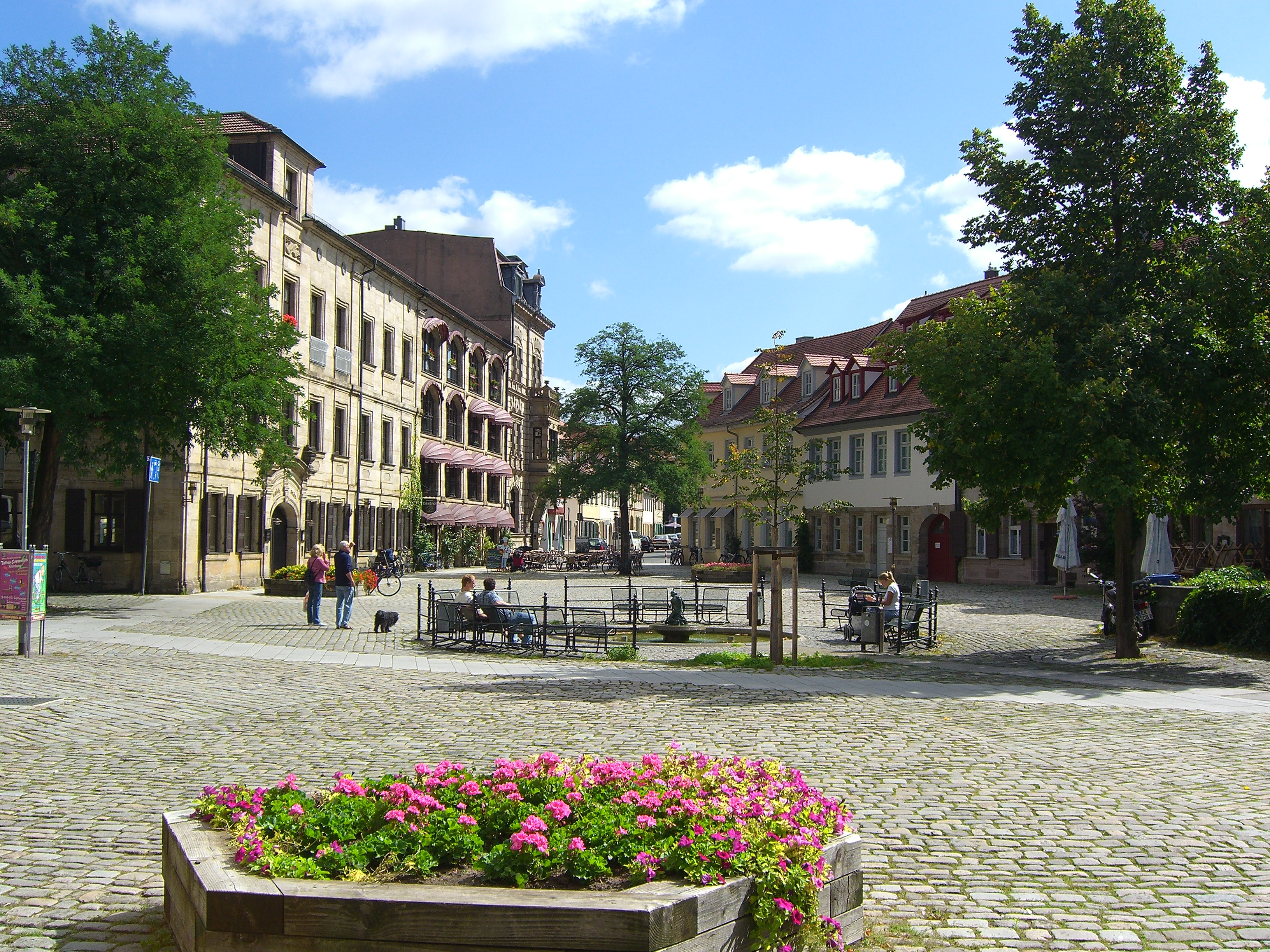
旧市街の教会広場

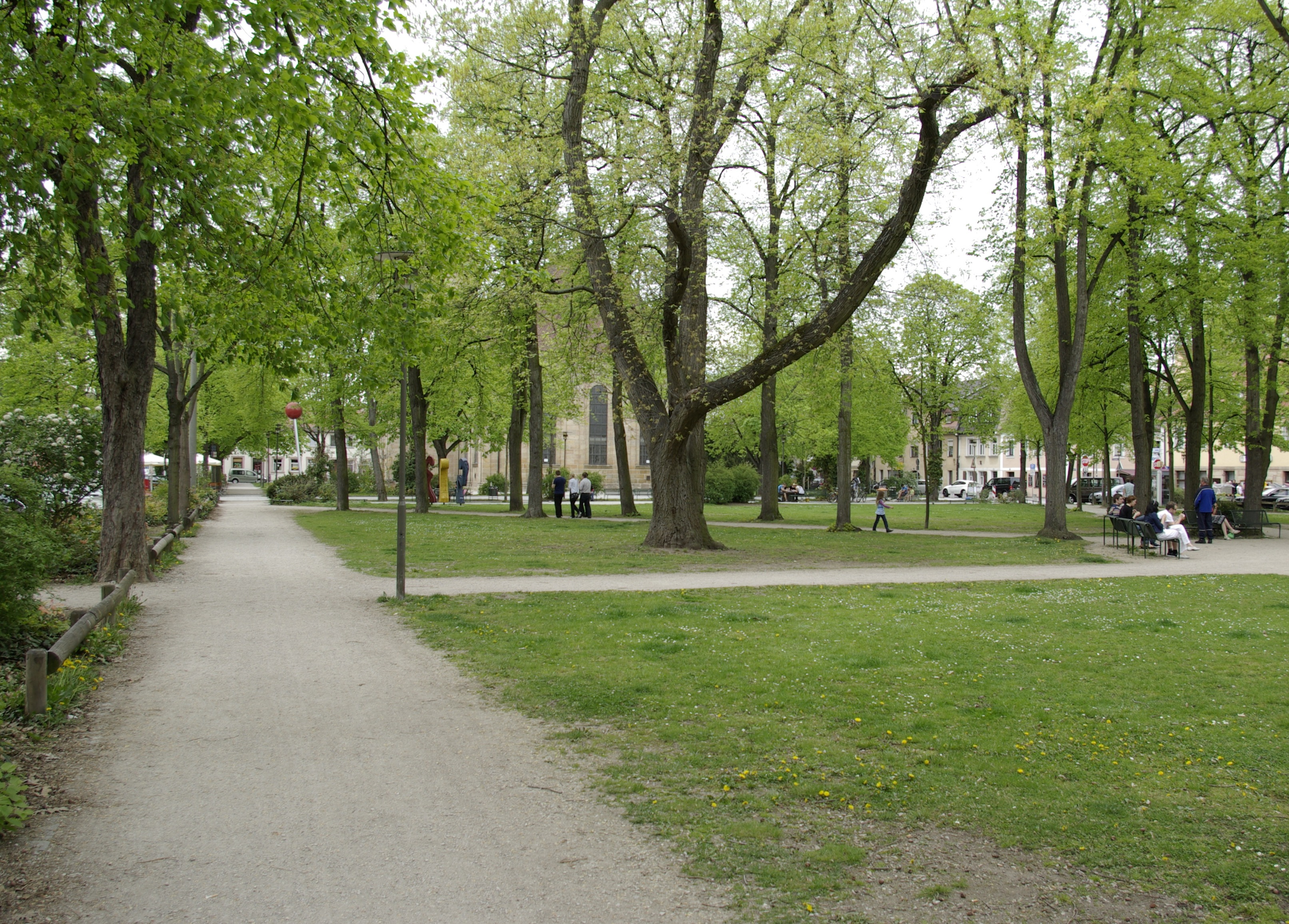
ボーレン広場

- マルティン＝ルター広場（エアランゲンで最古の広場）、1706年の旧市街火災の後に新たに設計され、造られた。
- フーゲノッテン広場（ユグノー広場）、「フーゴ」とも呼ばれる。街の中心であり、内市街の道路やバス路線が交差する場所である。
- 城館広場とマルクト広場、街の中心を形成している。
- 新市街の教会広場
- ロールレベルク広場（旧カイザー＝ヴィルヘルム広場）
- 旧市街の教会広場
- テアター広場（劇場広場）
- ボーレン広場
- ランゲマルク広場
- ノイアー・マルクト
- ジュートシュタットのオーム広場
- ツォルハウス広場
- バーンホーフ広場（駅前広場）
- 旧市街のマクシミリアン広場

### 主な墓地

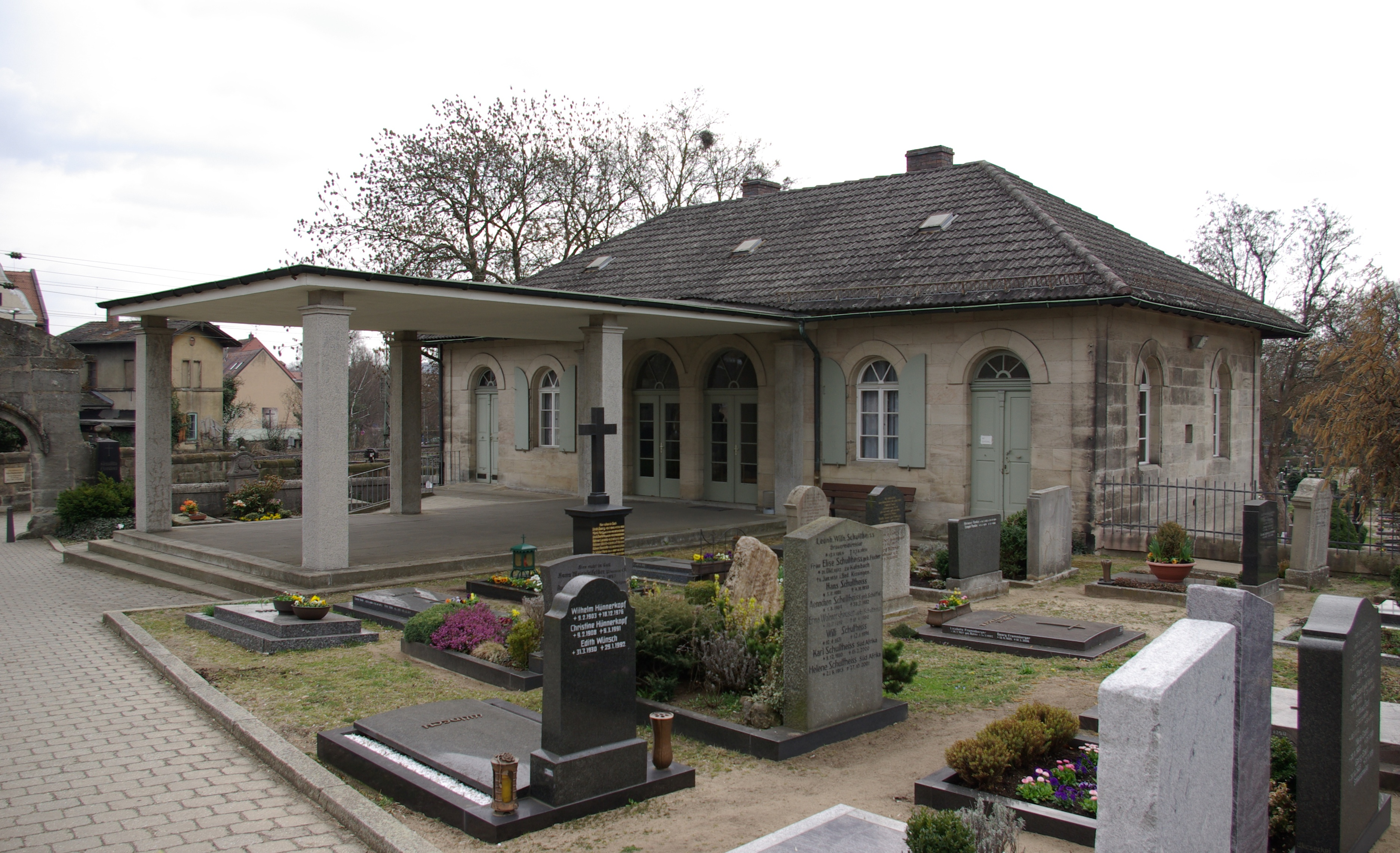
旧市街墓地の葬儀場

- 福音主義ルター派の旧市街墓地は、18世紀の初めに、聖マルティン教会（マルティンスビューラー教会）近く、マルティンスビュールの現在の場所に設けられた。
- オイセレ・ブルッカー通りの改革派墓地は1828年から現在の場所にある。墓所の南側部分はフランス改革派が、北側部分はドイツ改革派が用いた。
- 新市街墓地（オイセレ・ブルッカー通り 24/26番地）は、1721年に市門の前に「Teutsch Gottesacker」（ドイツ人墓地）として設けられた。1775年からここに大学墓地が設けられた。この墓地には、エアランゲンの著名な家族や教授の古い墓が多くある。たとえば、フリードリヒ・リュッケルトの子供エルンストとルイーゼの墓などである。
- イスラエル墓地（ルーデルスヴァイアー通り 85番地）は、1891年以降のエアランゲンのユダヤ人のための墓地である。
- オイセレ・ブルッカー通りの中央墓地（市立墓地）は、1895年に開園した。
- 西部墓地はシュトイダハ市区の南にある。

- 改革派墓地
- 新市街墓地
- イスラエル墓地
- 中央墓地の霊安所

### その他の特記事項
エアランゲンは、フォイヤー・デス・アーツの1982年の歌「ヴィッセンスヴェルテス・ユーバー・エアランゲン」（直訳: エアランゲンについて知っておくべきこと）で連邦中に知られている。マックス・ゴルトの詩には、エアランゲンに実在するものが直接表現されているわけではない（エアランゲンが実際にザウアーラントにないというのは例外に事実である）。むしろ「エアランゲン」という名前は、ドイツの任意の都市の代表として提示されていると考えるべきである。このタイトルの文言は、エアランゲンと関係のある記事の見出しとして報道関係者がよく用いる。
エアランガー・ベイビー: 大学病院で1992年に起こった事件によって、エアランゲンは連邦中の新聞の見出しに登場した。交通事故に遭った19歳の妊婦が、脳死状態となったにもかかわらずその胎児を救うために人工的に生命維持がなされた。この措置は成功せず、胎児は数日後に自然流産で死亡した。この事件に関する広範な公共の議論が起こったことからドイツ語協会は「1992年の言葉」の1つに「エアランガー・ベイビー」（エアランゲンの赤ん坊）を選択した。
エアランゲンのもう一つの顕著な特徴は、ブルシェンシャフト（学生組合）が多いことである。この街には、攻撃的・非攻撃的、政治的・非政治的な男子学生の団体が18ある。
エアランゲンの作家トビアス・バハマンは2006年に発表したSF小説「Der Untergang der Stadt Erlangen」（直訳: エアランゲン市の没落）で、風刺的で奇抜な方法で故郷を描き出した。彼の小説では、巨大な鳥のような動物が営巣場所としてユグノー都市を選び、廃墟となったエアランゲンを観る。ここでは、冷笑主義は隠蔽されていない:「市施設局の煙突がへし折られ、いくつかの高層ビルが崩れ落ちている。結局のところ、鳥たちはこの街の建築の醜さに対して過度な食欲を持っているようだ、と私は思った。」物語の最後にすべてが好転した時にも、歴史が幕を開ける事実は残っている:「フランケンにも将来はない。」
1945年2月24日、親衛隊のダンツィヒの親衛隊監獄からダッハウ強制収容所への移送途中に南チロルのカトリックの平和主義者ヨーゼフ・マイヤー＝ヌッサーが死亡した。彼は1944年に強制的に武装親衛隊に入隊させられ、軍旗への忠誠宣誓を拒否したため国防力破壊工作の罪で起訴され、処刑されたのであった。ハンマーバッヒャー通り 11番地の社会教育学専門アカデミーは、彼の名を冠してその栄誉を称えている。

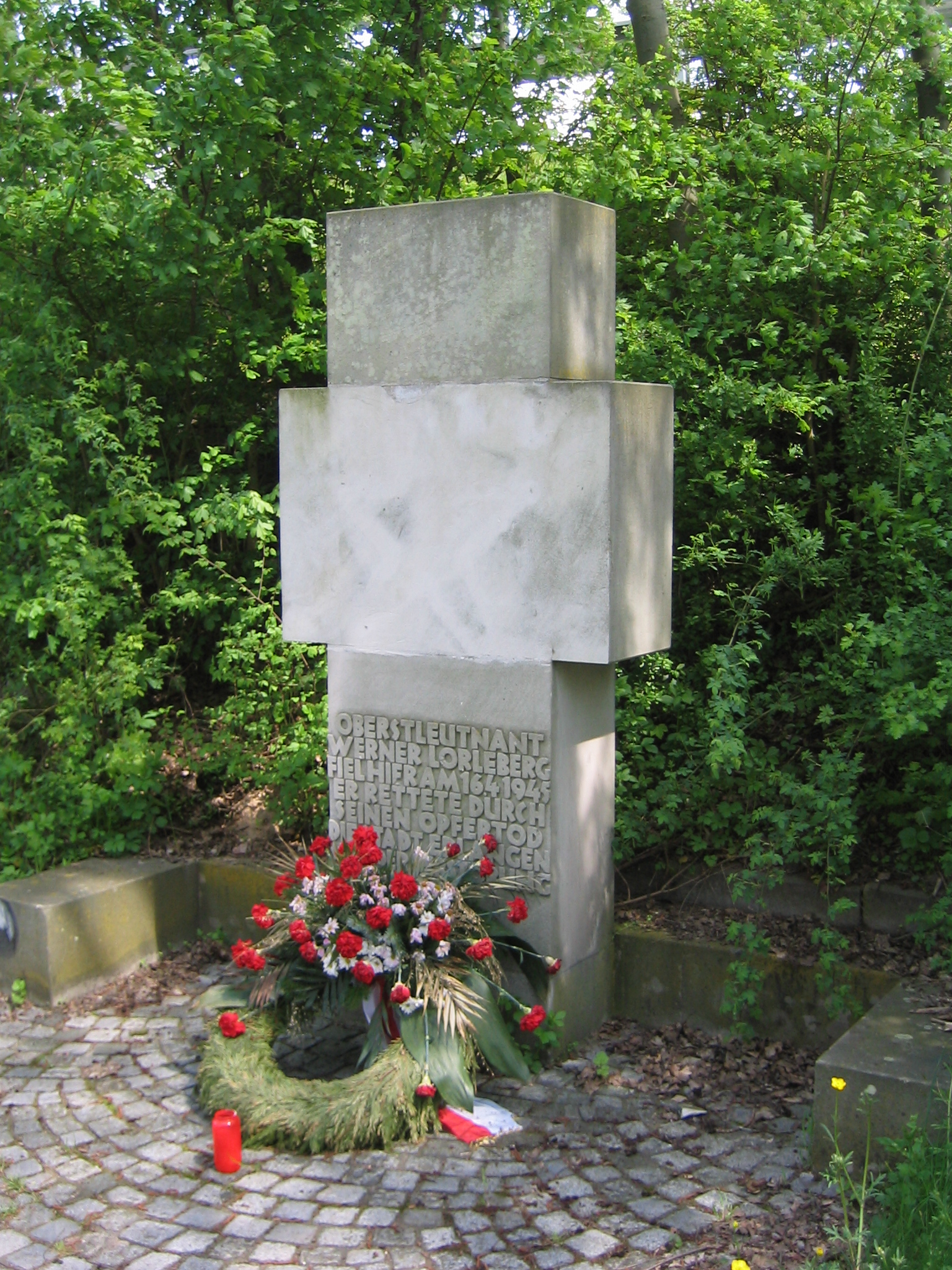
ヴェルナー・ロールレベルクの記念碑

この街を戦闘することなく降伏させたドイツ国防軍中佐ヴェルナー・ロルレベルクが死亡した場所に、彼を記念する記念碑が建立されている。
2024年にエアランゲンのヴェールミュールインゼルとグロースパルクプラッツゲレンデで州庭園博が開催される予定であった。住民投票で、住民は州庭園博反対の意思を示した。

#### エアランガー・ビール

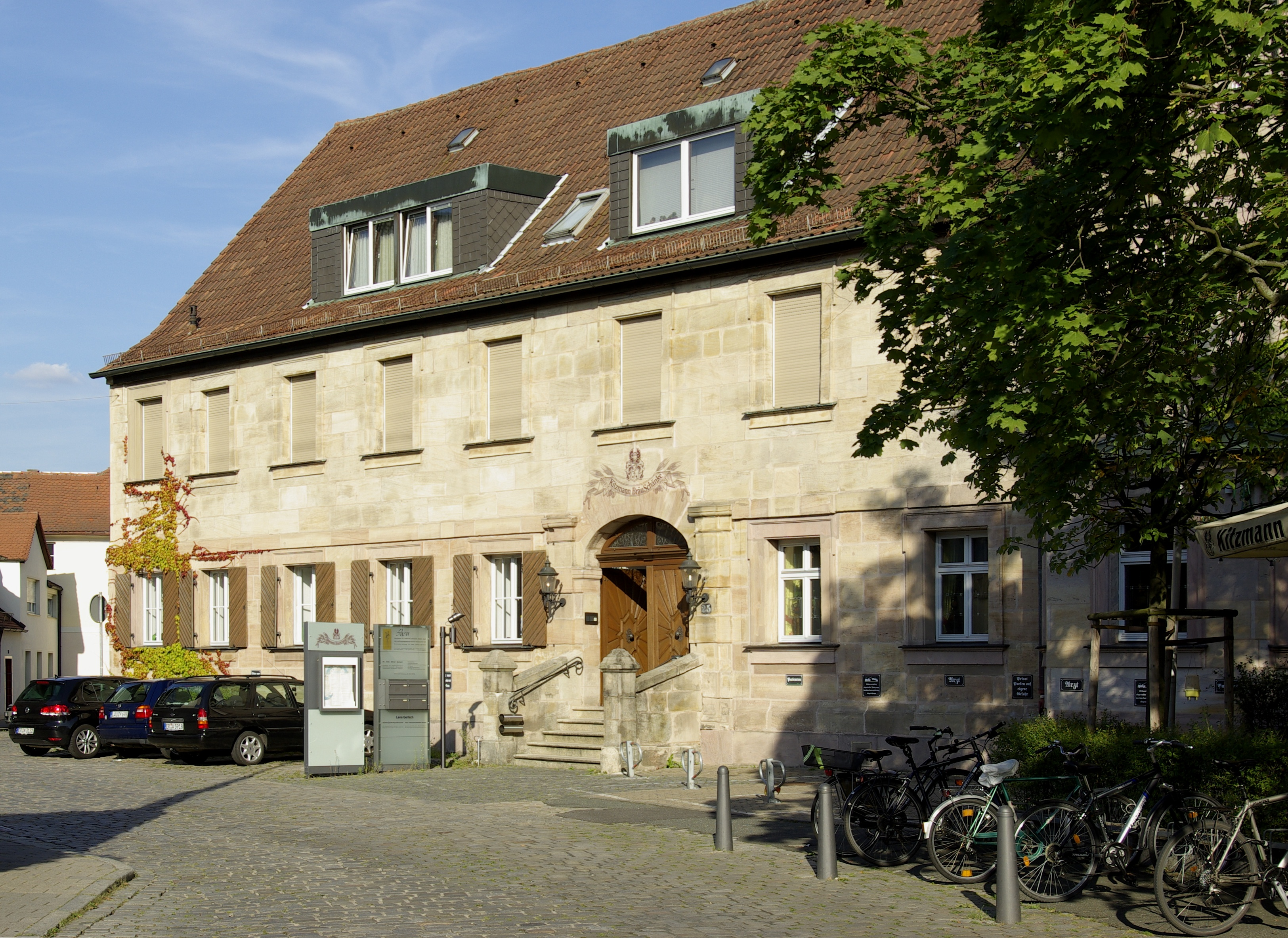
「キッツマン」ブルワリー内の酒場

カール・マイの小説「Durch das Land der Skipetaren」からよく引用される一節がある。主人公カラ・ベン・ネムシが出会った東洋人は、ドイツについて、真っ先に乳幼児でさえビールを飲む街「エランカ」（エアランゲン）を思い起こした、というものである。事実、かつて約 30軒のブルワリーがあり、早くからドイツの鉄道網に結ばれてビールが熱心に移出されていたエアランゲンは19世紀には「ビールの街」として国際的名声を得ていた。現在も、アメリカとスウェーデンに「エアランガー」という名前のビールがあることがこれを示している。
かつてのエアランゲンでは、すでに市の創設期から旧市街の各市民がビールを醸造する権利を有していた。旧市街に「ゲマインブロイハウス」（共同醸造所）があり、市民が利用することができた。この醸造所は中断をはさんで1813年まで運営されていた。
30軒あったブルワリーのうち、現在3軒だけが残っている: 「キッツマン」および2軒の再開されたブルワリー「シュタインバッハ」と「ヴェラー」である。衰退の原因は、1920年代の世界経済危機に加え、特に、エアランゲンの醸造業者が近代的な冷却技術によって生産効率を向上させる技術革新を怠ったことにある。ミュンヘンではすでに電気冷却が行われていた時代に、彼らはブルクベルクの地下倉庫に頼っていたのであった。

## 人物

### 出身者

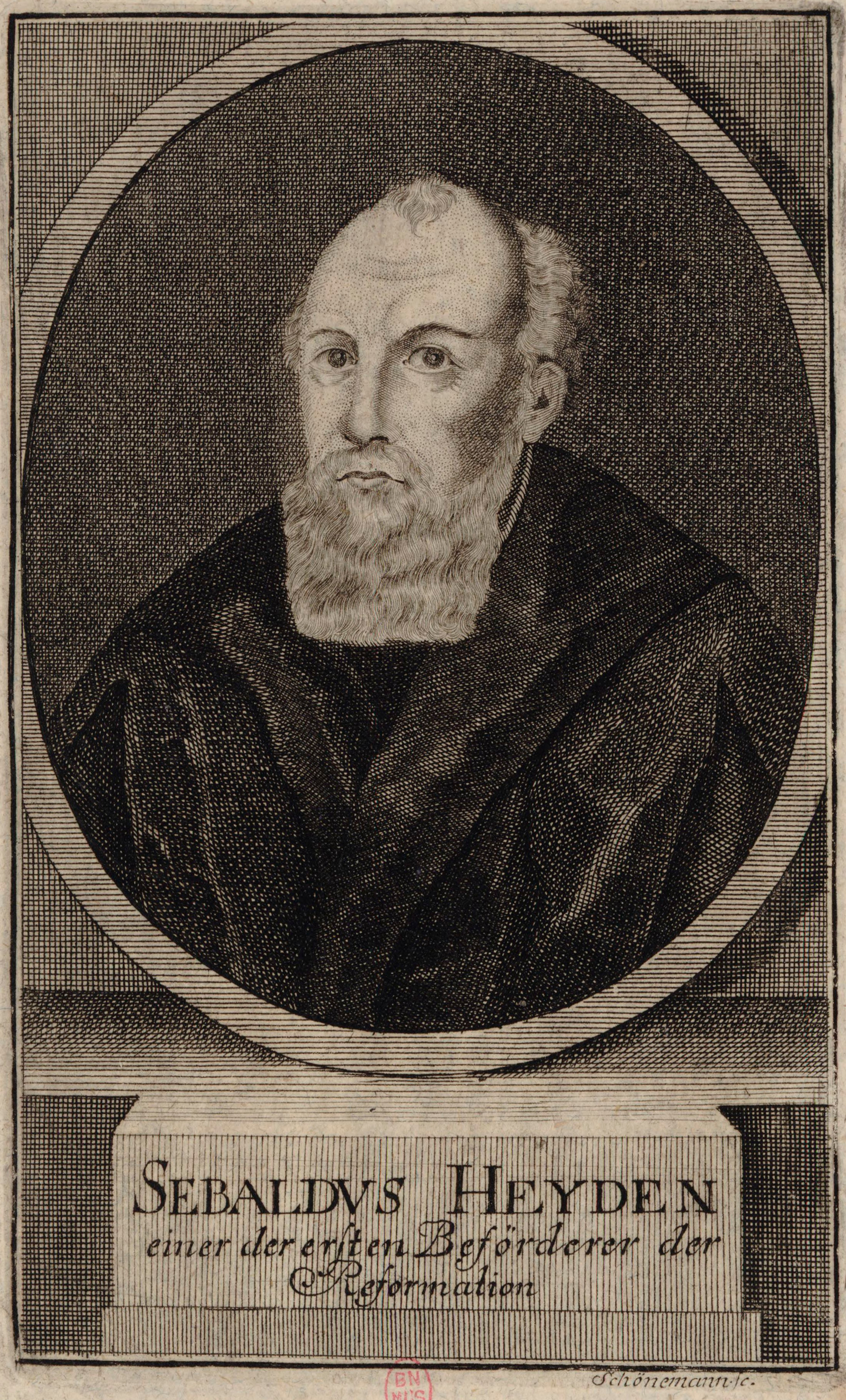
ゼーバルト・ハイデン

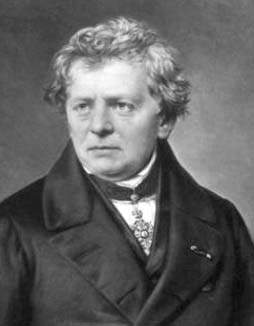
ゲオルク・ジーモン・オーム

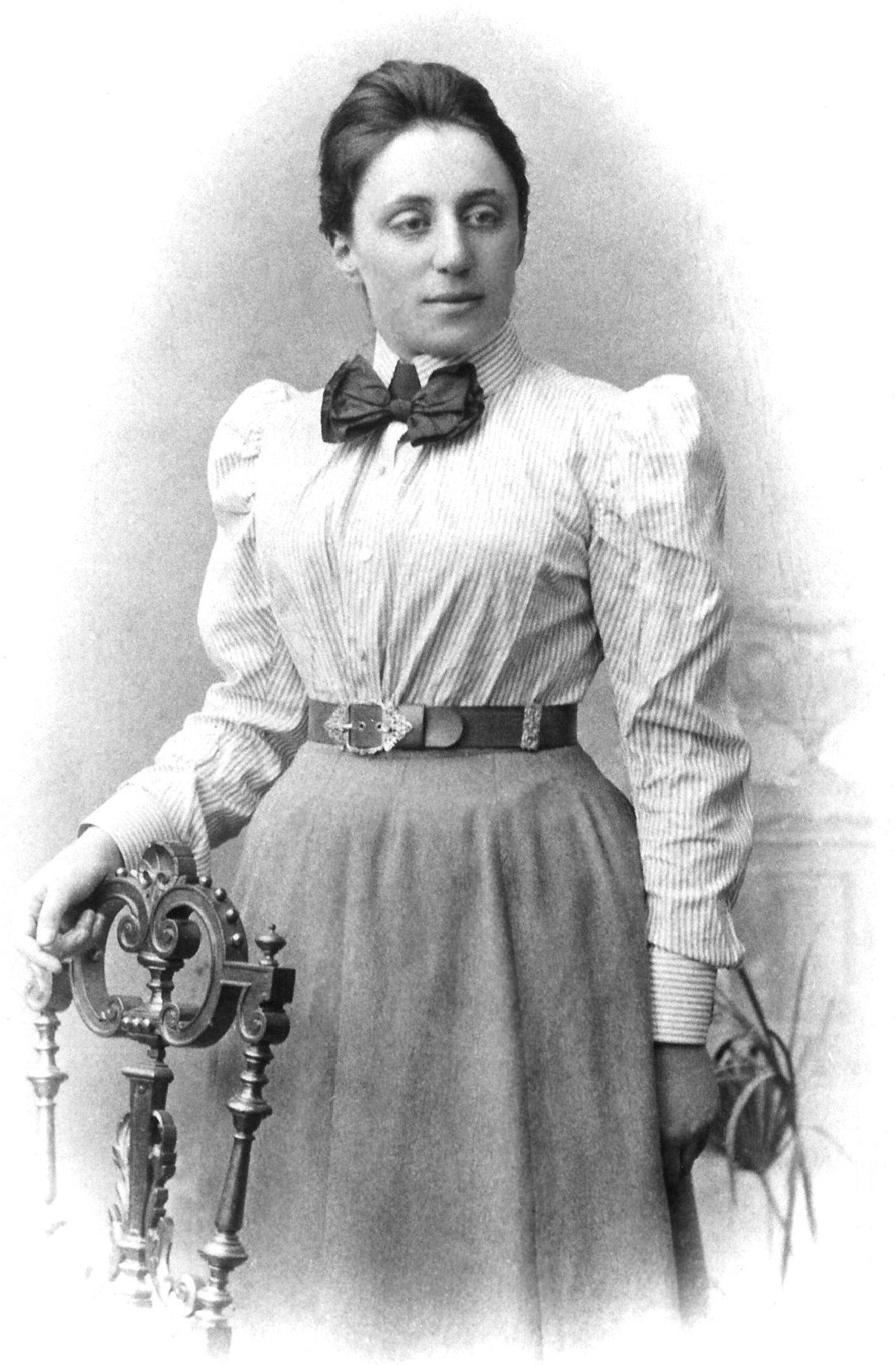
エミー・ネーター

- ゼーバルト・ハイデン（ドイツ語版、英語版）（1499年 - 1561年）カントル、宗教詩人（「ひとよ、汝がつみの」の作詞者）
- ヨハン・フォン・カルプ（ドイツ語版、英語版）（1721年 - 1780年）アメリカ独立戦争時の将軍
- ゾフィー・カロリーネ・マリー・フォン・ブラウンシュヴァイク＝ヴォルフェンビュッテル（ドイツ語版、英語版）（1737年 - 1817年）バイロイト辺境伯フリードリヒ3世の妃
- ヨハン・シュヴァイガー（ドイツ語版、英語版）（1779年 - 1857年）化学者、物理学者
- アウグスト・フリードリヒ・シュヴァイガー（ドイツ語版、英語版）（1783年 - 1821年）博物学者
- ゲオルク・ジーモン・オーム（1789年 - 1854年）物理学者
- マルティン・オーム（ドイツ語版、英語版）（1792年 - 1872年）数学者
- カール・ハインリヒ・ラウ（ドイツ語版、英語版）（1792年 - 1870年）フリーメイソン会員、農学者
- ユリー・フォン・エグロフシュタイン（1792年 - 1869年）画家
- カール・フリードリヒ・フィリップ・フォン・マルティウス（1794年 - 1868年）植物学者、探検家
- ユリウス・フリードリヒ・ハインリヒ・アベッグ（ドイツ語版、英語版）（1796年 - 1868年）刑法学者
- ルートヴィヒ・フィック（1813年 - 1858年）解剖学者
- カール・ハーグ（1820年 - 1915年）画家
- アドルフ・ヴァーグナー（1835年 - 1917年）経済学者、財政学者
- ヘルマン・ヴァーグナー（ドイツ語版、英語版）（1840年 - 1929年）地理学者、地図学者
- フリードリヒ・デーリッチュ（1850年 - 1922年）アッシリア学者
- オットー・ハルナック（1857年 - 1914年）文芸学者、ゲーテ研究家、劇作家、詩人
- エルンスト・クラウス（1863年 - 1941年）オペラ歌手
- エミー・ネーター（1882年 - 1935年）数学者
- フリッツ・ネーター（ドイツ語版、英語版）（1884年 - 1941年）数学者
- ヴィルヘルム・フレンガー（1890年 - 1964年）芸術史家、民俗学者
- ルドルフ・ガイガー（ドイツ語版、英語版）（1894年 - 1981年）気象学者
- ハンス＝ヨアヒム・シェプス（ドイツ語版、英語版）（1909年 - 1980年）宗教史家、宗教哲学者
- フリッツ・シェラー（ドイツ語版、英語版）（1914年 - 1997年）自転車競技選手
- ヘルムート・ツァーン（ドイツ語版、英語版）（1916年 - 2004年）化学者
- カール・マイラー（ドイツ語版、英語版）（1949年 - 2014年）テニス選手
- カールハインツ・ブランデンブルク（ドイツ語版、英語版）（1954年 - ）電子工学エンジニア、数学者
- クラウス・トイバー（ドイツ語版、英語版）（1958年 - ）サッカー選手、指導者
- ローター・マテウス（1961年 - ）サッカー選手、指導者
- シャーリー・バウアーファイント（ドイツ語版、英語版）（1963年 - ）ロック・ジャーナリスト、音楽プロデューサー、音響技術者
- ユルゲン・テラー（ドイツ語版、英語版）（1964年 - ）写真家
- アルブレヒト・マイヤー（1965年 - ）オーボエ奏者
- アヒム・バイアーロルツァー（1967年 - ）サッカー選手、指導者
- ビョルン・ツィカルスキー（1967年 - ）水泳選手
- ビョルン・シュリッケ（ドイツ語版、英語版）（1981年 - ）サッカー選手、指導者
- フルーラ・ボルク（ドイツ語版、英語版）（1982年 - ）ユーチューバー、俳優、DJ
- アレクサンダー・シュテファン（ドイツ語版、英語版）（1986年 - ）サッカー選手（ゴールキーパー）
- ダニエル・バッツ（ドイツ語版、英語版）（1991年 - ）サッカー選手
- モーリッツ・ネーベル（ドイツ語版、英語版）（1991年 - ）サッカー選手
- アレクサンダー・メゴス（ドイツ語版、英語版）（1993年 - ）ロッククライマー

### ゆかりの人物

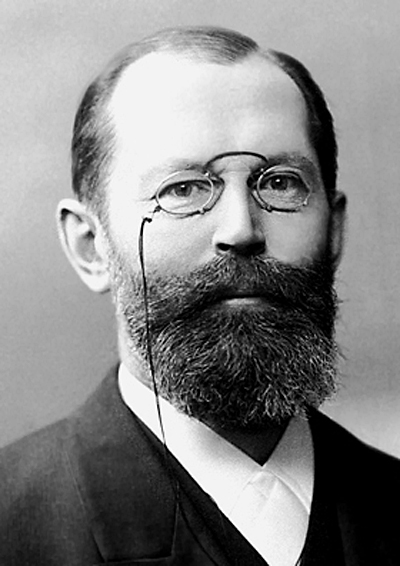
エミール・フィッシャー

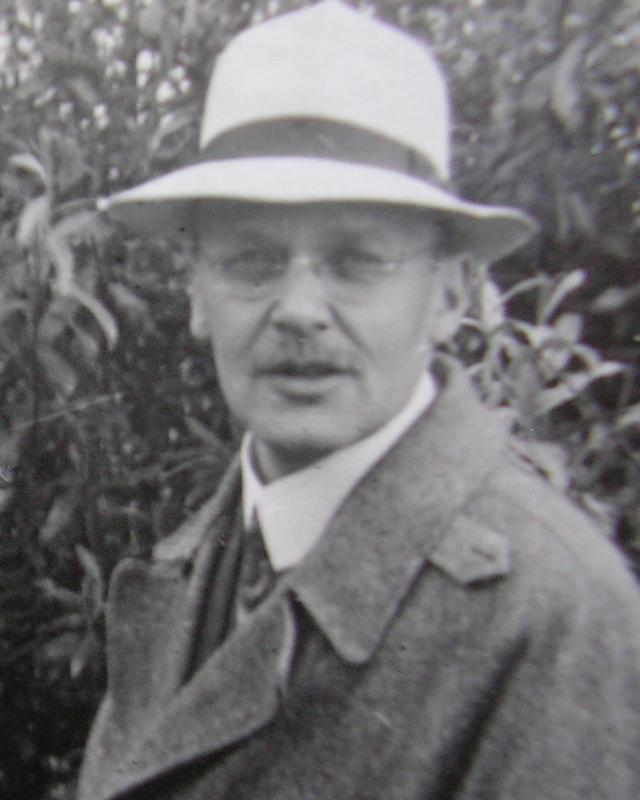
ハンス・ガイガー

- ザムエル・ハーネマン（1755年 - 1843年）ホメオパシーの提唱者。1799年にエアランゲンで博士号を修得した。
- ヨハン・ゴットリープ・フィヒテ（1762年 - 1814年）哲学者。1805年5月から9月までエアランゲン大学の教授を務めた。
- カール・ルートヴィヒ・ザント（ドイツ語版、英語版）（1795年 - 1820年）ブルシェンシャフト活動家。1819年にアウグスト・フォン・コツェブーを殺害した。
- アウグスト・フォン・プラーテン＝ハラーミュンデ（ドイツ語版、英語版）（1796年 - 1835年）詩人。1819年にエアランゲンに学びに来た。プラーテンホイシェンとプラーテン通りアム・ブルクベルクは彼にちなんでいる。
- ルートヴィヒ・アンドレアス・フォイエルバッハ（1804年 - 1872年）哲学者。1828年にエアランゲンで博士号を修得、1829年から1832年まで論理学と哲学史に関する私講師、1830年に匿名で「死および不死についての考察」を発表した。
- カール・フォン・ヘーゲル（1813年 - 1901年）歴史家。1856年にエアランゲン大学の歴史学講座を開講し、1870年からその教授に就任した。
- フェリックス・クライン（1849年 - 1925年）数学者。エアランゲン大学に就任する際の就任講義でエアランゲン・プログラムを示した。
- エミール・フィッシャー（1852年 - 1919年）化学者、ノーベル化学賞受賞者。1882年から1885年までエアランゲンで暮らし、大学の教授を務めた。
- ハンス・ガイガー（1882年 - 1945年）物理学者、ガイガー・カウンターの発明者。1902年からエアランゲン大学で物理学と数学を学び、1906年に博士号を修得した。
- ヴァルター・クリスタラー（1893年 - 1969年）地理学者、中心地理論の提唱者。
- ハインリヒ・ヴェルカー（ドイツ語版、英語版）（1912年 - 1981年）物理学者。エアランゲンで死亡した。
- パウル・ローレンツェン（1915年 - 1994年）哲学者。1962年からエアランゲン大学で教鞭を執った。ヴィルヘルム・カムラーとともにエアランゲン構成主義を提唱した。
- ヒルデガルト・ハム＝ブリューヒャー（ドイツ語版、英語版）（1921年 - 2016年）政治家。1970年代にエアランゲンおよびミッテルフランケン選出のバイエルン州議会議員となった。1976年から1990年までエアランゲン選挙区選出の連邦議会議員となった。
- ヴェルナー・ハイダー（1930年 - ）作曲家、ピアニスト、指揮者
- ディーター・ハーク（ドイツ語版、英語版）（1934年 - ）政治家、連邦国土整備・建設・都市計画大臣。1969年から1990年までエアランゲン選挙区代表のドイツ連邦議会議員であった。
- エルケ・ゾンマー（1940年 - ）女優、画家。少女期をエアランゲンで過ごした。
- マルティン・イェリングハウス（ドイツ語版、英語版）（1944年 - ）陸上競技選手。1968年メキシコオリンピック 4 × 400 m リレーの銅メダリスト
- ヨアヒム・ヘルマン（ドイツ語版、英語版）（1956年 - ）政治家。エアランゲン市選出の州議会議員を経てバイエルン州内務大臣を務めた。
- ハナー・シュトックバウアー（ドイツ語版、英語版）（1982年 - ）水泳選手。SSG エアランゲンに所属した。

## 訳注
1. ↑  現代ドイツ語では、große Erlangen で、すなわち「大エアランゲン」を示している。
2. ↑  「ERLANGEN」は、都市名の Erlangen と「獲得する」という意味を持つ動詞 erlangen との両方に解釈でき、「自然のままのエアランゲン」と「自然のまま手に入れる」とのダブルミーニングになっている。